# Madrid
Cet article concerne la capitale de l'Espagne. Pour les autres significations, voir Madrid (homonymie).
Madrid (prononcé : /ma.dʁid/  ; en espagnol : [maˈðɾið]) est la capitale et la plus grande ville d'Espagne. Située dans la partie centrale du royaume, elle est également la capitale et la ville la plus peuplée de la communauté de Madrid. En tant que capitale d'État, elle abrite la plupart des institutions politiques du pays, dont la résidence royale, le siège du gouvernement et le Parlement.
Elle compte une population d'environ 3,4 millions d'habitants intra-muros sur une superficie totale de 604,3 km2, au sein d'une aire urbaine d'environ 6,5 millions d'habitants en 2014. En comptant sa population intra-muros, Madrid est la deuxième ville de l'Union européenne, après Berlin.
Ville mondiale, elle abrite le siège de nombreuses institutions, dont l'Organisation mondiale du tourisme, l'Organisation des États ibéro-américains, l'Académie royale espagnole et l'Institut Cervantes. Considérée comme l'une des principales places financières de l'Europe du Sud, elle partage le statut de cœur économique de l'Espagne avec Barcelone. Elle accueille le siège social des plus grandes entreprises du pays, comme Telefónica, Repsol ou Iberia.
Les bâtiments d'architecture récente côtoient des constructions de style néo-classique, telles que la porte d'Alcalá, la place de Cybèle ou la cathédrale de l'Almudena. Ville d'art, ses trois principaux musées, le musée du Prado, le musée Reina Sofía et le musée Thyssen-Bornemisza, comptent parmi les plus visités au monde. En outre, Madrid abrite deux des plus grands clubs de football au monde, le Real Madrid et l'Atlético de Madrid.

## Géographie

### Situation

Carte de Madrid et de ses environs (2012).

Très proche du centre géographique de la péninsule Ibérique, la colline des Anges (Cerro de los Ángeles), à environ 50 km au sud de la sierra de Guadarrama, la ville s'étend sur le plateau de la Meseta entre 600 et 700 m d'altitude. Située à 657 m d'altitude, Madrid est la deuxième plus haute capitale européenne, après Andorre-la-Vieille, qui s'élève à 1 013 m.
Nichée au sud de la Meseta centrale, la ville appartient au bassin hydrographique du Tage.
Madrid est située à 302 km à l'ouest-nord-ouest de Valence, à 323 km au sud-sud-ouest de Bilbao, à 361 km au sud-ouest de la frontière française (Roncevaux, Communauté forale de Navarre ; Arnéguy, Pyrénées-Atlantiques), à 390 km au nord-nord-est de Séville et à 504 km à l'ouest de Barcelone (les kilométrages indiqués représentent des distances orthodromiques, dites aussi « à vol d'oiseau »).

### Hydrographie
Le principal cours d'eau de Madrid est le Manzanares, qui traverse la ville du nord au sud en passant par le mont du Pardo, où il alimente le barrage du même nom. C'est là qu'il reçoit les eaux des ruisseaux Manina et Tejada. Une fois le mont dépassé, la rivière poursuit son cours par la cité universitaire, puis brièvement par la Casa de Campo, où le ruisseau Meaques se jette dans son lit.
Le Manzanares baigne ensuite l'espace urbain, vers le pont du Roi, où il est rejoint par le ruisseau Leganitos et par une autre rue qui passe sous la rue de Ségovie. Puis c'est au tour du ruisseau de la Fuente Castellana de s'y fondre. Il sert ensuite de frontière entre plusieurs arrondissements de la capitale, laissant au sud-ouest la Latina, Carabanchel, Usera et Villaverde et, au nord-est, Centro, Arganzuela, Puente de Vallecas et Villa de Vallecas. À la limite entre Arganzuela et Puente de Vallecas, il reçoit les eaux de l'Abroñigal, dont le lit coïncide presque totalement avec le parcours de l'autoroute M-30, et celles du Butarque, non loin de l'arrondissement de Villaverde.
Lorsqu'il quitte la ville proprement dite, le Manzanares entre à Getafe par l'est, voyant ainsi le ruisseau Culebro le rejoindre. C'est à Rivas-Vaciamadrid qu'il se jette dans le Jarama.

### Climat

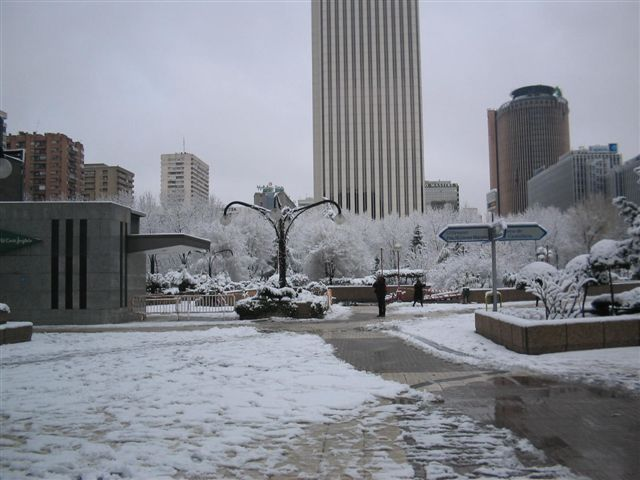
Madrid sous la neige.

La ville de Madrid jouit d'un climat méditerranéen à influence continentale combiné avec un climat semi-aride. Madrid est classé dans « BSk » dans la classification de Köppen. La capitale est marquée par des hivers relativement modérés, avec des gels fréquents et de la neige occasionnelle. Durant cette période, les températures peuvent descendre jusqu'à −4 °C, tandis que les étés sont très chauds. Juillet et août affichent fréquemment des températures journalières supérieures à 30 °C.
La température moyenne à Madrid est de 14 °C, avec un maximum de 42,7 °C, enregistré à l'aéroport de Madrid le 14 août 2021.
Le 12 janvier 2021, −12,3 °C ont été relevés à l'aéroport de Madrid.
Madrid reçoit peu de précipitations. Ces dernières s'établissent autour de 400 mm par an, atteignant leur minimum en été. La pluie ou la neige tombent en moyenne 49 jours par an. S'il tombe 56 mm de pluie en novembre et décembre, le mois d'août est le plus sec avec 10 mm.
Les températures sont relevées au niveau de trois stations de l'Agence d'État de la météorologie (AEMET), respectivement situées au parc du Retiro, à l'aéroport de Barajas et à celui de Cuatro Vientos.
| Mois                                  | jan.       | fév.      | mars      | avril     | mai       | juin      | jui.      | août      | sep.      | oct.      | nov.      | déc.      | année            |
| ------------------------------------- | ---------- | --------- | --------- | --------- | --------- | --------- | --------- | --------- | --------- | --------- | --------- | --------- | ---------------- |
| Température minimale moyenne (°C)     | 2,7        | 3,7       | 6,2       | 7,7       | 11,3      | 16,1      | 19        | 18,8      | 15,4      | 10,7      | 6,3       | 3,6       | 10,1             |
| Température moyenne (°C)              | 6,3        | 7,9       | 11,2      | 12,9      | 16,7      | 22,2      | 25,6      | 25,1      | 20,9      | 15,1      | 9,9       | 6,9       | 15               |
| Température maximale moyenne (°C)     | 9,8        | 12        | 16,3      | 18,2      | 22,2      | 28,2      | 32,1      | 31,3      | 26,4      | 19,4      | 13,5      | 10,1      | 19,9             |
| Record de froid (°C) date du record   | −12,3 2021 | −9,1 1956 | −5,1 2005 | −1,6 1986 | 0,6 1951  | 4,4 1984  | 8,5 1932  | 9,2 1938  | 4 1927    | −0,4 1936 | −3,4 1923 | −9,2 1962 | −12,3 12/01/2021 |
| Record de chaleur (°C) date du record | 19,9 2003  | 22 1960   | 26,7 2015 | 30,1 1945 | 35,5 2015 | 40,7 2019 | 39,7 2017 | 42,7 2021 | 38,9 2016 | 30 1930   | 22,7 2009 | 18,6 1979 | 42,7 14/08/2021  |
| Ensoleillement (h)                    | 149        | 158       | 211       | 230       | 268       | 315       | 355       | 332       | 259       | 199       | 144       | 124       | 2 744            |
| Précipitations (mm)                   | 33         | 34        | 25        | 45        | 50        | 21        | 12        | 10        | 22        | 60        | 58        | 51        | 423              |
| Nombre de jours avec précipitations   | 5,7        | 5,2       | 4,1       | 6,7       | 7,3       | 3,4       | 1,7       | 1,7       | 3,3       | 6,9       | 6,5       | 6,8       | 59,4             |

| Diagramme climatique                                  |         |           |           |            |            |          |            |            |            |           |           |
| J                                                     | F       | M         | A         | M          | J          | J        | A          | S          | O          | N         | D         |
| 9,82,733                                              | 123,734 | 16,36,225 | 18,27,745 | 22,211,350 | 28,216,121 | 32,11912 | 31,318,810 | 26,415,422 | 19,410,760 | 13,56,358 | 10,13,651 |
| Moyennes : • Temp. maxi et mini °C • Précipitation mm |         |           |           |            |            |          |            |            |            |           |           |

## Urbanisme et habitat

### Aménagement urbain

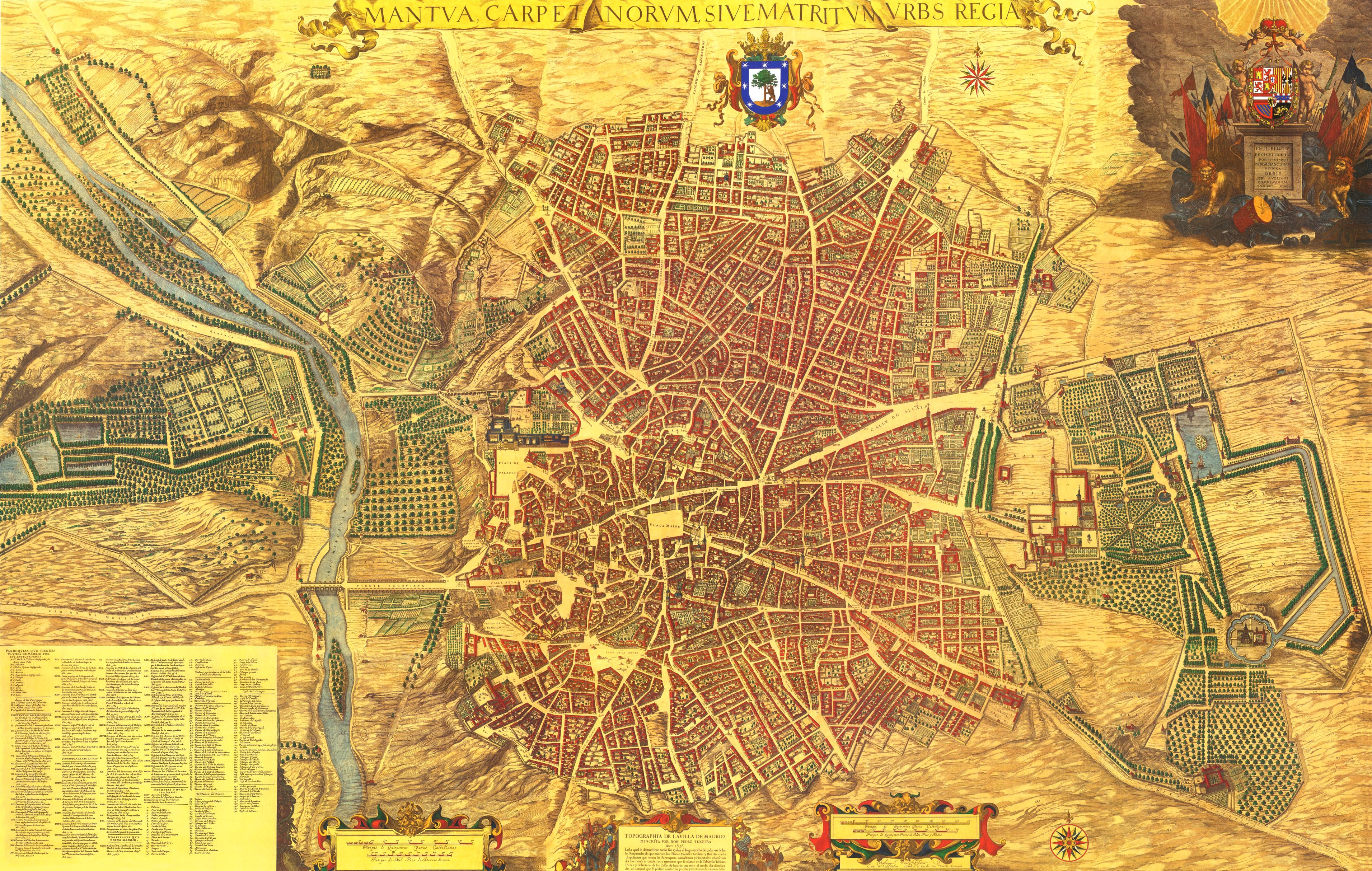
Plan de Madrid par Pedro Teixeira (1656).

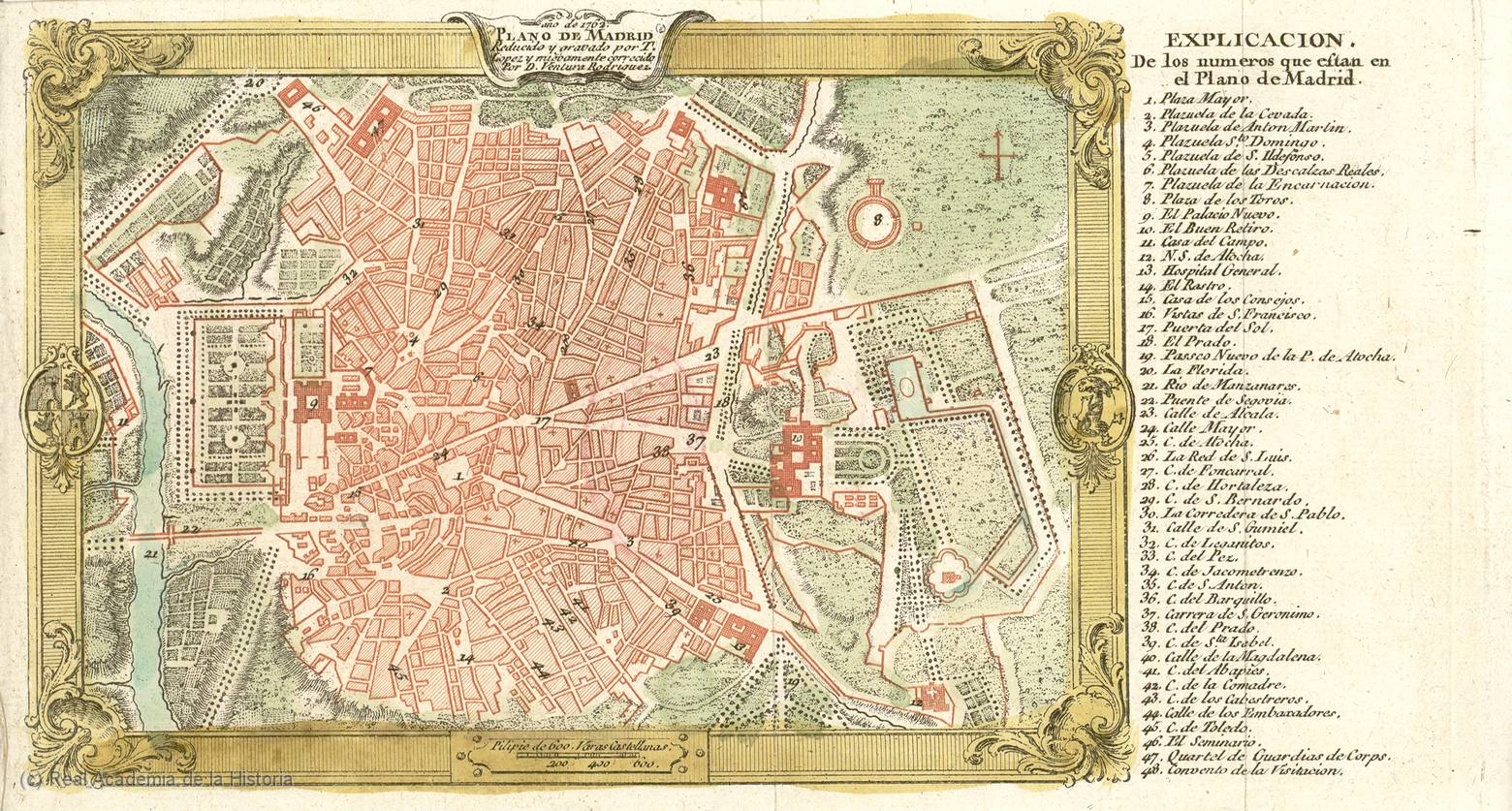
Plan de Madrid (1762).

Le centre historique de Madrid correspond à l'ancienne médina, construite sur un emplacement stratégique. À cette époque, elle permet en effet de dominer la vallée du Manzanares, traversable à gué à cet endroit. L'extension de la ville originelle est limitée par la rivière ainsi que par un fossé aujourd'hui occupé par la rue de Ségovie. Au nord s'élève la forteresse musulmane (alcazaba) et au sud s'étendent les quartiers mozarabe et juif.
Lorsque Philippe II hisse Madrid au rang de capitale, elle n'est pas apte à recevoir la Cour et l'ensemble des administrations afférentes. Conjointement avec les autorités locales, la Couronne établit un règlement intitulé Carga de Aposento qui stipule que tout propriétaire d'un bâtiment de plus d'un étage doit céder l'un de ses niveaux pour le logement des fonctionnaires et du personnel de la Cour. Mécontents de cette décision, de nombreux Madrilènes réagissent en faisant construire les fameuses casas a la malicia. Il s'agit de demeures ne comportant qu'un seul véritable étage, de sorte que leur propriétaire n'a pas à obtempérer audit règlement. Cette façon de contourner la loi a pour conséquence un rapide étalement urbain qui se réalise en une quarantaine d'années.
Ce phénomène, par la suite conjugué à une nouvelle croissance en hauteur des bâtiments, configure l'essentiel de la morphologie de Madrid jusqu'au XIXe siècle.
L'inévitable développement urbain se voit limité par le cours du Manzanares et Madrid doit par conséquent s'étendre vers l'est. À partir du règne de Charles III, les artères qui débouchent sur l'actuel Prado deviennent des espaces de divertissement et de villégiature de l'aristocratie. C'est d'ailleurs à cette époque que la Couronne conçoit le paseo del Prado, premier tronçon d'un axe nord-sud qui s'étend aujourd'hui jusqu'au paseo de la Castellana.
La croissance galopante du XVIe siècle ne laisse pas le loisir d'aménager des places publiques et c'est pourquoi le règne de Joseph Ier est caractérisé par l'ouverture de semblables espaces. Cette intense activité urbanistique lui vaut le surnom de Pepe Plazuelas (littéralement « Jojo placettes »).
Pendant plusieurs siècles, la ville connaît peu de nouvelles extensions et il faut attendre l'œuvre du marquis de Salamanca, au XIXe siècle, pour que la capitale fasse l'objet d'un vaste programme de construction. Après avoir abattu la muraille de Philippe IV, l'architecte Carlos María de Castro fait réaliser de nouveaux quartiers au nord de la ville, vers l'actuel périphérique M-20. Au début du XXe siècle, l'urbaniste Arturo Soria fait bâtir sa célèbre Cité linéaire. Cette époque est également propice au percement de grandes avenues, dont l'exemple le plus célèbre est la Gran Vía.
Le périphérique M-30 définit le centre de la capitale, surnommé « amande centrale » (almendra central). Au-delà, Madrid comprend pour l'essentiel d'anciennes communes annexées après la guerre civile. Il s'agit également de quartiers nouveaux édifiés sur d'anciens terrains agricoles ou en remplacement de bidonvilles.

### Logements
Madrid abrite le plus grand bidonville d’Europe occidentale : Cañada Real Galiana, où vivent 40 000 personnes dans des conditions insalubres. La ville compte plus de 150 000 logements vacants, soit environ 10 % du nombre total de logements.
L'Espagne est l'un des pays d'Europe où les familles doivent consacrer le plus d’argent au paiement de leur logement. Les loyers sont particulièrement élevés dans la région de Madrid, où une personne payée au salaire minimal consacre ainsi en moyenne 65 % de ses revenus pour se loger.

## Toponymie
La plus ancienne attestation de nom de la ville remonte à 932 dans un document latin, Ad civitatem quae dicitur Magerit « vers la ville qu'on appelle Magerit ». 
Selon l'orientaliste Jaime Oliver Asín, le terme de Magerit était également connu en castillan ancien. 
Ce vocable, qui se prononce Maŷriţ ou Maǧrīţ, pourrait se rapprocher de l'arabe Maǧra (مَجْرَى), qui pourrait désigner un ruisseau, un canal ou encore peut-être un aqueduc,. Un des deux pluriels de ce nom est Maǧriat (مجريات), terme qui fait référence à un cours d'eau avec des ruisseaux. Au XIIe siècle, le toponyme évolue vers Madrit puis vers Madrid, dénomination attestée au XIVe siècle.
D'autres étymologies existent, ainsi celle qui rapproche ce nom du terme madroño, qui désigne l'arbousier en espagnol. Cet arbre, présent sur les armoiries de la ville, était vraisemblablement le seul qui poussait dans la région à l'époque où le roi Alphonse VI s'en empara, au milieu du XIe siècle.

## Histoire

### Moyen Âge

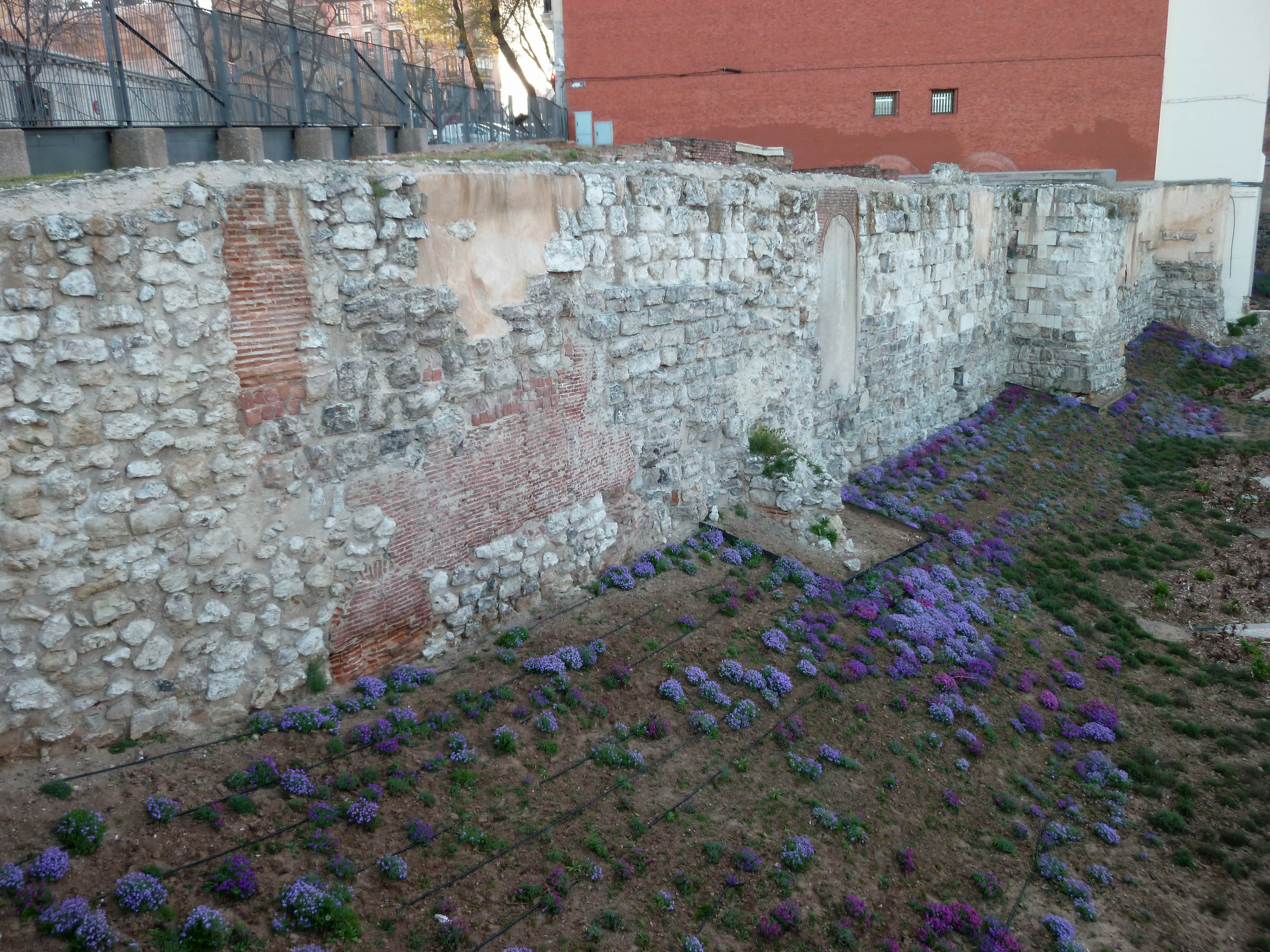
Muraille musulmane de Madrid, vestige de la forteresse musulmane et de l'enceinte du noyau urbain primitif.

Madrid est fondée vers la fin du IXe siècle par l'émir arabe Muhammad Ier, qui fait construire une forteresse pour protéger Tolède, l'antique capitale wisigothe autour de laquelle se développe la ville. En 1047, le roi Ferdinand Ier de Castille entre dans Madrid, mais jugeant le lieu peu intéressant, il l'échange contre un tribut au roi de Tolède.
Madrid appartient définitivement au royaume de Castille quand Alphonse VI prend la ville de Tolède en 1085. Mais en 1109, la ville est détruite par les Almoravides qui ne sont expulsés définitivement de la région qu'en 1132, après la victoire d'Alphonse VII à Villarrubia de los Ojos. Madrid étend progressivement sa domination sur d'autres villes comme Ségovie.
Au cours des siècles suivants, le développement de la ville se poursuit, avec notamment la construction d'édifices religieux.
Les Cortes de Castille se tiennent pour la première fois à Madrid en 1309 sous le règne de Ferdinand IV. Elles ont de nouveau lieu en 1329, 1339, 1391, 1393, 1419 et deux fois en 1435. Après l'unification des royaumes d'Espagne sous une couronne commune, les Cortes sont convoquées à Madrid avec une plus grande fréquence.
Au XVe siècle, sous les règnes de Jean II et d'Isabelle la Catholique, de nouvelles règles d'urbanisme sont édictées et obligent, entre autres, Madrid à se doter de rues pavées.

### La maison de Habsbourg

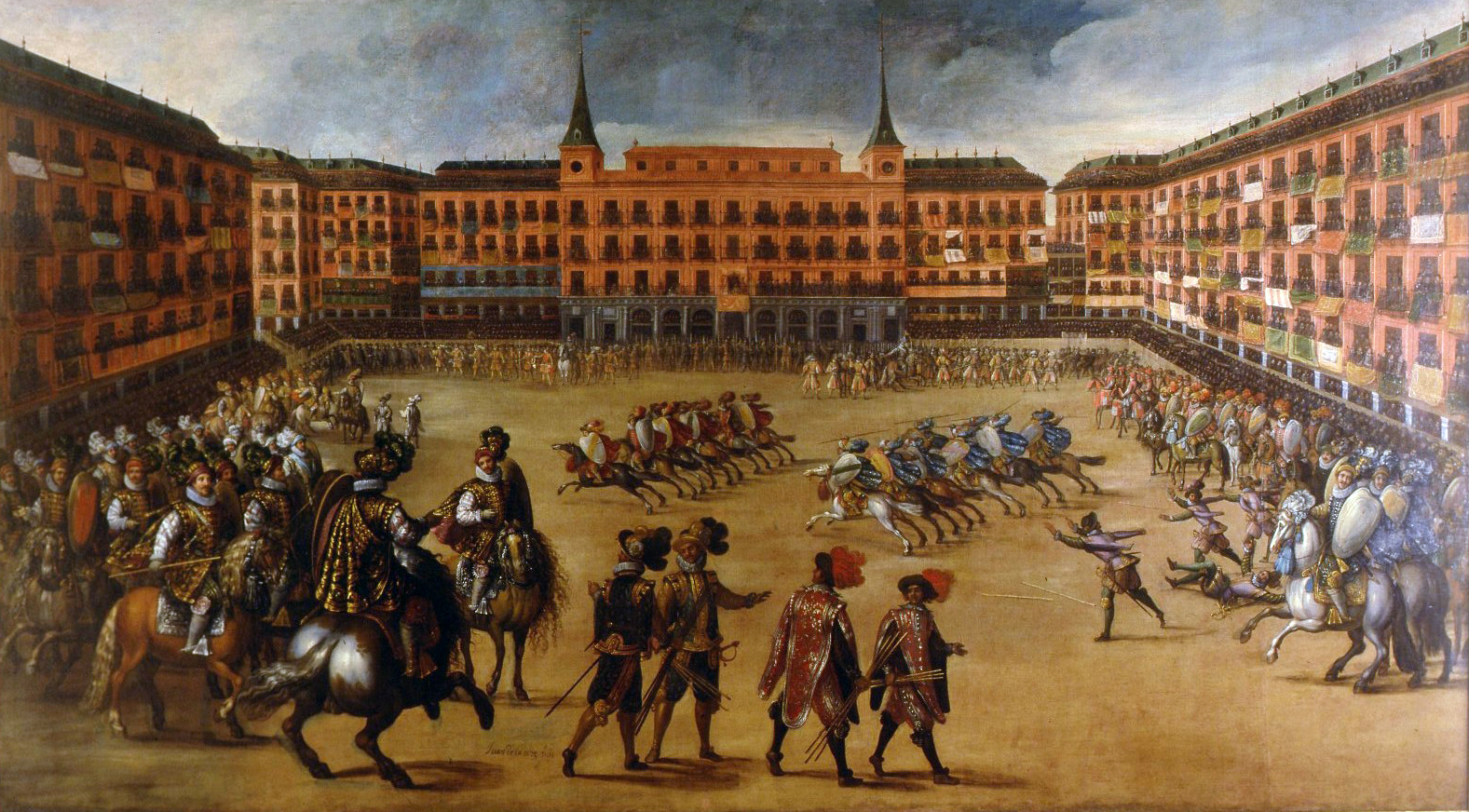
Fête à la Plaza Mayor, par Juan de la Corte (XVIIe siècle).

Lors de la guerre des Communautés de Castille, menée par Juan de Zapata, Madrid rejoint le soulèvement contre Charles Quint et les révoltés prennent la forteresse de la ville le 31 août 1520. Cependant, après la défaite des comuneros à Villalar, la ville est assiégée et occupée par les troupes royales à la mi-mai 1521.
En 1525, le roi de France François Ier est fait prisonnier lors de la bataille de Pavie par l'armée de Charles Quint. Il est emprisonné à Madrid durant un an dans la tour des Lujanes. Un traité de paix est signé entre les deux puissances et François Ier peut rentrer en France, laissant à Madrid ses deux fils comme garantie jusqu'à l'accomplissement des clauses dudit traité.
En 1547, le prince héritier Philippe crée la Puerta del Sol et dix ans plus tard, la princesse Jeanne, sa sœur, fonde le couvent de religieuses franciscaines des Déchaussées royales.
En juin 1561, alors que la ville compte déjà 30 000 habitants, Philippe II transporte la cour de Tolède à Madrid, l'installant dans l'antique alcazar. Il fait ainsi de la ville la capitale du royaume d'Espagne.
Madrid perd provisoirement son titre de siège du pouvoir royal quand Philippe III décide le 11 janvier 1601 d'installer la cour à Valladolid. Cependant, face au mécontentement populaire, la ville retrouve son statut de capitale de l'Espagne le 4 mars 1606.
Le XVIIe siècle est marqué par de grands travaux d'aménagement comme la création de la Plaza Mayor et du palais du Buen Retiro.
Avec l'installation définitive de la Cour à Madrid, sa population commence à augmenter de manière significative. En 1625, Philippe IV fait abattre les murailles de la ville, déjà dépassées par l'urbanisation, et fait édifier une nouvelle enceinte exclusivement pour des raisons fiscales. Les fonctions du gouvernement sont centralisées dans l'Alcázar royal, un ensemble de bâtiments situés sur le terrain occupé plus tard par le palais royal et la place d'Orient.
Dans le même temps, le palais du Buen Retiro fait l'objet d'une extension connue sous le nom de Casón del Buen Retiro.

### La maison de Bourbon

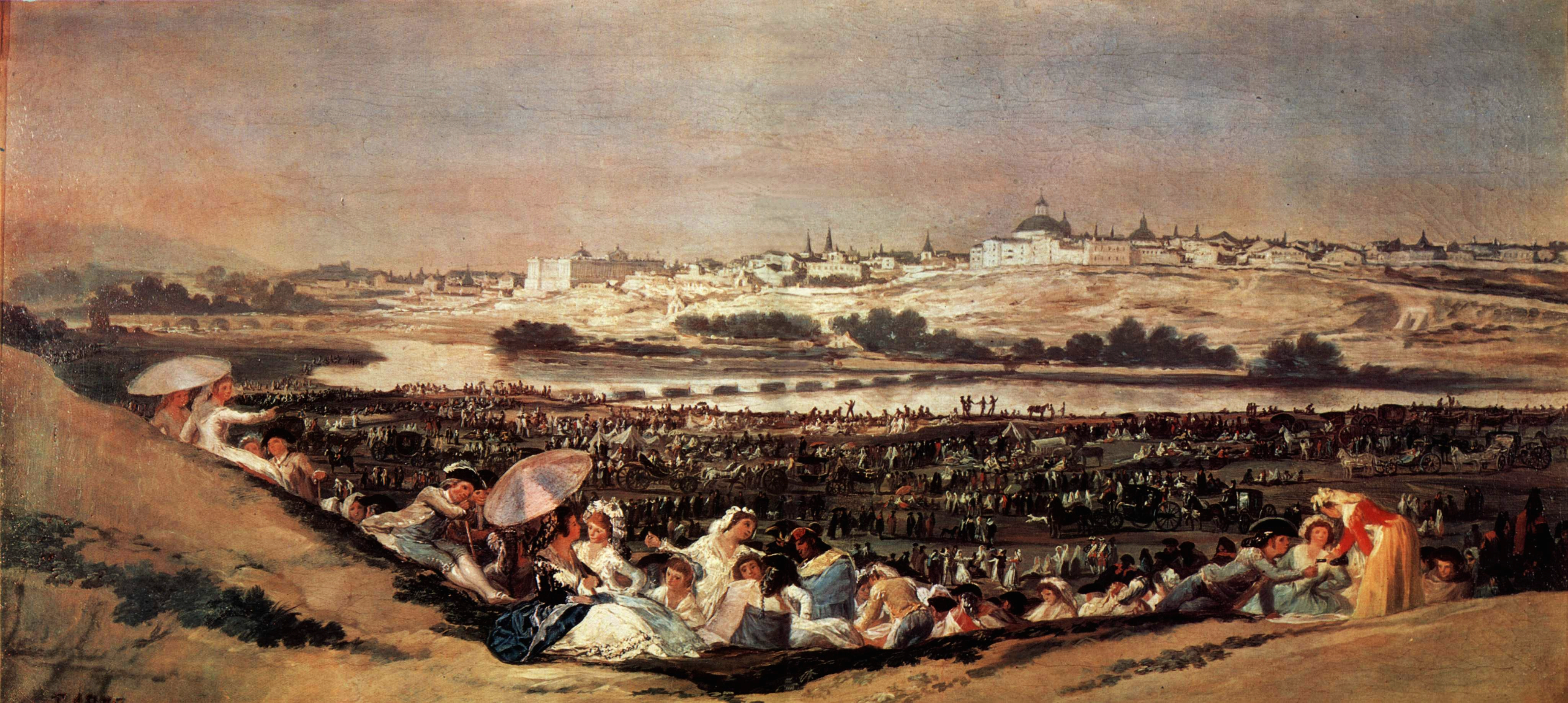
Vue de Madrid, par Francisco Goya, 1788, musée du Prado.

En 1700, Madrid voit arriver Philippe V, le premier roi de la maison des Bourbons. Le changement de dynastie donne une nouvelle impulsion à la capitale. Au goût des Bourbons, celle-ci est sombre, parcourue de rues étroites et encombrées, sans système d'égout. Il s'agit pour eux d'élever la ville au rang d'autres capitales européennes.
Le 24 décembre 1734, un incendie détruit l'Alcázar, symbole de la dynastie des Habsbourg en Espagne (événement malheureux à l'origine de la disparition d'un tiers de la collection royale de peintures). Philippe V décide de la construction d'un nouveau palais royal dont la première pierre est posée dès le 7 avril 1738.
En outre, le monarque soutient l'édification de diverses infrastructures (ponts, hôpitaux, parcs, fontaines, bâtiments à usage scientifique) et promeut des ordonnances relatives à l'assainissement.
La Casa de Correos (« maison de la Poste »), actuel siège du gouvernement de la communauté autonome de Madrid, est édifiée à partir de 1766 sous l'impulsion de Charles III. Le parc du Buen Retiro est ouvert au public l'année suivante.
L'aménagement du quartier du Prado dans le dernier tiers du XVIIIe siècle laisse un héritage architectural remarquable, notamment composé des fontaines de Neptune, de Cybèle et d'Apollon, du Jardin botanique royal et de l'Observatoire royal. Le cours des Récollets bénéficie également de ces travaux.

### La guerre d'indépendance
Le 2 mai 1808, le peuple de Madrid se soulève contre les troupes françaises stationnées sur place, ce qui marque le début de la campagne d'Espagne de Napoléon Ier, qui installe son frère Joseph sur le trône espagnol. Ladite révolte est immortalisée par Francisco de Goya dans un célèbre tableau, tout comme l'est la répression effectuée par les Français le 3 mai.
Le roi Joseph lance des projets visant à réaménager et aérer le centre de la ville. Il projette en effet plusieurs places majeures comme celle d'Orient ou Sainte-Anne. Il fait également transférer les cimetières à l'extérieur de la ville.
En 1812, il doit cependant fuir Madrid après la bataille de Majadahonda et les troupes françaises sont expulsées d'Espagne un an plus tard. 

### Restauration des Bourbons

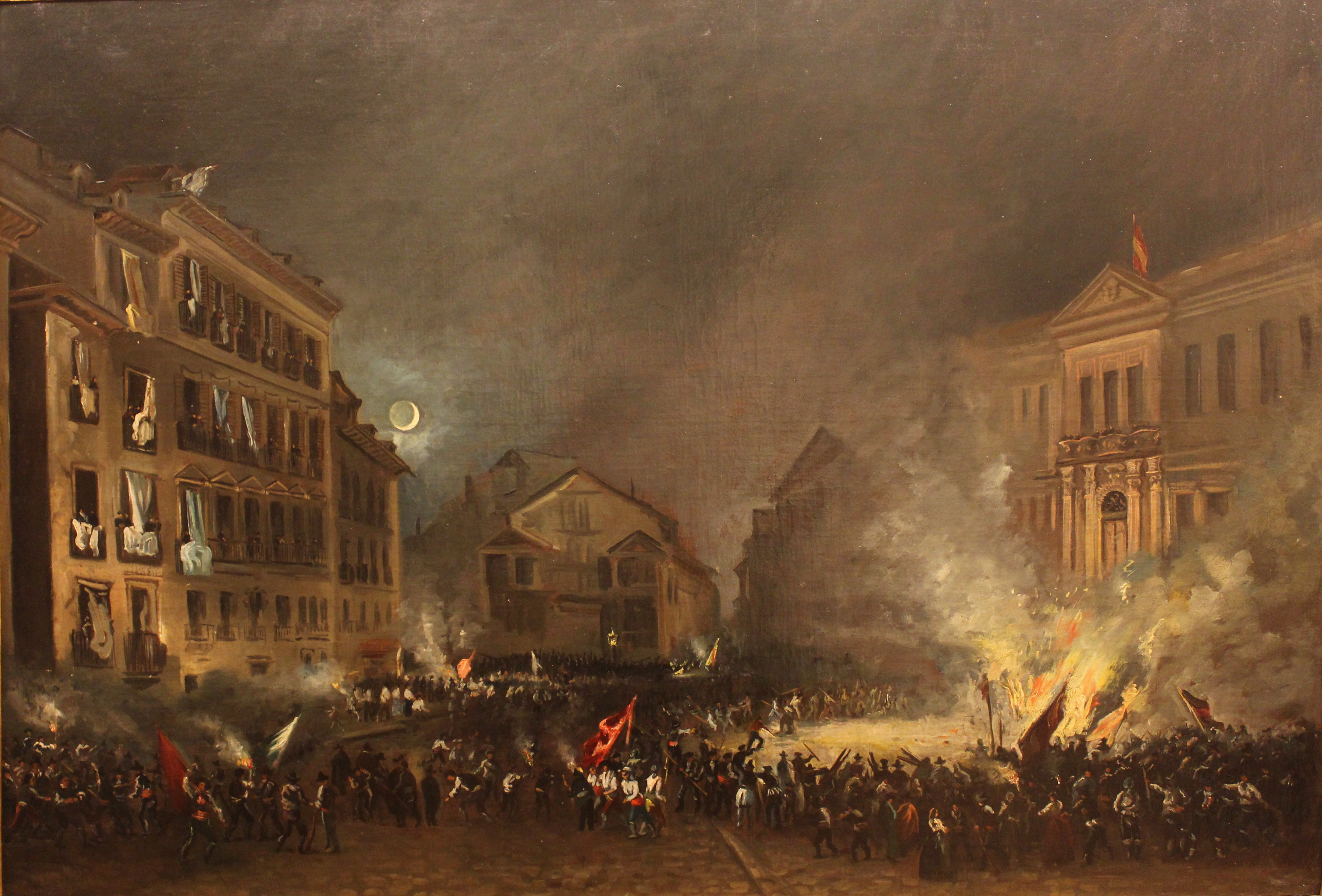
Épisode de la révolution de 1854 dans le Puerta del Sol, par Eugenio Lucas Velázquez.

Le 13 mai 1814, Ferdinand VII fait une entrée triomphale dans les rues de Madrid.
Les processus successifs de désamortissement modifient radicalement le système de propriété immobilière. Ils favorisent également la concentration des collections artistiques en un seul lieu (musée de la Trinité, futur musée du Prado, ouvert en 1819) ainsi que le rapprochement de l'université d'Alcalá de Henares, qui devient par la suite l'Université complutense.
Le 7 juillet 1822, un soulèvement de la Garde royale est étouffé après des affrontements au Prado et sur la Plaza Mayor. Le 7 novembre 1823, le général Riego est pendu, puis décapité.
En 1831, la ville ouvre une des premières bourses de valeurs d'Europe, cinq ans après l'inauguration du palais Brongniart à Paris. Cette période correspond en effet à un accroissement démographique et économique qui fait disparaître la ville pré-industrielle.
Le règne d'Isabelle II est marqué par l'entrée de la ville dans l'ère technologique moderne, avec notamment l'ouverture des premières lignes de chemin de fer en Espagne, qui s'organisent peu à peu en étoile autour de la capitale. Cette dernière se dote logiquement de gares permettant d'accueillir les voyageurs — Atocha, Delicias et du Nord (aujourd'hui Príncipe Pío). La première liaison ferroviaire depuis Madrid ouvre le 9 février 1851 et mène jusqu'à Aranjuez. Les travaux du canal Isabelle-II, vaste réseau d'adduction et d'épuration des eaux, commencent la même année.
Un semblable mouvement de modernisation peut également être observé dans le domaine artistique avec l'inauguration du Théâtre royal le 19 novembre 1850. En matière littéraire, les bouleversements de l'époque stimulent la créativité d'auteurs comme Ramón de Mesonero Romanos. Ce dernier est célèbre pour ses tableaux de genre de la vie à Madrid typiques du costumbrismo. Par ailleurs, un travail de conservation du patrimoine littéraire est engagé avec la création de la Bibliothèque nationale en 1866.
En 1868, la muraille de Philippe IV est complètement abattue, ce qui permet aux plans d'urbanisme modernes de voir le jour. C'est notamment le cas du projet de Carlos María de Castro dès 1860 et surtout de celui de José de Salamanca. De telles planifications s'inscrivent de façon générale dans le mouvement des ensanches, ces extensions urbaines rationnelles et ordonnées, à l'image de l'Eixample à Barcelone.

### De la révolution de 1868 à la guerre civile
Après la révolution de 1868, la volonté de modernisation des autorités ne faiblit pas, comme en témoignent la création de la Caisse d'épargne et Mont de piété en 1870, ou encore l'apparition l'année suivante des premiers tramways hippomobiles qui sont électrifiés en 1898.
Les grands travaux se poursuivent avec notamment édification de la cathédrale de l'Almudena qui commence le 4 avril 1883. De son côté, l'architecte Carlos Velasco Peinado présente son projet de Gran Via qui reproduit, avec son quartier des affaires, le goût autrichien pour l'architecture grandiose.
Comme toutes les grandes capitales européennes, Madrid se dote d'un métro dont la première ligne ouvre en 1919.

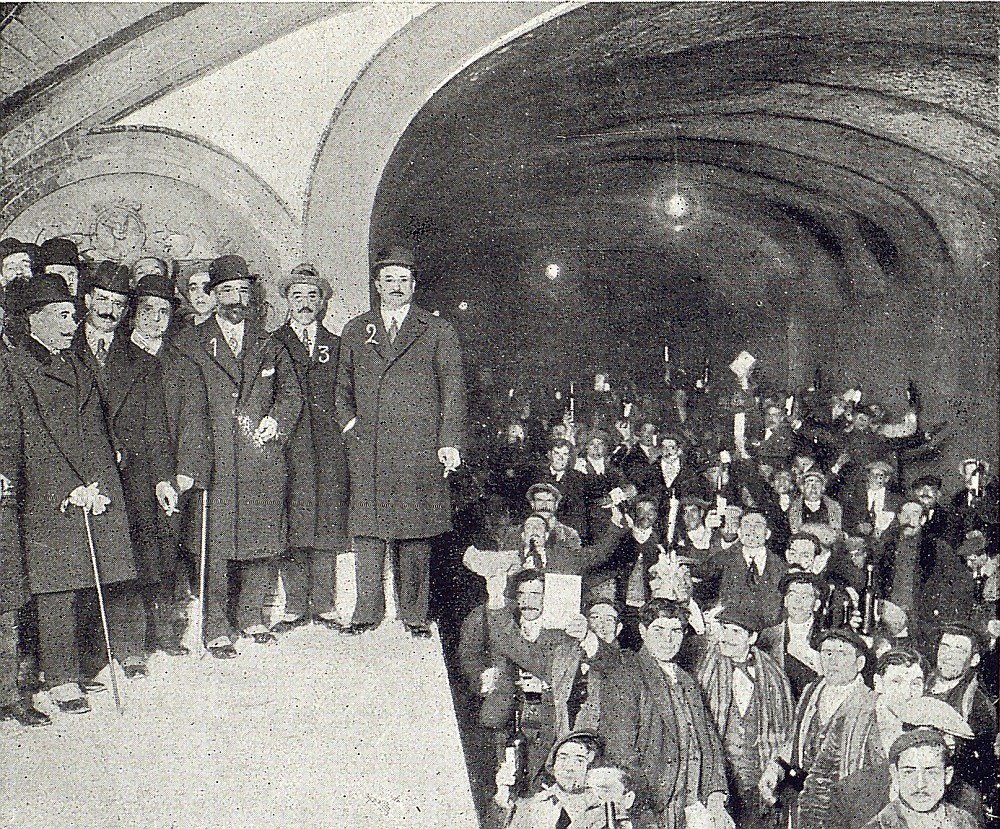
Les autorités visitant les travaux du métro de Madrid (janvier 1919).

Le tournant entre le XIXe et le XXe siècle se caractérise à Madrid par contestation des autorités en place qui va jusqu'à l'organisation d'attentats. Ainsi le 31 mai 1906, le couple royal (Alphonse XIII et Victoire Eugénie) sort-il indemne d'une attaque dans la Calle Mayor. Le 12 novembre 1912, c'est au tour du président du Conseil, José Canalejas, d'être assassiné sur la Puerta del Sol par l'anarchiste Manuel Pardiñas. Enfin, le 8 mars 1921, l'un de ses successeurs, Eduardo Dato, est tué place de l'Indépendance.
Cela n'empêche pas la pensée scientifique de se développer dans la ville et de rayonner à l'international. À titre d'exemple, le 2 mars 1923, Madrid reçoit la visite d'Albert Einstein, qui participe à plusieurs conférences à l'université, à l'Athénée et à l'Académie royale. À cette occasion, il est reçu par la famille royale.
La fin des années 1920 et le début des années 1930 voient de plus l'inauguration de lieux emblématiques de la capitale tels que les arènes de Las Ventas et l'aéroport de Barajas.
Toutefois, l'époque est surtout restée dans les livres d'histoire par la proclamation de la Seconde République espagnole à Madrid le 14 avril 1931. Cet événement fait suite à la victoire des républicains aux élections municipales deux jours plus tôt.

### Guerre civile

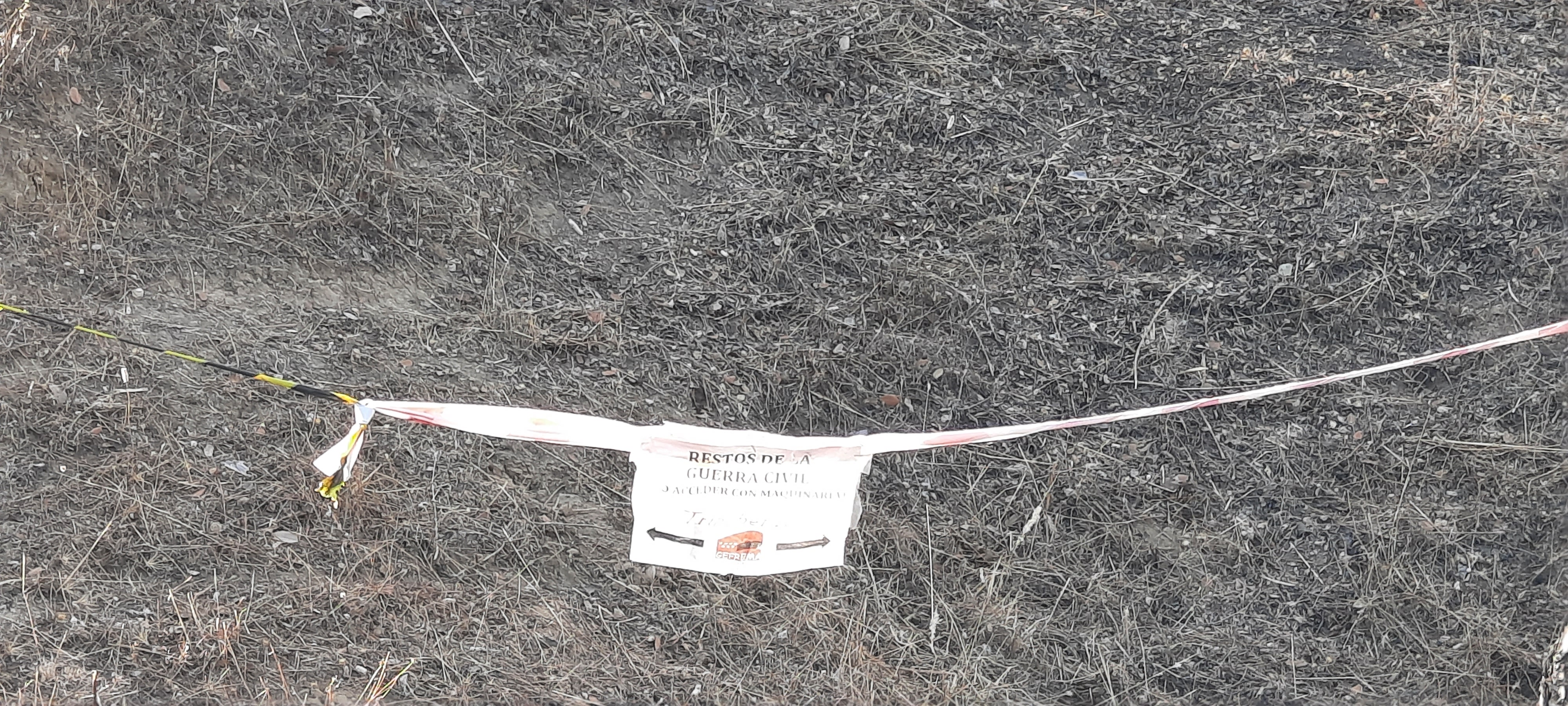
Signalement de restes de la Guerre civile dans les hauteurs de la Casa de Campo, en 2021.

Le début de la guerre civile qui entraîne le renversement de la République ne permet pas aux nationalistes, dont les premiers mouvements sont écrasés par les forces armées loyalistes, de conquérir Madrid. Les autorités locales décident alors de réprimer les opposants au régime républicain par le biais d'exécutions sommaires de prisonniers qui suivent les sacas de presos. Elles tentent d'obtenir des informations sur le camp franquiste en ayant recours aux arrestations et à la torture, notamment dans le cadre de checas (lieux illégaux d'interrogatoire). Une des plus célèbres d'entre elles se trouve dans les sous-sol du Cercle des Beaux-Arts.
De fait, dans la capitale, des tensions précèdent déjà le déclenchement du conflit. Ainsi le lieutenant de la Guardia de Asalto (corps de police républicain) José Castillo est-il assassiné le 12 juillet, puis, quelques heures plus tard, le député monarchiste José Calvo Sotelo. De même, le 17 juillet, des manifestants exigent la distribution d'armes devant les rumeurs de renversement de la République.
Le 27 août, Madrid est bombardée par les troupes rebelles. Pour faire face aux combats, la première junte de défense de la ville est créée le 8 octobre, puis le gouvernement décide de quitter Madrid le 6 novembre pour établir la capitale de la République à Valence. Le lendemain commence la bataille de Madrid.
En tant que bastion républicain, la capitale se défend contre les attaques rebelles pendant plus de deux ans, ce qui pousse les troupes franquistes à la contourner. Toutefois, après la chute du gouvernement, qui s'est réfugié en Catalogne en octobre 1937, Madrid dépose les armes au début de 1939. La chute de la ville marque la victoire finale des nationalistes.

### Régime de Franco
Entre 1948 et 1954, la municipalité de Madrid va intégrer dans ses limites les communes de Fuencarral, Aravaca, El Pardo, Chamartín de la Rosa, Hortaleza, Canillas, Canillejas, Barajas, Vicálvaro, Vallecas, Villaverde, Carabanchel Bajo et Carabanchel Alto.
Le 23 juin 1972, le zoo de Madrid est inauguré à la Casa de Campo.
Le 20 décembre 1973, l'organisation séparatiste basque ETA assassine le président du Gouvernement, Luis Carrero Blanco, dans la rue Claudio Coello.

### Troisième restauration des Bourbons

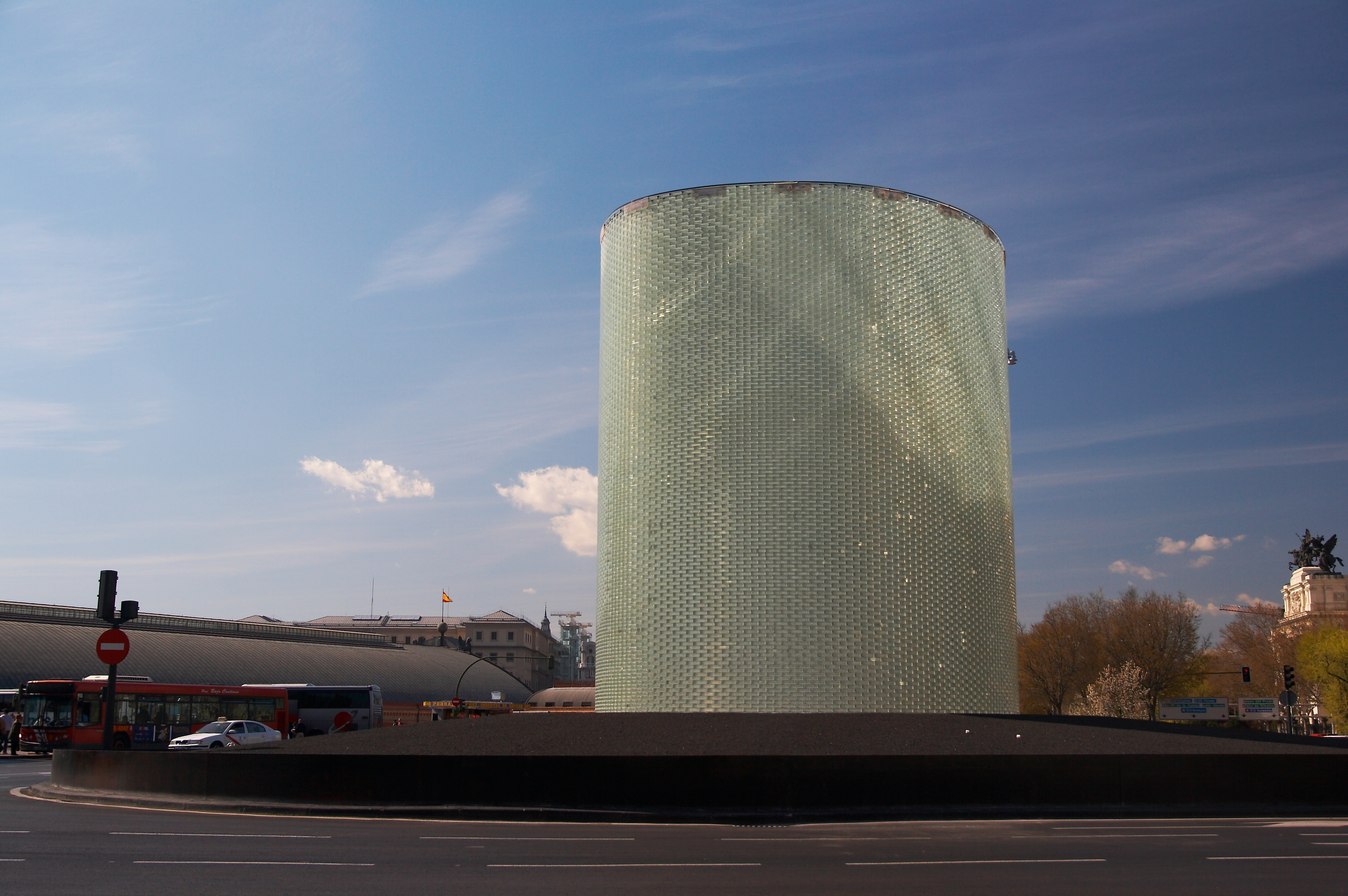
Monument édifié face à la gare d'Atocha en mémoire des victimes des attentats du 11 mars 2004.

Deux ans plus tard, Francisco Franco meurt le 20 novembre 1975 des suites d'une grave maladie. Juan Carlos est proclamé roi d'Espagne, et le 27 décembre 1978 il signe la nouvelle loi fondamentale faisant de l'Espagne une monarchie constitutionnelle.
En 1981, le colonel Antonio Tejero Molina prend d'assaut le Congrès des députés, mais le roi, soutenu par la population espagnole, s'oppose fermement au coup d'État.
En 1992, Madrid porte le titre de capitale européenne de la culture.
Le 11 mars 2004, la ville est frappée par des attentats islamistes qui causent la mort de 191 personnes.
Depuis la fin du XXe siècle, Madrid s'est affirmée comme l'une des grandes capitales européennes tant sur le plan économique que culturel, avec un très grand dynamisme et une forte croissance.

## Politique et administration

### Statut de capitale
Bien qu'elle soit la résidence de la cour depuis 1561, la ville n'a obtenu le statut juridique de capitale qu'avec l'avènement de la Seconde République et la promulgation de sa Constitution. Historiquement, Madrid n'a jamais joui officiellement du titre de ciudad (« ville »), ayant dû se contenter de celui de villa (« bourgade »). Sous le régime franquiste, la loi du 11 juillet 1963 relative au régime spécial de Madrid confirme le statut de capitale, décision définitivement entérinée par la constitution de 1978. En 2006, le Parlement national adopte la loi relative au statut de capitale et au régime spécial de Madrid.
En vertu de ce statut, elle héberge le Palais royal, le siège du gouvernement, le Parlement, le Tribunal suprême et le Tribunal constitutionnel.

### Gouvernement et administration municipale

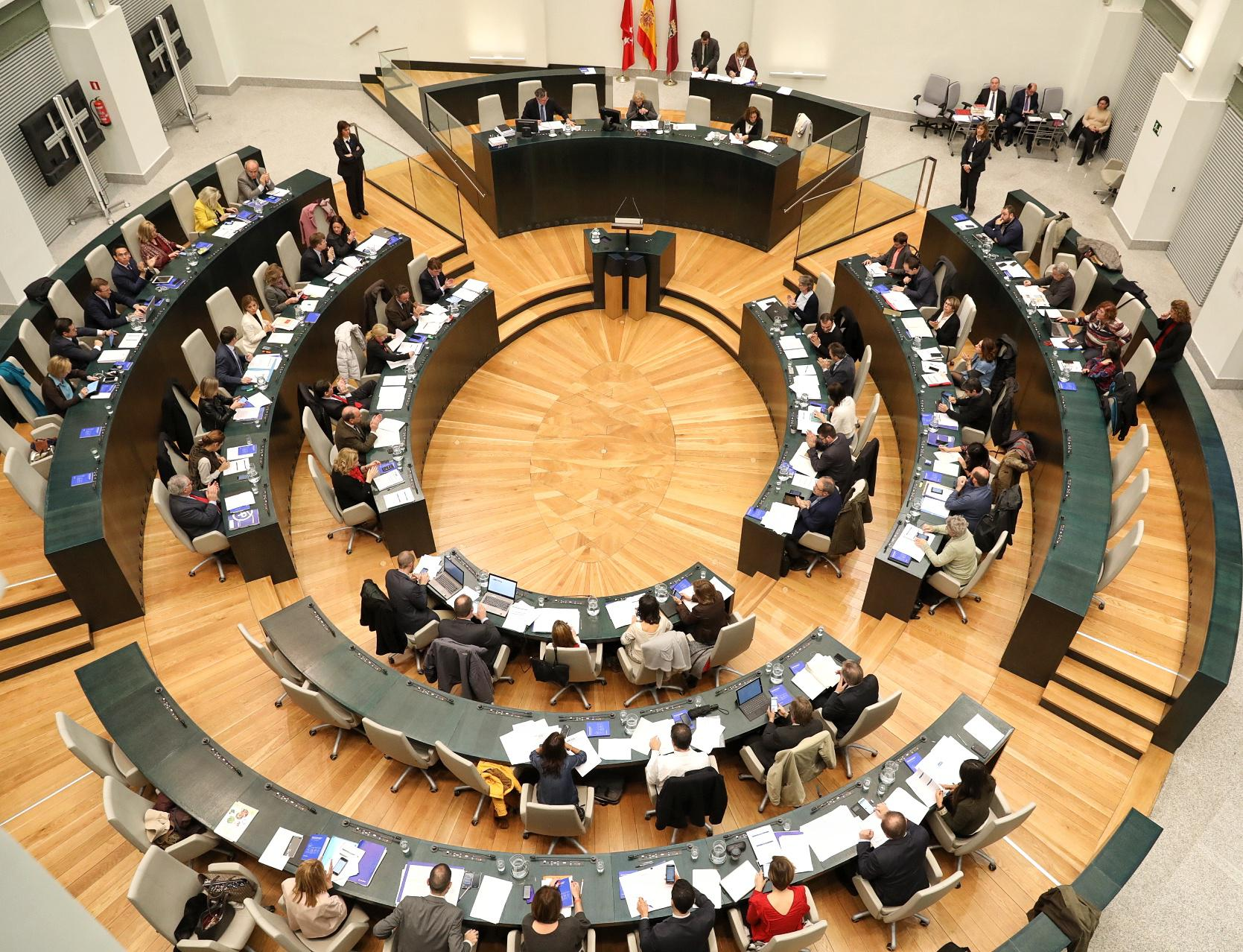
Séance plénière

La mairie (Ayuntamiento), qui gouverne et administre la municipalité, est formé par : une assemblée délibérante (Pleno), composé de 57 conseillers municipaux élus au scrutin proportionnel pour quatre ans; le maire (alcalde), qui est investi par le Pleno parmi ses membres; et la Junta de Gobierno, un organe collégial exécutif ou le maire, ses adjoints (tenientes de alcalde) et les conseillers responsables des différents secteurs du gouvernement (tous nommés à titre facultatif par le maire parmi les conseillers municipaux) se rencontrent.
Comme dans le reste des municipalités espagnoles, le maire exerce la présidence de la plénière par défaut, mais il peut déléguer la présidence à un autre conseiller.
Depuis 2007, le siège principal de la mairie est dans le palais de Cybèle.
Pour l'année 2018, le budget de la ville s'élève à la somme de 4 761 578 658 euros.
Les enquêtes d'opinion font ressortir que la sensibilité politique des électeurs madrilènes est notamment liée à leur classe sociale. La droite est majoritaire auprès des 35 % d'habitants les plus riches de la ville, alors que la gauche est majoritaire auprès des 65 % des habitants les plus pauvres. Cette polarisation s'accroit dès lors que les écarts de revenu augmentent. Le Parti Populaire (PP) et ses alliés ont cependant gagné la plupart des élections locales depuis le début des années 1990, notamment grâce à une mobilisation électorale traditionnellement plus élevée des classes aisées que des classes populaires et à un soutien plus marqué à la droite dans les quartiers à haut revenu qu'à la gauche dans les quartiers à faible et moyen revenu.

### Maires et conseils municipaux depuis 1979
| Date de l'élection | Répartition des sièges                                       | Maire                                          | Parti    |
| ------------------ | ------------------------------------------------------------ | ---------------------------------------------- | -------- |
| 3 avril 1979       | UCD : 25 ; PSOE : 25 ; PCE : 9                               | Enrique Tierno Galván                          | PSOE     |
| 8 mai 1983         | PSOE : 30 ; AP-PDP-UL : 23 ; PCE : 4                         | Enrique Tierno Galván Juan Barranco (1986)     | PSOE     |
| 10 juin 1987       | PSOE : 24 ; AP : 20 ; CDS : 8 ; IU : 3                       | Juan Barranco Agustín Rodríguez Sahagún (1989) | PSOE CDS |
| 26 mai 1991        | PP : 30 ; PSOE : 21 ; IU : 6                                 | José María Álvarez del Manzano                 | PP       |
| 28 mai 1995        | PP : 30 ; PSOE : 16 ; IU : 9                                 | José María Álvarez del Manzano                 | PP       |
| 13 juin 1999       | PP : 28 ; PSOE : 20 ; IU : 5                                 | José María Álvarez del Manzano                 | PP       |
| 25 mai 2003        | PP : 30 ; PSOE : 21 ; IU : 4                                 | Alberto Ruiz-Gallardón                         | PP       |
| 27 mai 2007        | PP : 34 ; PSOE : 18 ; IU : 5                                 | Alberto Ruiz-Gallardón                         | PP       |
| 22 mai 2011        | PP : 31 ; PSOE : 15 ; IU-LV : 6 ; UPyD : 5                   | Alberto Ruiz-Gallardón Ana Botella (2011)      | PP       |
| 24 mai 2015        | PP : 21 ; AM : 20 (dont 10 pour le PCE) ; PSOE : 9 ; C's : 7 | Manuela Carmena                                | AM       |
| 26 mai 2019        | MM : 19 ; PP : 15 ; C's : 11 ; PSOE : 8 ; Vox : 4            | José Luis Martínez-Almeida                     | PP       |
| 28 mai 2023        | PP : 29 ; MM : 12 ; PSOE : 11 ; Vox : 5                      | José Luis Martínez-Almeida                     | PP       |

### Arrondissements et quartiers

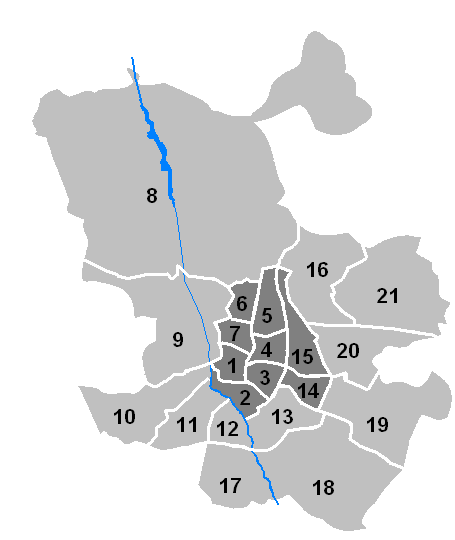
Quartiers de Madrid.

Madrid est divisée en 21 arrondissements (distritos), subdivisés en 129 quartiers (barrios).
1. Centre : Palacio, Embajadores, Cortes, Justicia, Universidad, Sol.
2. Arganzuela : Imperial, Acacias, Chopera, Legazpi, Delicias, Palos de la Frontera, Atocha.
3. Retiro : Pacífico, Adelfas, Estrella, Ibiza, Jerónimos, Niño Jesús.
4. Salamanca : Recoletos, Goya, Fuente del Berro, Guindalera, Lista, Castellana.
5. Chamartín : El Viso, Prosperidad, Ciudad Jardín, Hispanoamérica, Nueva España, Pza. Castilla.
6. Tetuán : Bellas Vistas, Cuatro Caminos, Castillejos, Almenara, Valdeacederas, Berruguete.
7. Chamberí : Gaztambide, Arapiles, Trafalgar, Almagro, Vallehermoso, Ríos Rosas.
8. Fuencarral-El Pardo : El Pardo, Fuentelarreina, Peñagrande, Barrio del Pilar, La Paz, Valverde, Mirasierra, El Goloso.
9. Moncloa-Aravaca : Casa de Campo, Argüelles, Ciudad Universitaria, Valdezarza, Valdemarín, El Plantío, Aravaca.
10. Latina : Los Cármenes, Puerta del Ángel, Lucero, Aluche, Las Águilas, Campamento, Cuatro Vientos.
11. Carabanchel : Comillas, Opañel, San Isidro, Vista Alegre, Puerta Bonita, Buenavista, Abrantes.
12. Usera : Orcasitas, Orcasur, San Fermín, Almendrales, Moscardó, Zofio, Pradolongo.
13. Puente de Vallecas : Entrevías, San Diego, Palomeras Bajas, Palomeras Sureste, Portazgo, Numancia.
14. Moratalaz : Pavones, Horcajo, Marroquina, Media Legua, Fontarrón, Vinateros.
15. Ciudad Lineal : Ventas, Pueblo Nuevo, Quintana, La Concepción, San Pascual, San Juan Bautista, Colina, Atalaya, Costillares.
16. Hortaleza : Palomas, Valdefuentes, Canillas, Pinar del Rey, Apóstol Santiago, Piovera.
17. Villaverde : San Andrés, San Cristóbal, Butarque, Los Rosales, Los Ángeles (Villaverde).
18. Villa de Vallecas : Casco Histórico de Vallecas, Santa Eugenia.
19. Vicálvaro : Casco Histórico de Vicálvaro, Ambroz.
20. San Blas : Simancas, Hellín, Amposta, Arcos, Rosas, Rejas, Canillejas, Salvador.
21. Barajas : Alameda de Osuna, Aeropuerto, Casco Histórico de Barajas, Timón, Corralejos.

## Population et société

### Démographie
| Année | Total Commune | Total province | Pourcentage (%) |
| 1897  | 542 739       | 730 807        | 74,27           |
| 1900  | 575 675       | 773 011        | 74,47           |
| 1910  | 614 322       | 831 254        | 73,90           |
| 1920  | 823 711       | 1 048 908      | 78,53           |
| 1930  | 1 041 767     | 1 290 445      | 80,73           |
| 1940  | 1 322 835     | 1 444 134      | 84,04           |
| 1950  | 1 553 338     | 1 823 418      | 85,19           |
| 1960  | 2 177 123     | 2 510 217      | 86,73           |
| 1965  | 2 793 510     | 3 278 068      | 85,22           |
| 1970  | 3 120 941     | 3 761 348      | 82,97           |
| 1975  | 3 228 057     | 4 319 904      | 74,73           |
| 1981  | 3 158 818     | 4 686 895      | 67,40           |
| 1986  | 3 058 812     | 4 780 572      | 63,98           |
| 1991  | 3 010 492     | 4 647 555      | 64,78           |
| 1996  | 2 866 850     | 5 022 289      | 57,08           |
| 2001  | 2 938 723     | 5 423 384      | 54,19           |
| 2003  | 3 092 759     | 5 718 942      | 54,08           |
| 2006  | 3 250 334     | 6 161 680      | 52,75           |
| 2011  | 3 277 034     | 6 271 638      | 52,25           |

La population de Madrid a connu une lente augmentation entre 1877 et 1960 en raison de l'incorporation de diverses communes limitrophes : La Alameda, Aravaca, Barajas de Madrid, Canillas, Canillejas, Carabanchel Alto, Carabanchel Bajo, Chamartín de la Rosa, Fuencarral, Hortaleza, El Pardo, Vallecas, Vicálvaro et Villaverde. Avec l'industrialisation et l'exode rural, la population explose à partir des années 1960. Elle triple ainsi entre le recensement de 1940 et celui de 1970, ce qui, conjugué à l'absence de plans d'urbanisation, entraîne la création de zones résidentielles anarchiques et de bidonvilles, principalement au sud de la capitale. Les services publics fondamentaux ne s'y installent que plusieurs années après.
Dès les années 1970, la croissance profite aux communes suburbaines et Madrid perd des habitants. Il faut attendre 1995 pour que la croissance de la population municipale reprenne, principalement grâce à l'immigration étrangère. Ainsi, selon les données officielles du 1er janvier 2011, la population atteint environ 3,3 millions d'habitants contre 2,9 millions selon le recensement de 2001.
En janvier 2006, l'aire urbaine de Madrid, qui s'étale aussi sur la Castille-La Manche et la Castille-et-León, compte environ 7 millions d'habitants et la Communauté, plus de 6 millions.
En 2008, 16,9 % des Madrilènes ne sont pas originaires d'Espagne. Depuis le milieu des années 1990, en effet, la communauté de Madrid, plus encore que le reste du pays, voit arriver des milliers d'immigrants d'Afrique (notamment du Maroc), d'Amérique latine (notamment d'Équateur, de Colombie et de Bolivie), d'Europe de l'Est (notamment de Roumanie et de Bulgarie) et d'Asie (notamment de Chine et du Pakistan).
Tableau des résidents étrangers à Madrid en 2019.
| Pays de naissance      | Population |
| ---------------------- | ---------- |
| Roumanie               | 43 441     |
| Chine                  | 40 245     |
| Venezuela              | 39 279     |
| Colombie               | 32 752     |
| Pérou                  | 26 813     |
| Italie                 | 25 933     |
| Équateur               | 24 141     |
| Honduras               | 23 498     |
| Maroc                  | 23 133     |
| Paraguay               | 20 435     |
| République dominicaine | 18 170     |
| Bolivie                | 14 042     |
| Philippines            | 13 501     |
| Portugal               | 12 086     |
| France                 | 10 957     |
| Brésil                 | 10 751     |
| Ukraine                | 9 739      |

### Lieux d'intérêt

#### Alonso Martínez

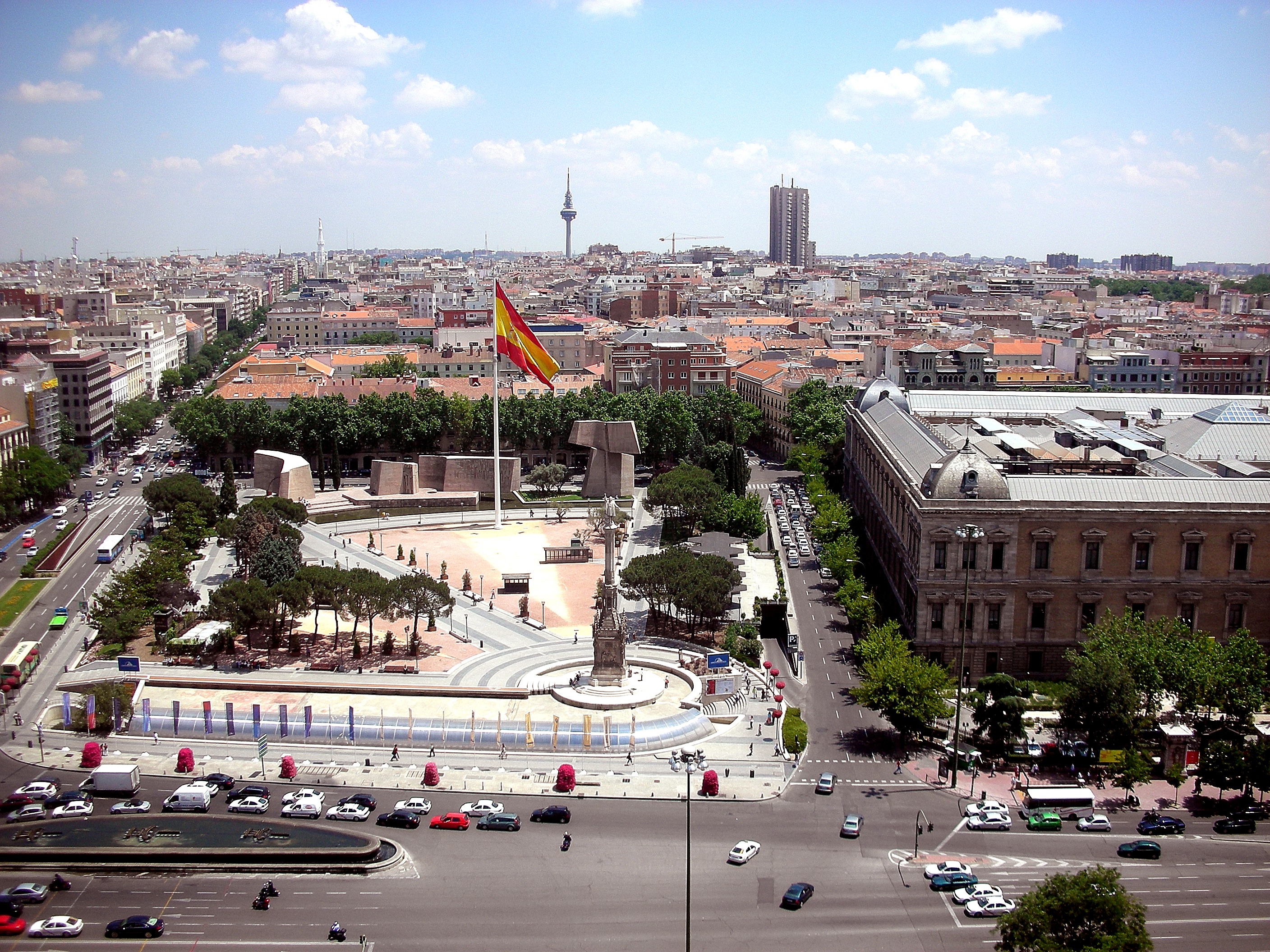
Place Colomb.

Le quartier s'étend entre la vaste place Colomb, qui honore Christophe Colomb, et la place Alonso Martínez. Il est bordé à l'est par le cours des Récollets et au sud par Chueca. C'est un quartier calme au charme discret, étroitement surveillé car il abrite les plus hautes institutions judiciaires espagnoles (le Tribunal suprême, l'Audience nationale — où sont jugées les grandes affaires criminelles, notamment celles liées au terrorisme basque ou islamique — et le Conseil général du pouvoir judiciaire) ainsi que le ministère de l'Intérieur, le siège du Parti populaire, l'Institut français de Madrid.

#### Atocha

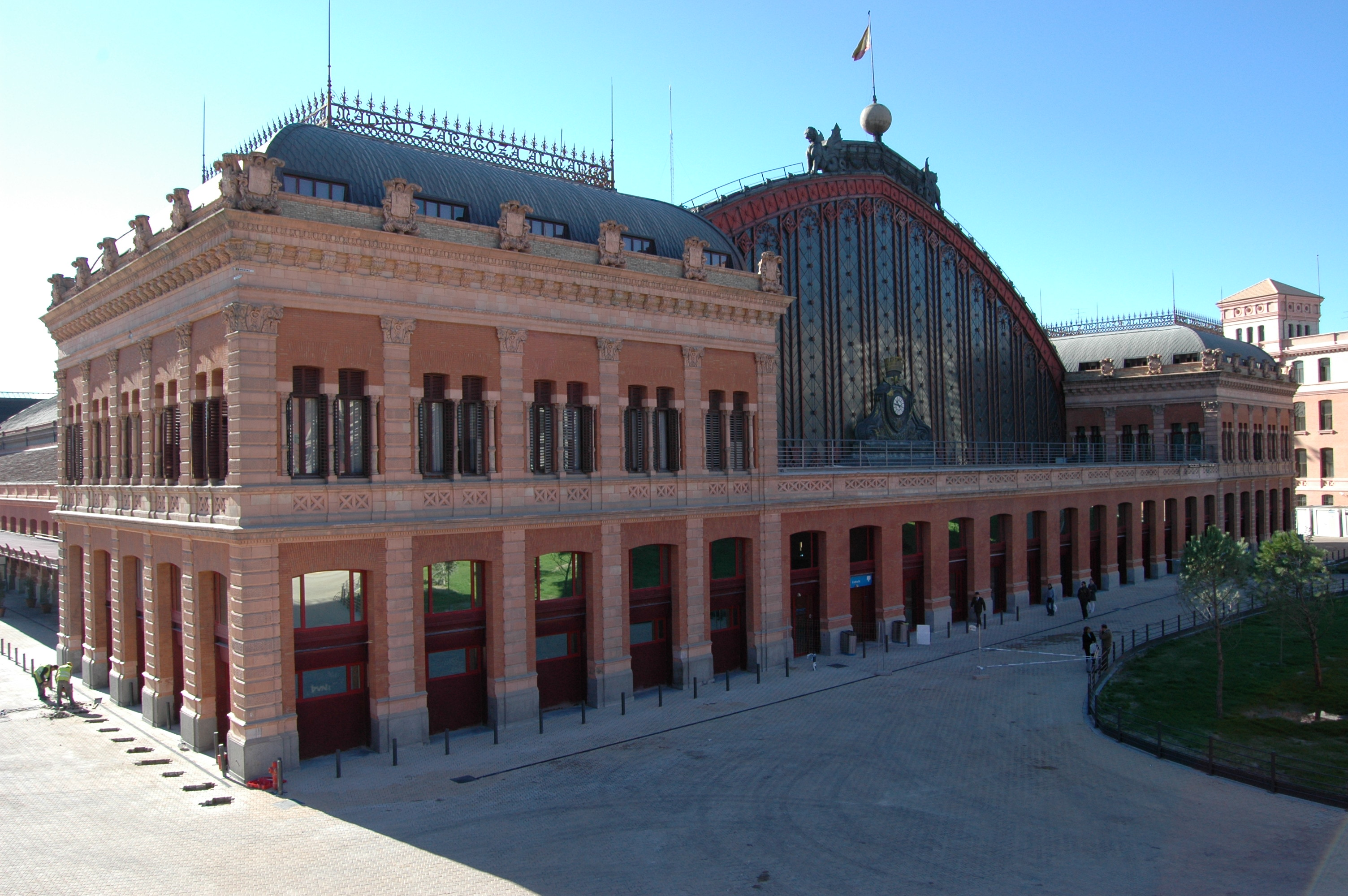
Gare d'Atocha.

Ce quartier doit son nom à l'ancien ermitage d'Atocha, aujourd'hui basilique. Ici se trouve la gare Renfe d'Atocha, qui est la plus ancienne de Madrid et la plus grande d'Espagne. Construite en 1851, elle est célèbre pour son hall, qui abrite un jardin tropical, et, plus tragiquement, pour avoir été le point de convergence des trains de banlieue (cercanías) frappés par les attentats du 11 mars 2004. Un monument érigé à la mémoire des victimes, prend la forme d'un grand cylindre de verre. En face de la gare, s'élève le Centre d'Art Reina Sofía, musée national d'art contemporain qui abrite des pièces maîtresses de Juan Gris, Joan Miró, Salvador Dalí et Pablo Picasso, dont le fameux Guernica.

#### AZCA/Nuevos Ministerios
C'est le quartier d'affaires de Madrid, où s'élèvent notamment les tours Picasso et Europa, ainsi que l'immeuble de BBVA.
Un grand magasin de la chaîne El Corte Inglés y est présent. Depuis la station de métro Nuevos Ministerios, la ligne 8 rejoint tous les terminaux de l'aéroport.

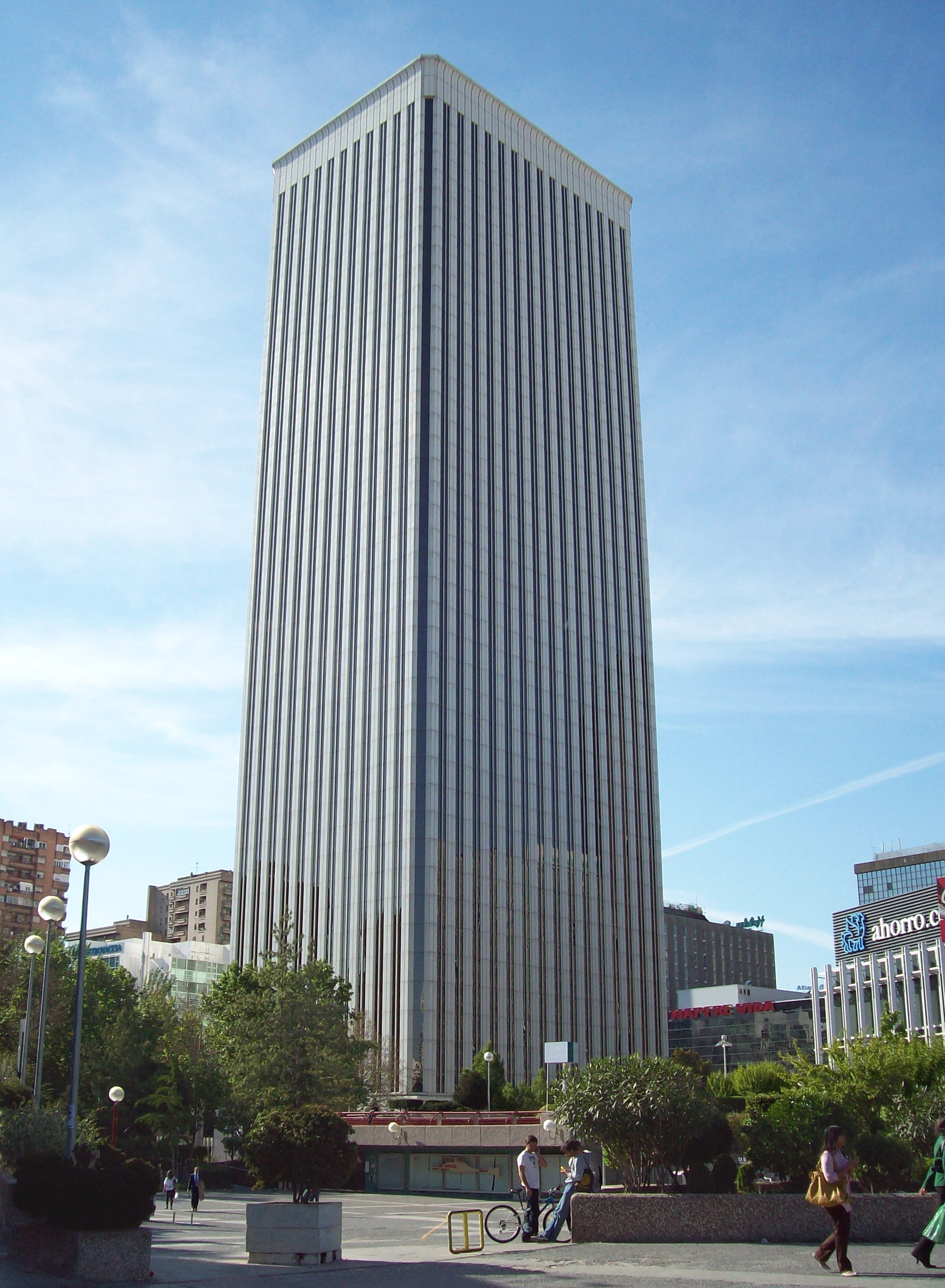
Tour Picasso dans le centre des finances AZCA de Madrid.

#### Chueca
Quartier très animé lors de la Movida madrilène, Chueca avait été déserté dans les années 1980, devenant un repaire d'héroïnomanes. Ayant bénéficié, depuis, de l'évolution urbaine et d'une politique de réhabilitation de la municipalité, Chueca est devenu un quartier branché d'avant-garde, où restaurants, bars et discothèques côtoient les boutiques de mode. C'est aujourd'hui le quartier gay de la ville. Organisé autour de la plaza Chueca, petite place haute en couleur, il est séparé du quartier voisin de Malasaña par deux rues commerçantes très animées, la calle de Fuencarral et la calle de Hortaleza, bordées de nombreux magasins de jeunes stylistes, d'objets design ou de musique électronique.

#### Las Cortes

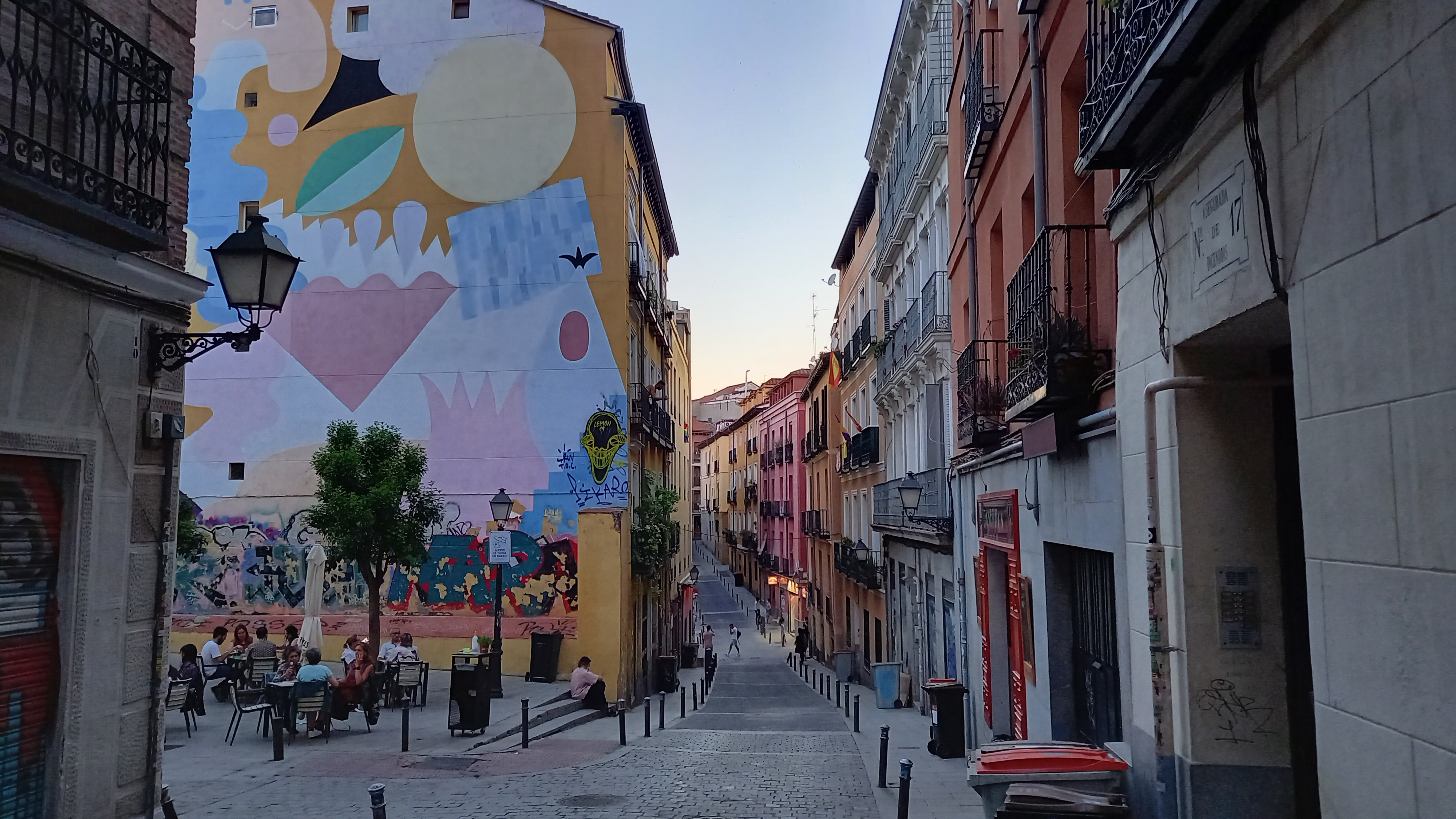
Calle del Calvario, une rue ordinaire du quartier de Lavapiés.

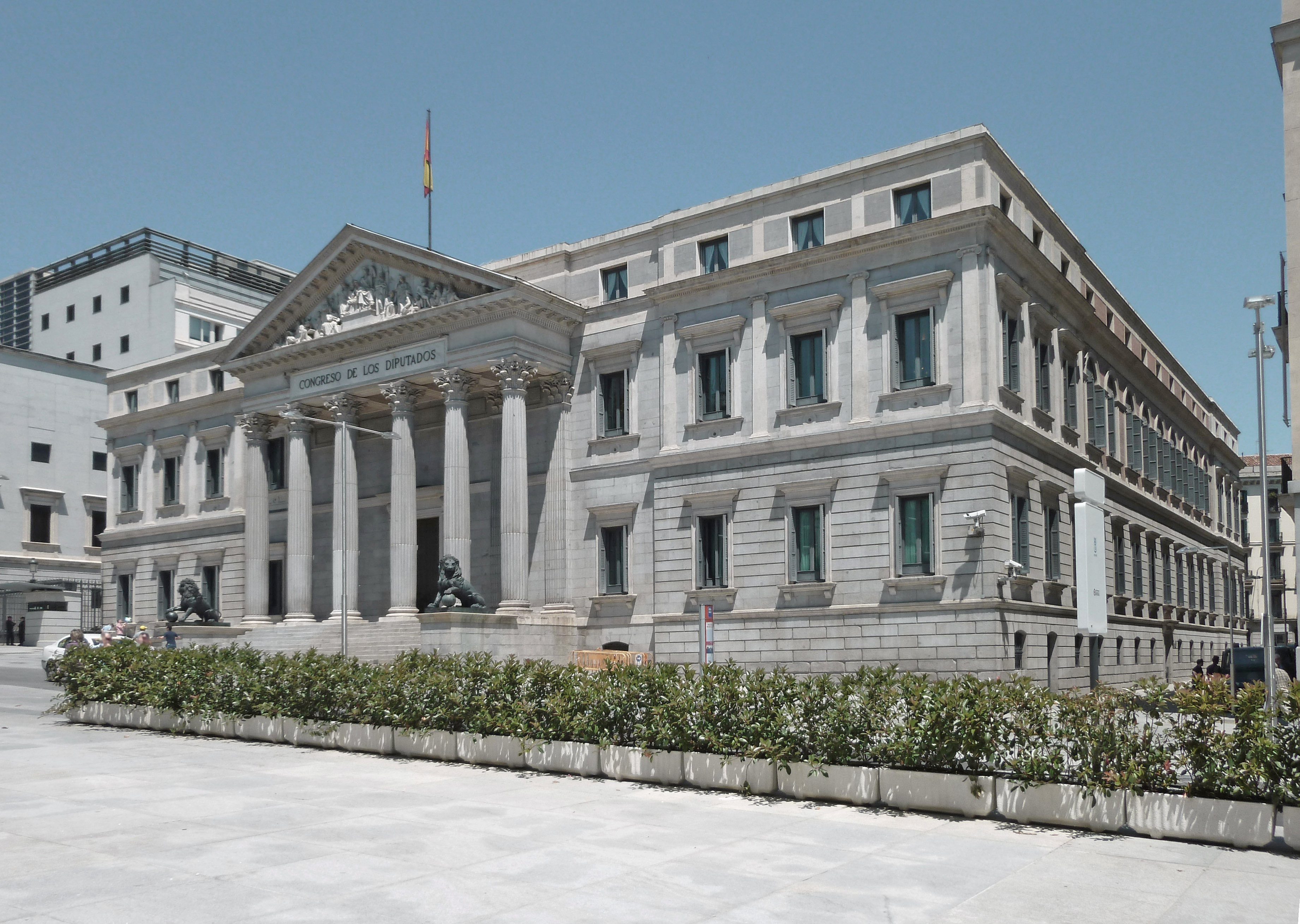
Congrès des députés.

Quartier petit mais dense en bâtiments abritant d'importantes institutions, qui fait la jonction entre Sol et le Prado, le long de la carrera de San Jerómino. Le bâtiment le plus notable est celui du Congrès des députés (Congreso de los Diputados). Le musée Thyssen-Bornemisza se situe dans le périmètre, ainsi que la Banque d'Espagne, le Círculo de Bellas Artes, le théâtre de la Zarzuela ou encore le grand hôtel Palace.

#### Gran Vía
La « grand-rue » est l'avenue la plus importante du centre historique, regroupant actuellement[C'est-à-dire ?] de nombreux centres de services : cinémas, théâtres, hôtels, grands magasins, banques, ainsi que le siège central de Telefónica.

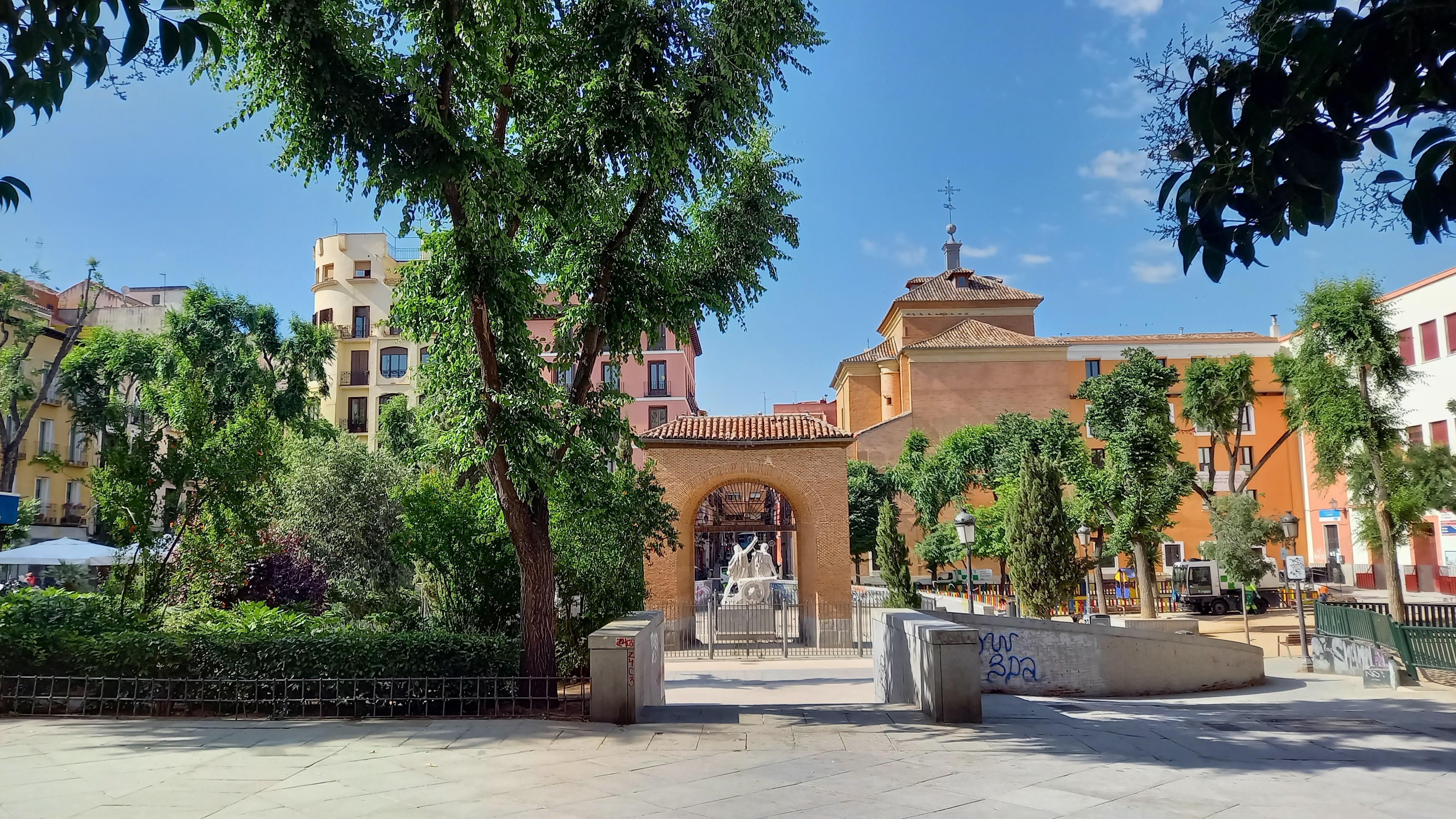
Plaza del Dos de Mayo, un lieu emblématique du quartier de Malasaña.

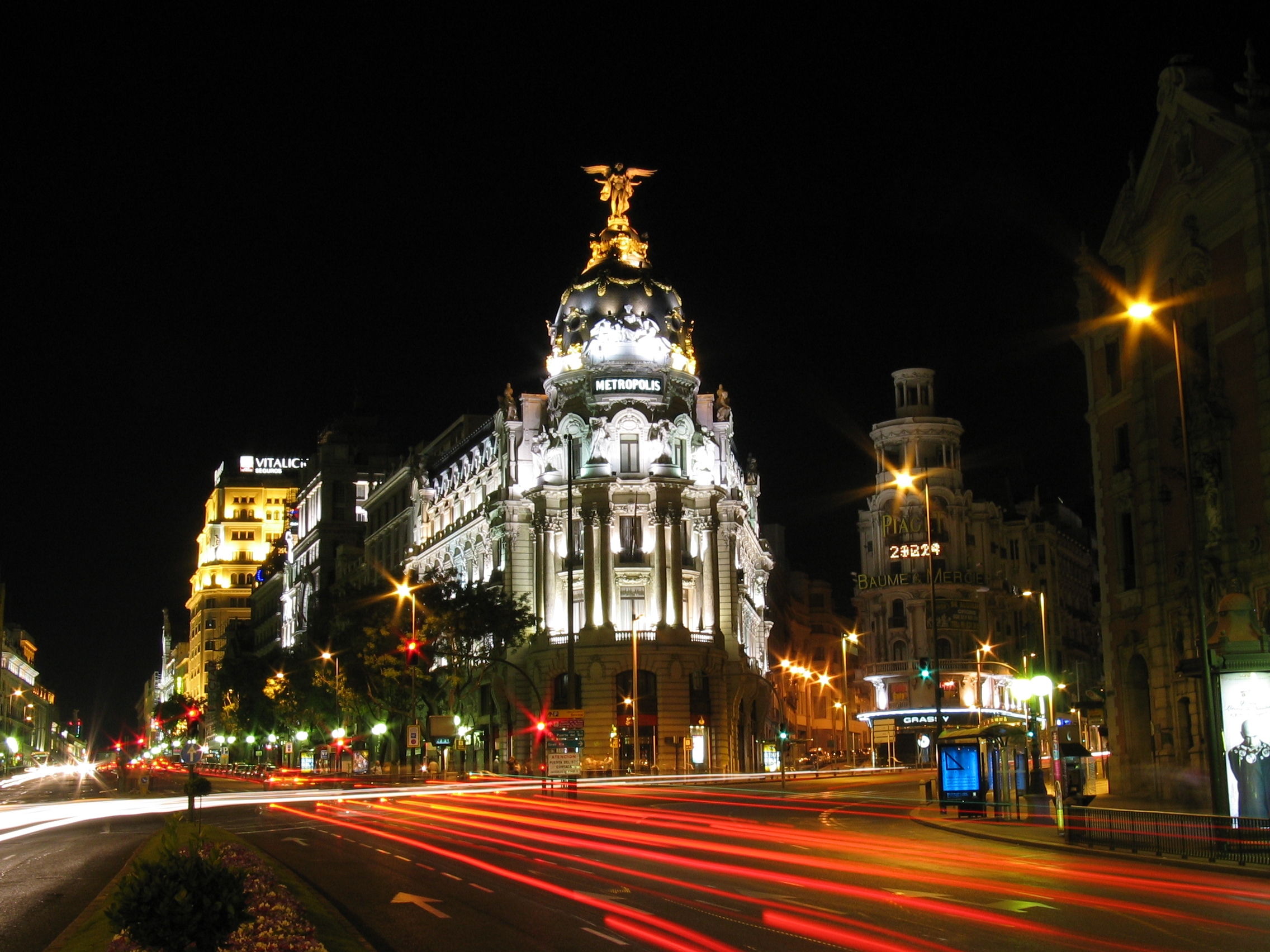
Croisement Gran Vía et rue d'Alcala

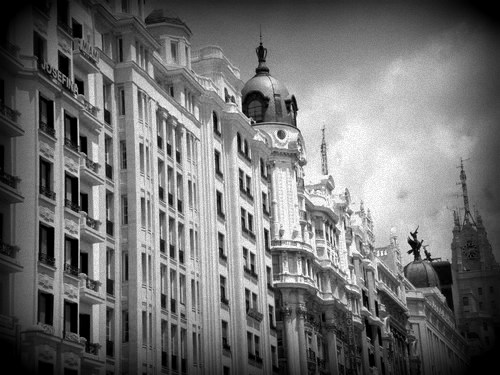
Gran Vía

En 1886, l'architecte Carlos Velasco Peinado proposa un projet de « Gran Via » à la municipalité, entre la calle Alcalá et la place San Marcial, actuelle place d'Espagne. En 1898, la municipalité demanda aux architectes Francisco Andrés Octavio et Jose Lopez Sallavery d'étudier un projet de prolongement de la rue Preciados, approuvé en 1901.
Les premiers travaux pour sa construction débutèrent par la pose de la première pierre par le roi Alphonse XIII le 4 avril 1910, selon un plan d'aménagement de la ville de 1862. Avec ce grand projet d'urbanisme, s'inspirant de New York, s'affirma un style néo-classique madrilène établi par des architectes comme Antonio Palacios, Muguruza et Zuazo.
Durant la guerre civile, de nombreux bâtiments furent la cible des bombardements aériens ou de l'artillerie Franquiste et dont les traces de balle sont encore visibles sur de nombreux édifices. Pendant la dictature elle porta le nom d'« avenue José Antonio » en hommage à José Antonio Primo de Rivera, puis elle retrouva son nom originel après la mort de Franco.

#### Lavapiés
Officiellement dénommé Embajadores, c'était au XVe siècle le quartier juif de Madrid. Aujourd'hui c'est un quartier populaire, accueillant de nombreux immigrés et des restaurants du monde entier. Le mélange cosmopolite attire aussi une population bohème d'artistes et de madrilènes à contre-courant. Les épiceries y proposent des ingrédients de toutes les cuisines du monde. On y trouve aussi de nombreux théâtres, des squats et des centres culturels tels que la casa encendida ou la salle de projection de la cinémathèque espagnole, le Cine Doré. Le fragile équilibre interethnique y est menacé par la forte pression spéculative des promoteurs immobiliers et la politique de « dépaupérisation » du centre-ville lancé par la mairie de Madrid. Malgré cela, le quartier continue toujours à souffrir d'une certaine réputation d'insécurité.

#### La Latina
Quartier du centre historique, qui se déplie en petites rues tortueuses au sud de la plaza Mayor, de part et d'autre de la calle Mayor. Très fréquentée par les étudiants pour son charme, sa douceur de vivre et ses bars à tapas, la Latina entre en effervescence chaque dimanche matin à l'occasion du Rastro, le marché aux puces de Madrid, dont la tradition remonte à plusieurs siècles. C'est un immense marché en plein air où touristes et Madrilènes s'agglutinent en fin de matinée, autant pour y dénicher d'insolites objets que pour profiter de son ambiance festive.

#### Malasaña
Originellement dénommé Maravillas, le quartier fut ensuite adopté sous le nom officiel de Malasaña. Manuela Malasaña était une jeune fille de la calle de San Andrés, tuée lors du soulèvement du dos de mayo sous l'occupation napoléonienne en 1808. Le quartier est aussi souvent désigné sous le nom de Tribunal.
Lieu incontournable de la vie nocturne madrilène, organisé autour de la plaza del Dos de Mayo et de la station de métro Tribunal, Malasaña est un quartier vivant et bigarré, dont les rues étroites abritent d'innombrables bars et discothèques attirant une clientèle jeune et animée, principalement étudiante. Le mouvement de la movida est né dans ces rues et dans des locaux qui existent toujours tels que la Via Lactea ou la Nueva Visión.

#### Salamanca

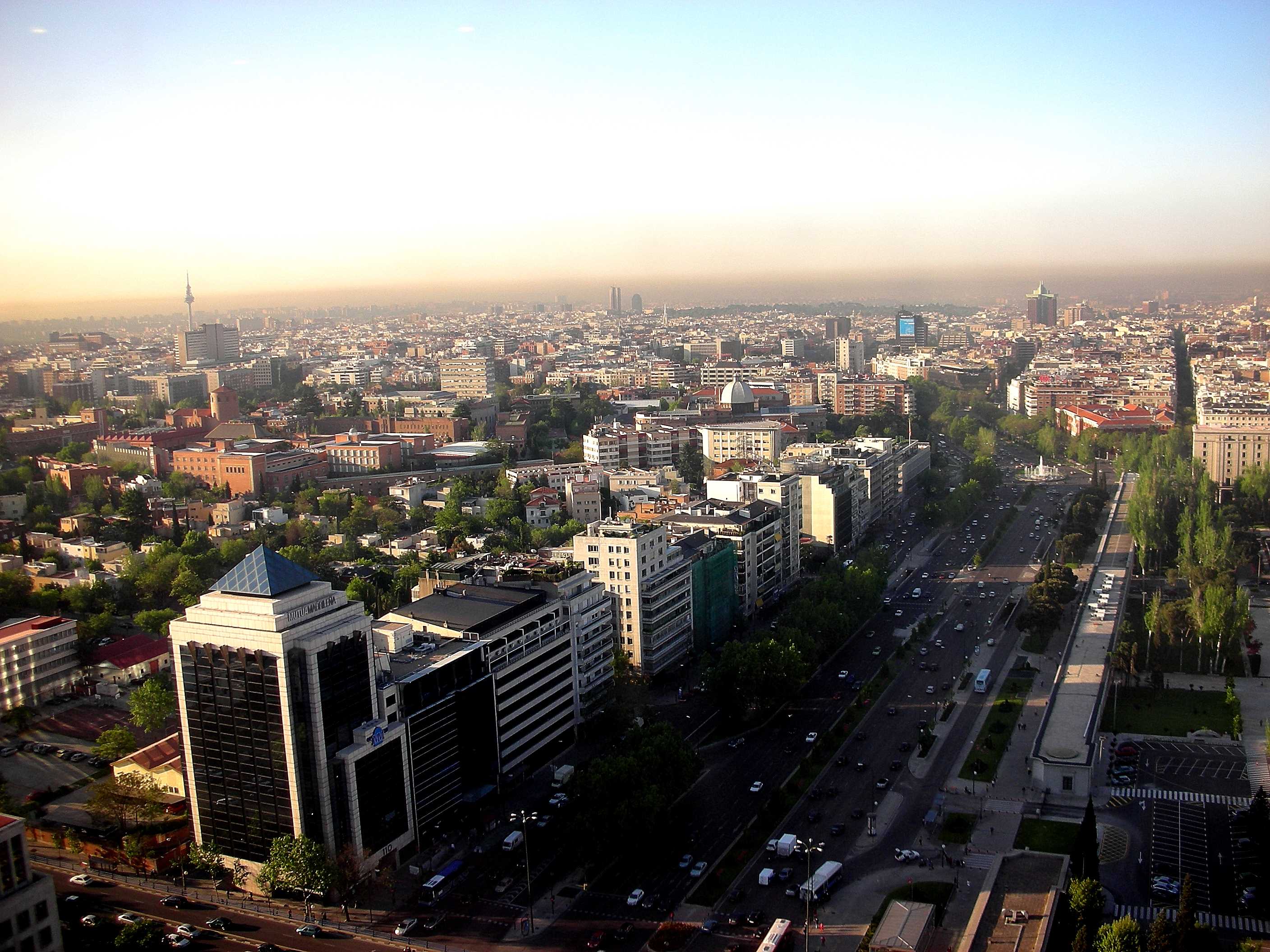
Vue du quartier de Salamanca depuis la tour BBVA.

Ce vaste quartier doit son nom à son promoteur, le marquis de Salamanca, qui le fit ériger ex nihilo au XIXe siècle. Aujourd'hui, c'est le quartier huppé de la capitale espagnole, où résident les classes aisées. Il est délimité par le paseo de la Castellana (Ouest), la calle de Joaquín Costa (nord), la plaza Manuel Becerra (est) et le parc du Retiro (sud). La calle de Goya, la calle de Velázquez et la calle de Serrano (la rue la plus chère de Madrid) en sont les principales artères. Les larges avenues organisées en damier de Salamanca tranchent avec l'imbroglio de petites rues qui forme les autres quartiers du centre de Madrid et sont bordées d'immeubles résidentiels de haut standing, de palaces et de magasins de luxe. C'est un quartier très élégant où il fait bon flâner et faire des emplettes (à condition d'en avoir les moyens) mais peu animé le soir venu. La résidence officielle de l'ambassadeur de France en Espagne, une magnifique villa du début de XXe siècle, se situe au cœur de Salamanca, à l'intersection de la calle de Serrano et de la calle de María de Molina.

#### Puerta del Sol

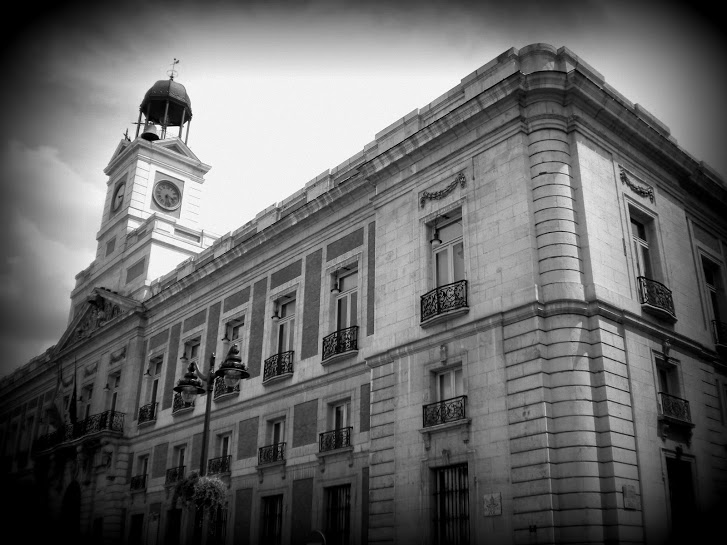
Real Casa de Correos à Puerta del Sol.

La Puerta del Sol est située au centre de la ville et elle en symbolise le cœur. Elle est aussi le point kilométrique zéro des distances à Madrid, elle est au centre géométrique du pays. La place est totalement piétonne depuis 2020.

### Établissement de luxe

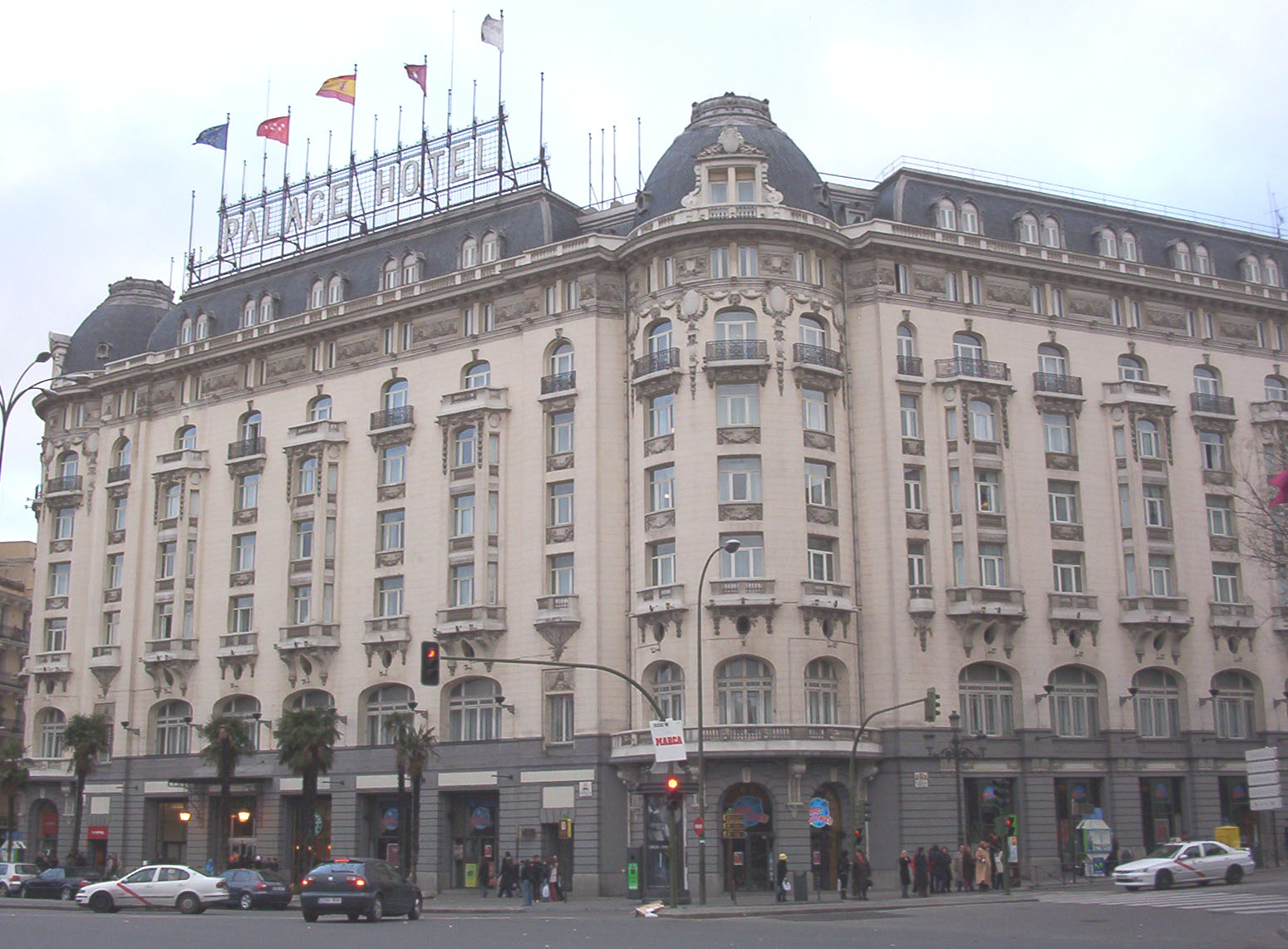
Westin Palace Madrid.

- Hôtel Ritz (Madrid)
- Westin Palace (Madrid)

### Musées

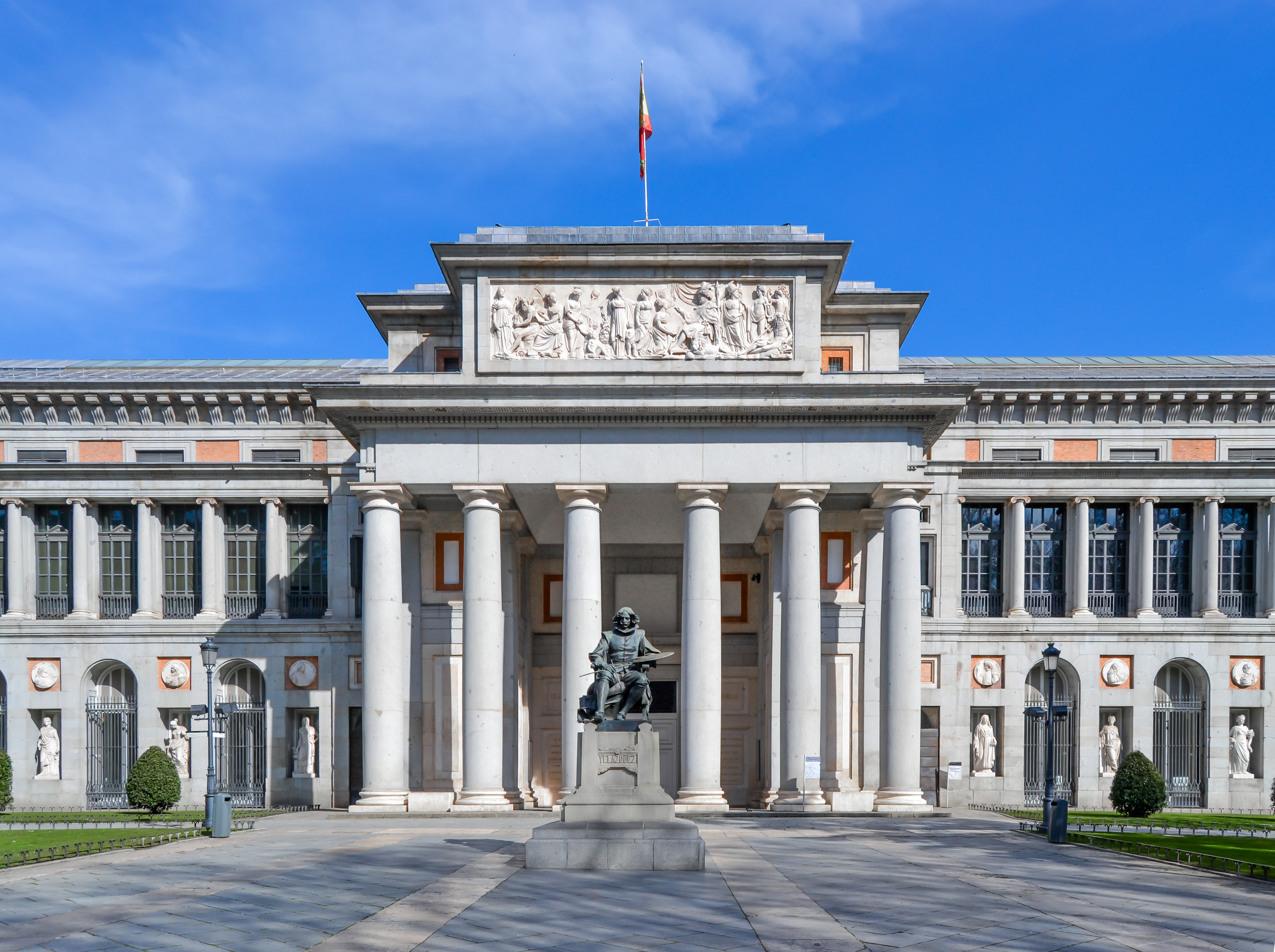
Musée du Prado.

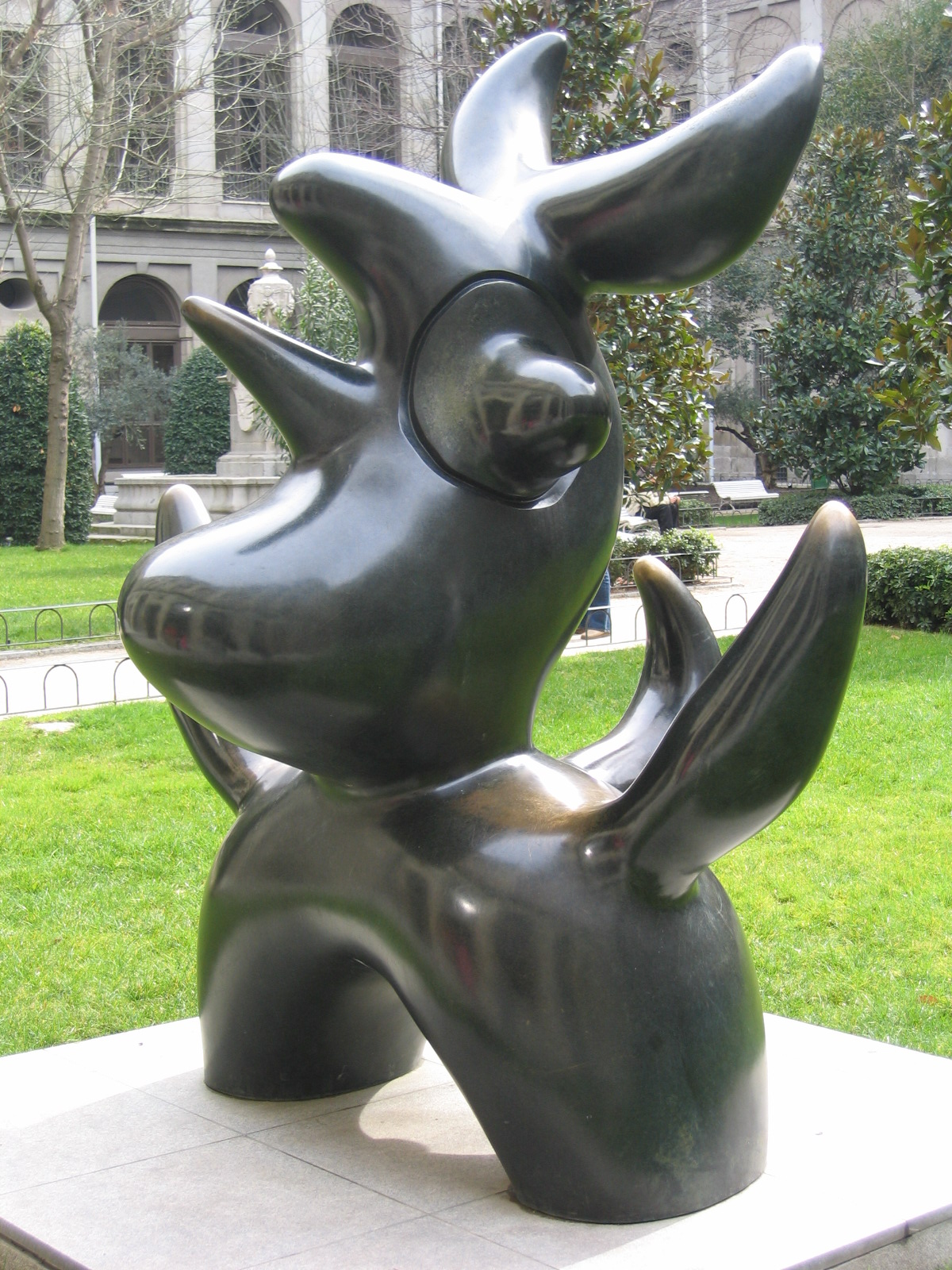
Musée Reina Sofía, Sculpture de Miró.

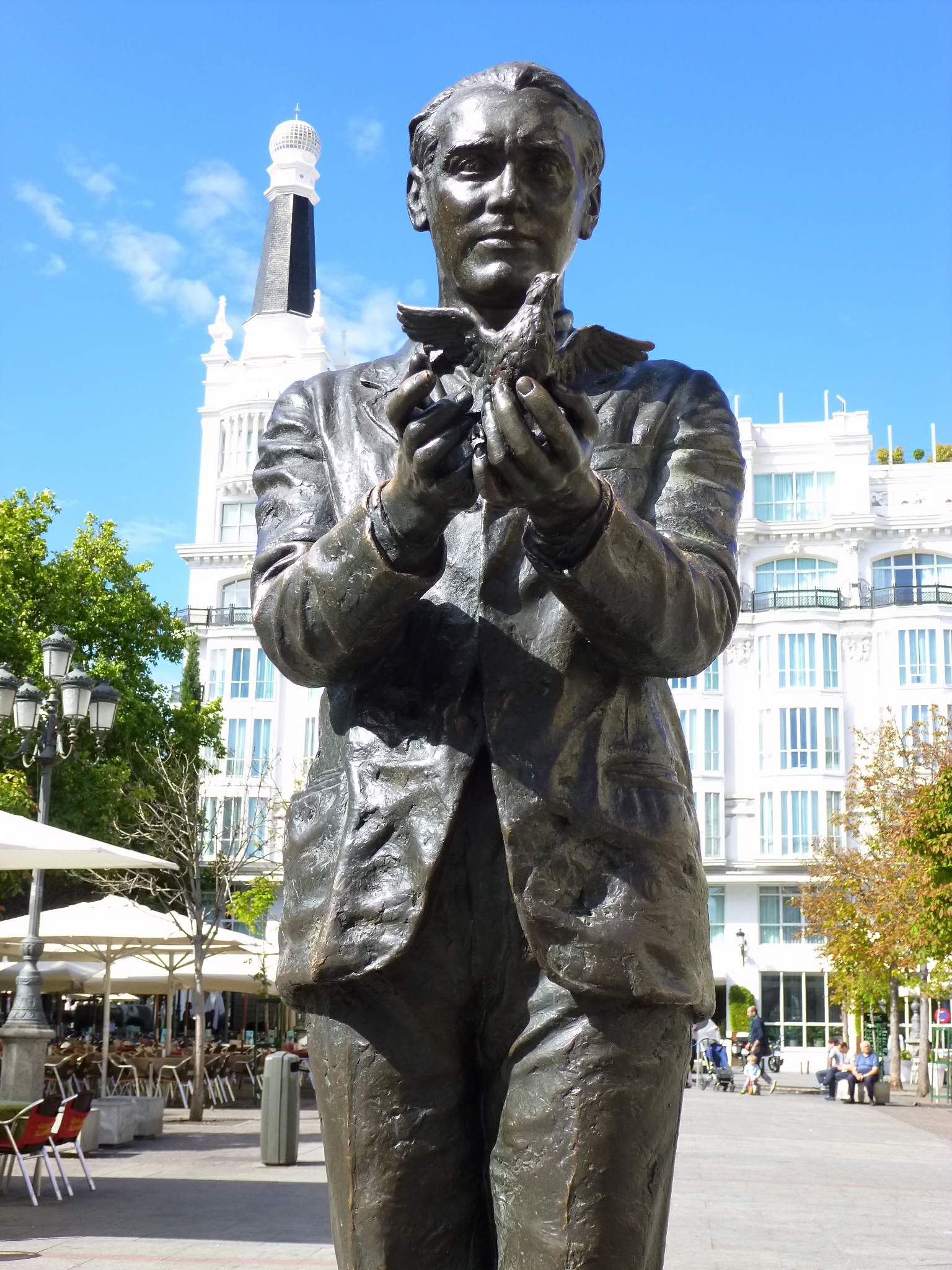
Monument à Federico García Lorca de Julio López Hernández, place Sainte-Anne, face au Teatro Español.

Madrid comprend des musées importants, notamment des pinacothèques, qui constituent l'une des principales attractions touristiques de la ville. Le triangle de l'art regroupe trois centres de référence: le musée du Prado, le musée Thyssen-Bornemisza et le musée Reina Sofía.
Le musée du Prado est l'un des plus importants musées au monde consacré principalement à la peinture. Cette pinacothèque est qualifiée, à défaut d'être la plus complète, comme la plus riche en raison de l'accumulation de chefs-d'œuvre. Sa collection se concentre sur la peinture antérieure au XXe siècle, en particulier l'espagnole, l'italienne et la flamande.
Parmi les chefs-d'œuvre qu'il expose, figurent notamment : Le Gentilhomme à la main sur la poitrine de El Greco ; Les Ménines, La Reddition de Breda, Les Fileuses, La Forge de Vulcain et Le Triomphe de Bacchus par Velázquez ; La Maja nue, La Maja vêtue, La Famille de Charles IV, Dos de mayo, Tres de mayo, Peintures noires de Goya ; Les Trois Grâces, Le Jugement de Pâris, L'Adoration des mages de Rubens ; Autoportrait aux gants, Adam et Ève de Dürer ; La Descente de Croix de Rogier van der Weyden ; Le Jardin des délices, Le Chariot de foin, Les Sept Péchés capitaux et les Quatre Dernières Étapes humaines et La Lithotomie de Bosch ; Charles Quint à cheval à Mühlberg, La bacchanale de l'andrios (La bacanal de los andrios), Offrande à Vénus (Ofrenda a Venus), Danaé recevant la pluie d'or du Titien ou Les toilettes (El lavatorio) du Tintoret.
Dans la peinture française, figurent des chefs-d'œuvre de Poussin, tels que Le Triomphe de David et Le Parnasse ; de Claude de Lorraine, un ensemble de paysages remarquables ; trois peintures de Simon Vouet et quatre de Sébastien Bourdon. Le ténébrisme présente des exemples frappants de Georges de La Tour, Nicolas Tournier et Valentin de Boulogne. Les portraits des Bourbons espagnols, tels que Jean Ranc, Louis-Michel van Loo (La Famille de Philippe V (van Loo)) et Michel-Ange Houasse, ainsi que des Bourbons français, tels que Hyacinthe Rigaud et Antoine-François Callet, sont présents aux côtés de maîtres rococo tels que Watteau et Boucher, de même que les paysagistes Claude Joseph Vernet et Jean Pillement.
Outre le chapitre pictural, il possède une remarquable collection de sculptures, d'époques gréco-romaine, de la Renaissance et autres, ainsi que des collections de dessins, d'estampes et d'arts décoratifs.
Le Musée Reina Sofía est le musée national d'art contemporain. Ses collections couvrent l'art de la fin du XIXe, du XXe et du XXIe siècle, avec un accent particulier sur les artistes espagnols. Ainsi, il possède d'importantes collections de Pablo Picasso (avec Guernica, l'un de ses chefs-d'œuvre), Salvador Dalí (Le Grand Masturbateur (El gran masturbador)), Juan Gris avec dix-neuf peintures (La bouteille d'anis (La botella de anís)) et Joan Miró (La Maison du palmier (1918) (La casa de la palmera), Femme et chien devant la lune (1936) (Mujer y perro delante de la luna), ou Le sourire des ailes flamboyantes (1953) (La sonrisa de alas flameantes)). Dans le cour centrale, une de ses sculptures est exposée, Oiseau lunaire (Pájaro lunar) (1966). Les autres artistes représentés sont les surréalistes Francis Picabia, René Magritte, Óscar Domínguez et Yves Tanguy ; les cubistes Georges Braque (Bouteille et fruits, 1911 (Botella y frutas, 1911) et Cartes à jouer et dés, 1914 (Naipes y dados, 1914)), Robert Delaunay, Fernand Léger et Albert Gleizes; en plus de Julio González, Yves Klein, Lucio Fontana, Eduardo Chillida, Pablo Palazuelo, Pablo Serrano, Jean Arp, René Magritte, Antoni Tàpies, Francis Bacon, Pablo Gargallo, Alexander Calder, Mark Rothko, José Luis Gutiérrez Solana, Antonio Saura, Diego Rivera, Roberto Matta, Antonio López García, Miquel Barceló et Sam Francis, entre autres. Il abrite également une bibliothèque d'accès gratuit, spécialisée dans l'art, dont les fonds s'élèvent à plus de 100 000 livres, 3 500 enregistrements sonores et près de 1 000 vidéos.
Le musée Thyssen-Bornemisza représente l'une des plus grandes collections d'art privées au monde, acquises pour l'essentiel par l'État espagnol. Ses collections présentent une vue panoramique de l'histoire de l'art, ordonnée par ordre chronologique, de sorte que la visite commence à la Renaissance et se termine au XXe siècle. Au deuxième étage, se situe le cycle du gothique final et de la Renaissance au baroque, en passant par le Quattrocento italien ; avec des auteurs de l'école allemande et flamande, tels que Jan van Eyck, Dürer et Hans Holbein le Jeune, et une galerie consacrée au Titien, au Tintoret, aux Bassano, au Greco, au Bernin et au Caravage, entre autres. Au premier étage, la collection de peintures néerlandaises est présentée, de Frans Hals à Max Beckmann ; avec des échantillons de réalisme, rococo, néoclassicisme, romantisme et mouvements impressionnistes. Le rez-de-chaussée regroupe des œuvres du XXe siècle, allant du cubisme aux toutes premières avant-gardes, en passant par le pop art. Certains chefs-d'œuvre contemporains de Picasso, Piet Mondrian, Marc Chagall et Edward Hopper se démarquent. Ce musée est le seul en Espagne à présenter un panorama cohérent de tendances picturales telles que l'impressionnisme (Manet (Amazone en face), Renoir (Femme au parapluie dans un jardin, 1875), Monet (Le Dégel à Vétheuil, 1881), Degas (Dames à la chapellerie, Danseuse en vert), Camille Pissarro (les paysages La forêt de Marly et Rue Saint-Honoré, effet de pluie), Alfred Sisley (La Crue de Port-Marly, 1876), Pierre Bonnard (Portrait de Misia Godebska) et Berthe Morisot) ; le postimpressionnisme, qui comprend, entre autres, quatre toiles de Van Gogh et une œuvre de Gauguin, auxquelles il faut ajouter huit peintures et une sculpture rare de cet auteur à la Colección Carmen Thyssen-Bornemisza (es) (Collection Carmen Thyssen-Bornesmisza) ; Toulouse-Lautrec auquel Paul Cézanne fait concurrence avec l'importante toile pré-publique (Paysanne assise (1905-06). Le musée présente également des exemples d'autres artistes du début du siècle : Edouard Vuillard, le symboliste Gustave Moreau, Ferdinand Hodler, Lovis Corinth, James Ensor (Le théâtre des masques) et Kees van Dongen. Peut-être Munchles éclipse-t-il (au moins par la gloire actuelle) ; l'expressionnisme allemand avec Ernst Ludwig Kirchner (huit œuvres, soulignant la Calle con buscona vêtue de rouge), Emil Nolde, Max Beckmann (autoportrait à la main levée et Quappi vêtu de rose), Franz Marc, Ludwig Meidner, Karl Schmidt-Rottluff ou Erich Heckel.
Une mention spéciale doit être faite des artistes atypiques tels que Vassily Kandinsky, Lyonel Feininger et Egon Schiele. Le dadaiste Kurt Schwitters possède également un bon répertoire ou la peinture romantique européenne. L'échantillon de fauvisme est très petit : Henri Matisse a à peine un exemple mineur (Les Fleurs jaunes), bien qu'il faille souligner un paysage londonien cité du meilleur stade d'André Derain (Le Pont de Waterloo, 1906). Ainsi qu'à exposer des œuvres d'auteurs totalement absents des autres collections de l'État, telles que Jan van Eyck, Frans Hals, Piero della Francesca, Vincent van Gogh ou Friedrich.

### Autres musées
- Musée archéologique national de Madrid
- Real Academia de Bellas Artes de San Fernando
- Museo de América
- Musée Lázaro Galdiano
- Musée du romantisme
- Musée del traje
- Musée de cera
- Musée Sorolla
- Musée el Ejercito del aire
- Musée des sciences
- Musée national d'anthropologie
- Musée d'histoire de Madrid
- Museo Naval de Madrid
- Musée ABC
- La Casa de la Arquitectura

### Palais
- Palais royal
- Palais des Communications

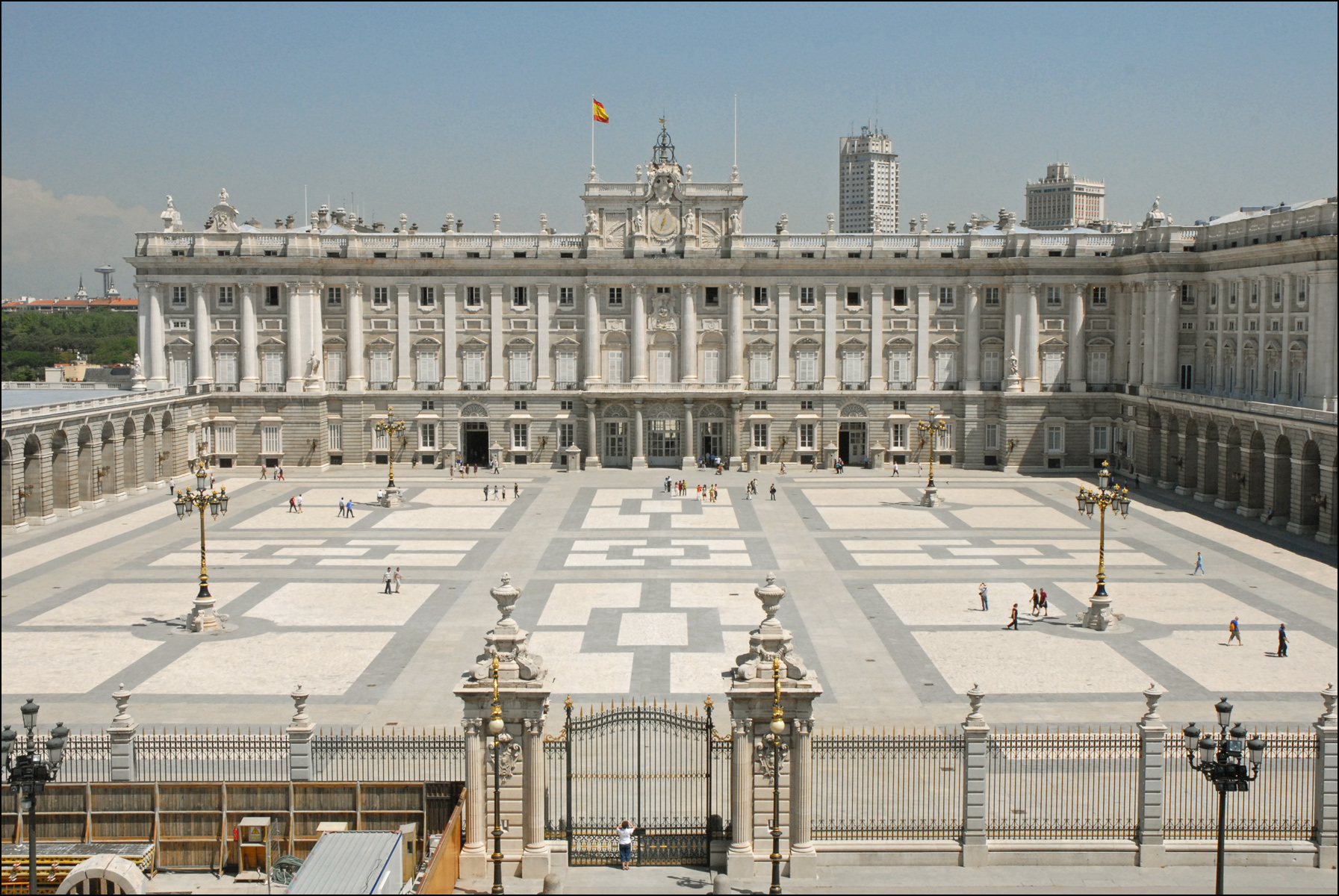
Palais royal.

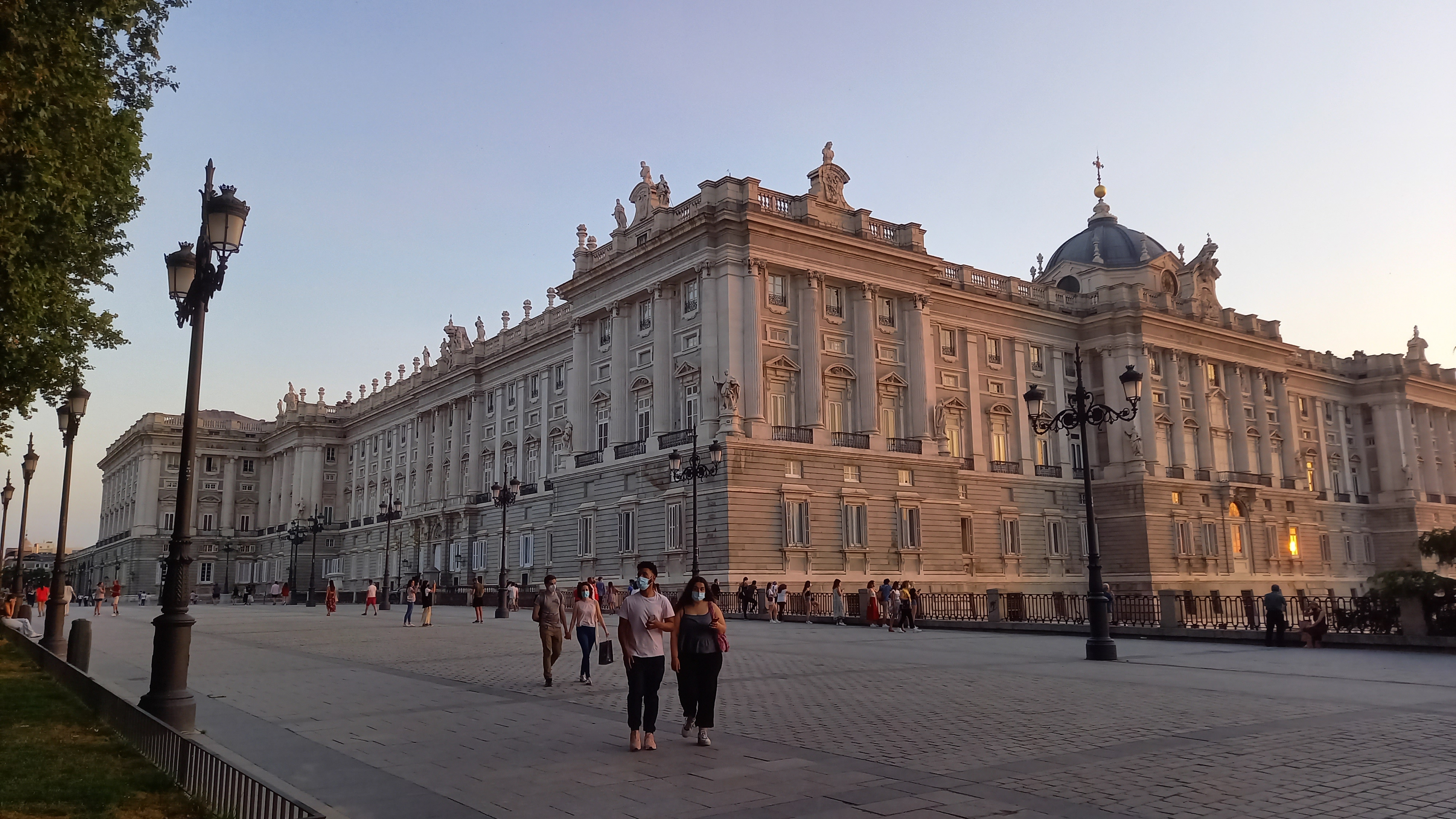
Le Palais Royal de Madrid à la lumière du soir.

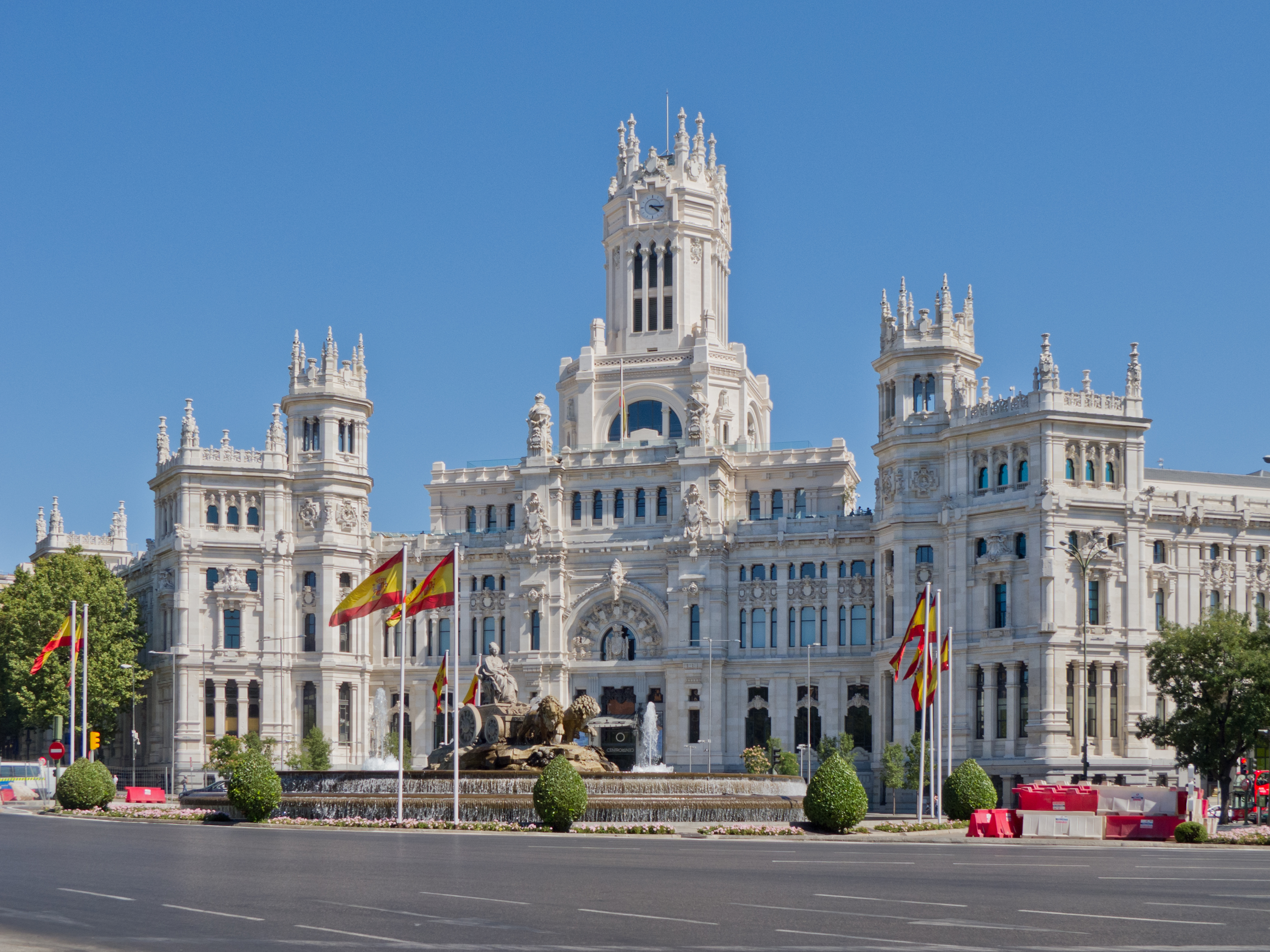
Situé sur la plaza de Cibeles, le palais des communications est le siège principal de l'administration municipale

- Palais des ducs de Pastrana (ou Palais Gilhou)
- Palais de la Moncloa
- Palais de la Zarzuela
- Palais du Pardo
- Palais du Prince d'Anglona
- Palais de Linares
- Palais du Sénat
- Palais de Fernan Nunez

### Édifices religieux
- Temple d'Amon (Debod)
- Monastère des Déchaussées royales
- Monastère de l'Incarnation
- Cathédrale de l'Almudena

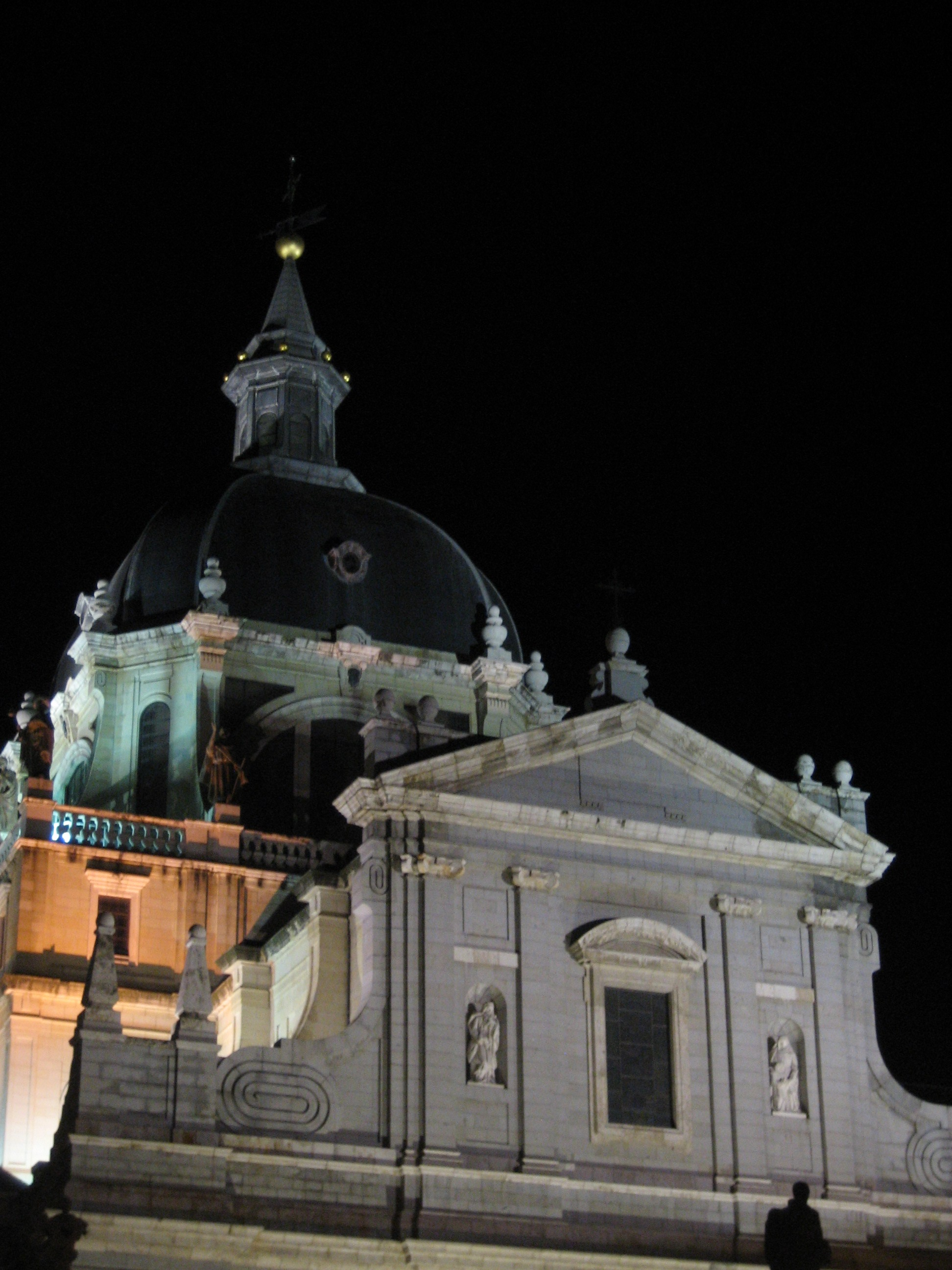
La cathédrale de l'Almudena.

- Basilique Notre-Dame-de-la-Conception
- Basilique hispano-américaine de Notre-Dame de la Miséricorde de Madrid
- Église de San Antonio de la Florida (Coupole peinte par Goya)
- Église protestante du Sauveur

### Parcs et jardins
- Parc del Buen Retiro
- Jardin botanique royal de Madrid

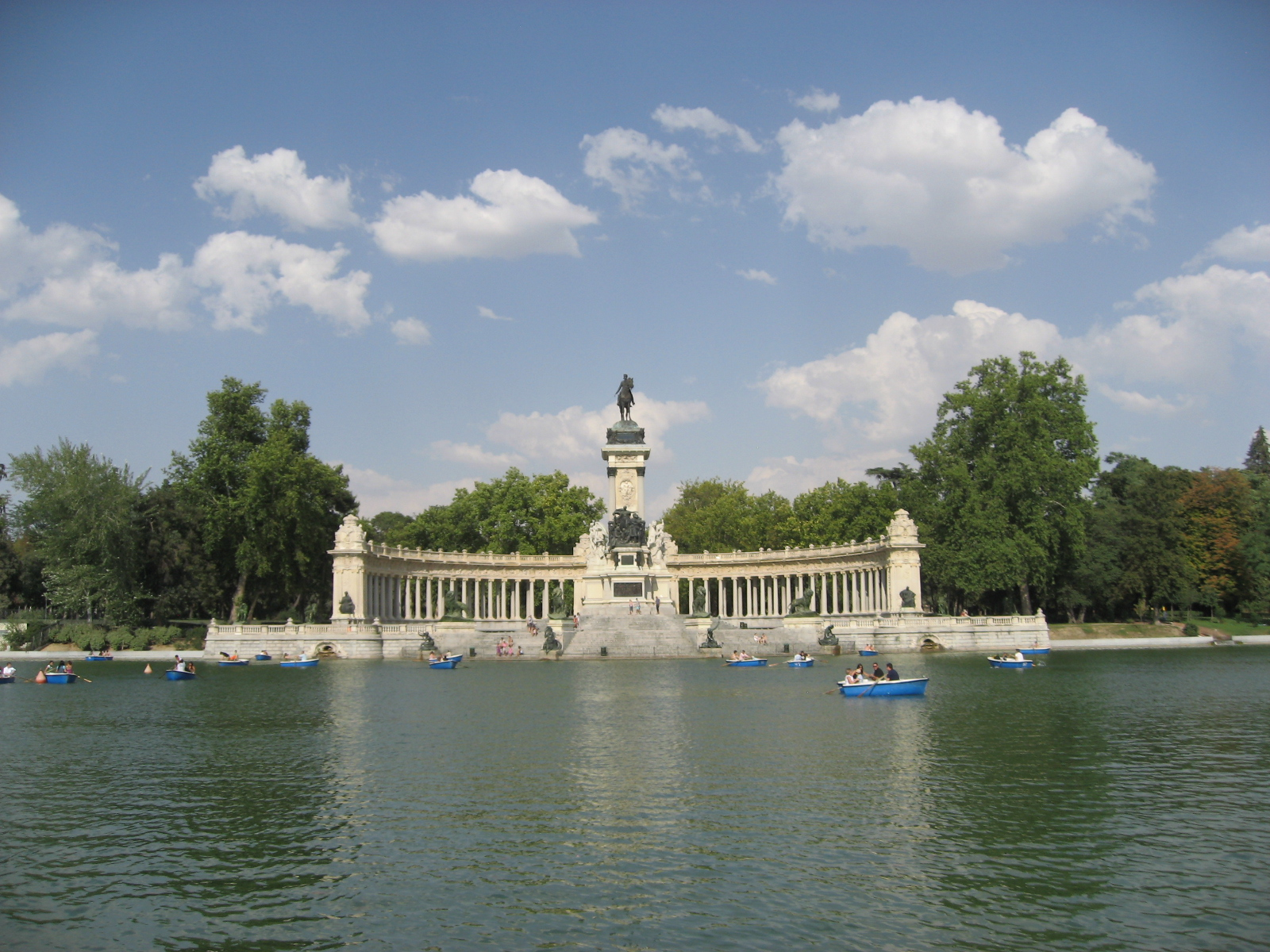
Parc del Buen Retiro.

- Parc Juan Carlos I, avec le jardin des Trois Cultures
- Jardin du Campo del Moro
- Jardins de Sabatini
- Parc de l'Ouest (Parque del Oeste)
- Parc de la Casa de Campo
- Jardin du Prince d'Anglona
- Madrid Rio

### Fontaines
Madrid dispose de nombreuses fontaines, dont quelques-unes photographiées par Alfonso Begué en 1864 :

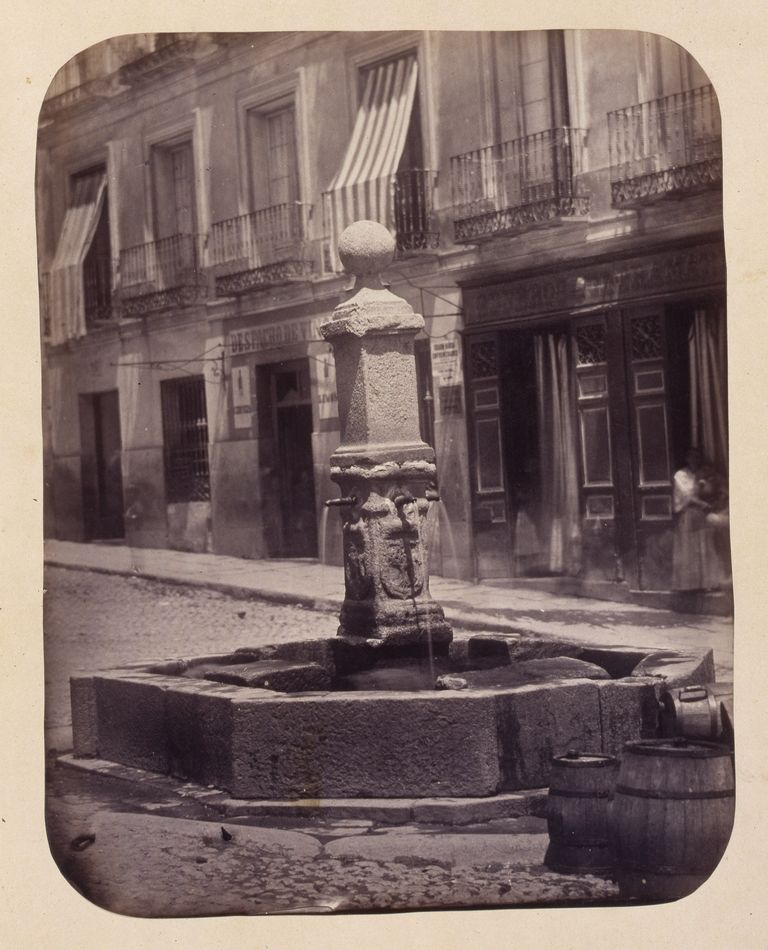
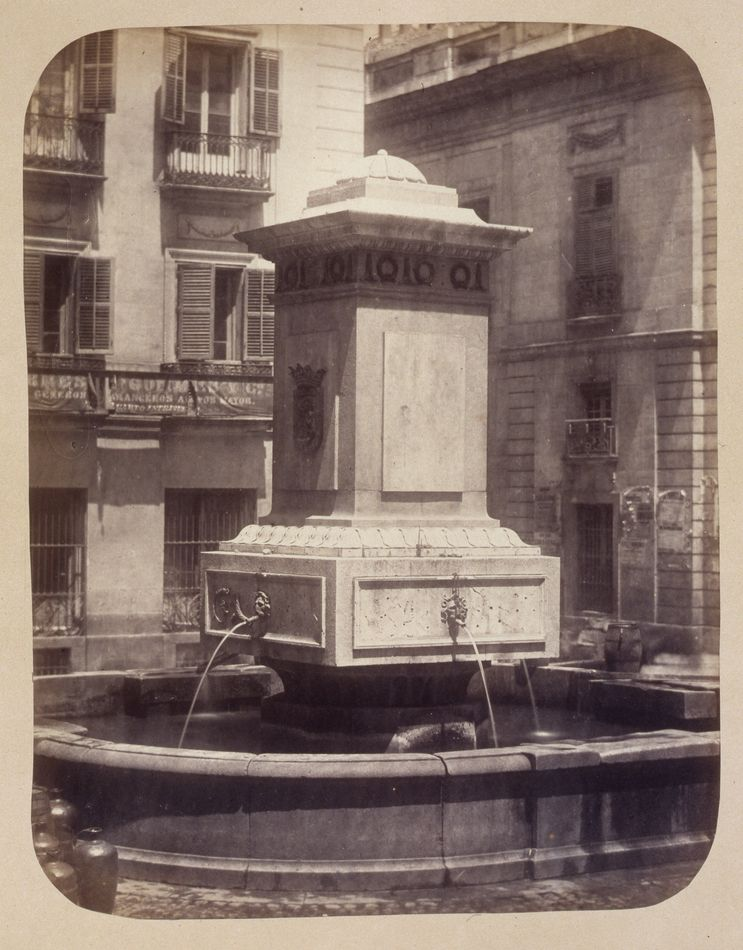
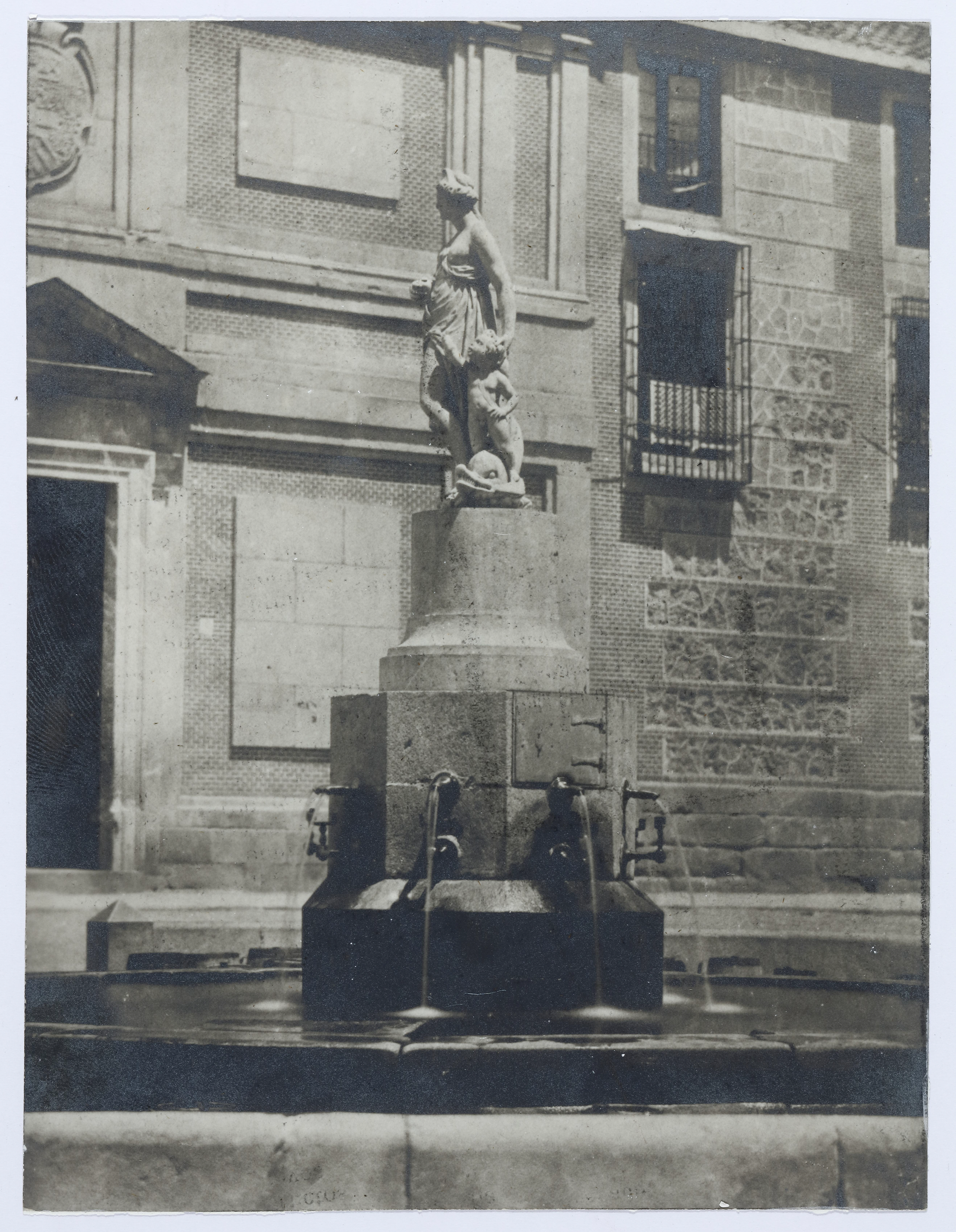
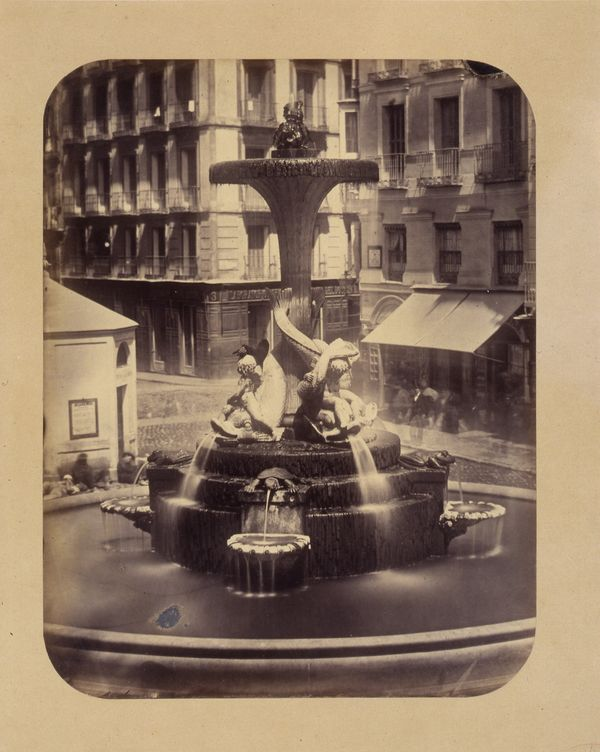

### Pavillons et monuments commémoratifs
- La fontaine de Neptune
- La Puerta de Alcalá
- La Puerta de Toledo
- Palais de Cristal du Retiro
- Monument d'Alphonse XII

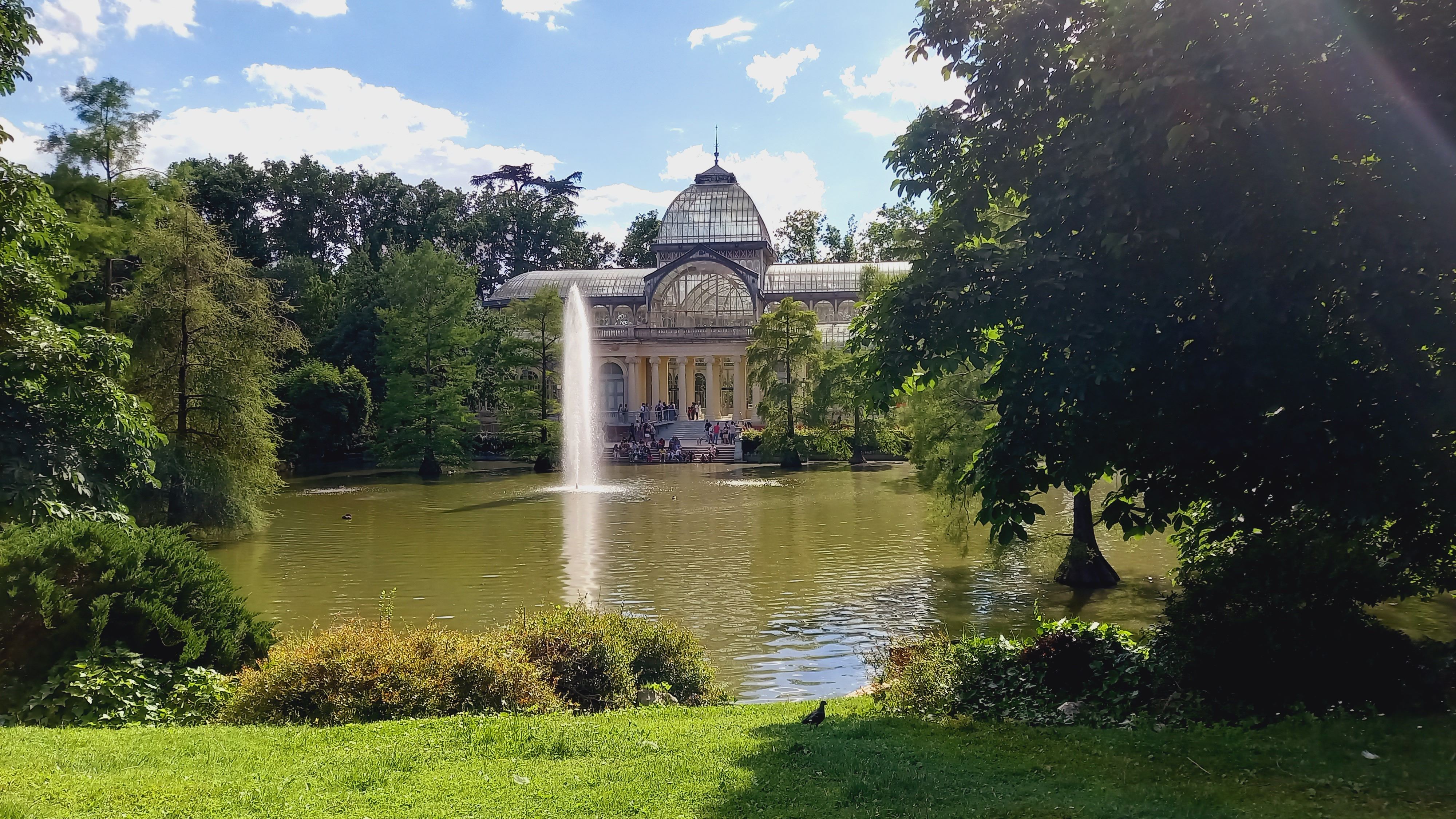
Palacio de Cristal, situé dans le Parque del Retiro à Madrid.

- Palais de cristal de l'Arganzuela (site du Matadero municipal de Legazpi)

### Artères et places célèbres
- Plaza de Canalejas
- Plaza de la Independencia

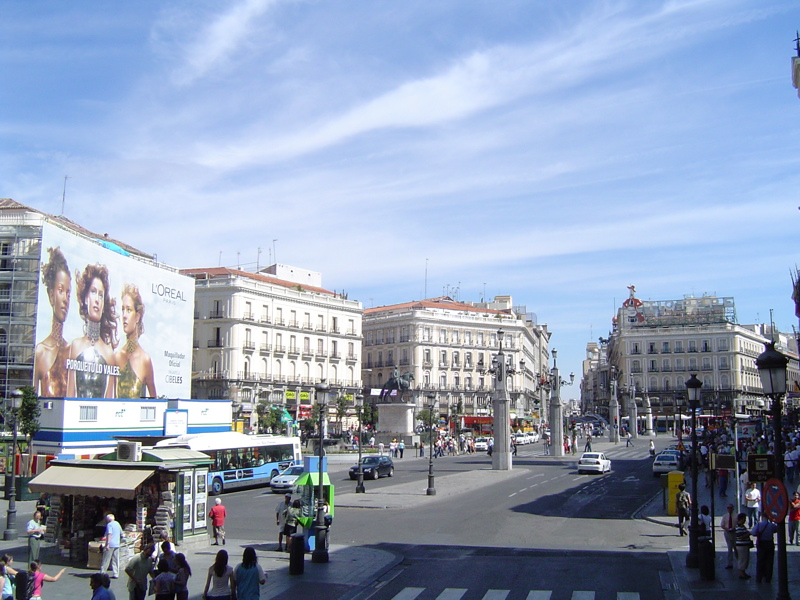
Puerta del Sol.

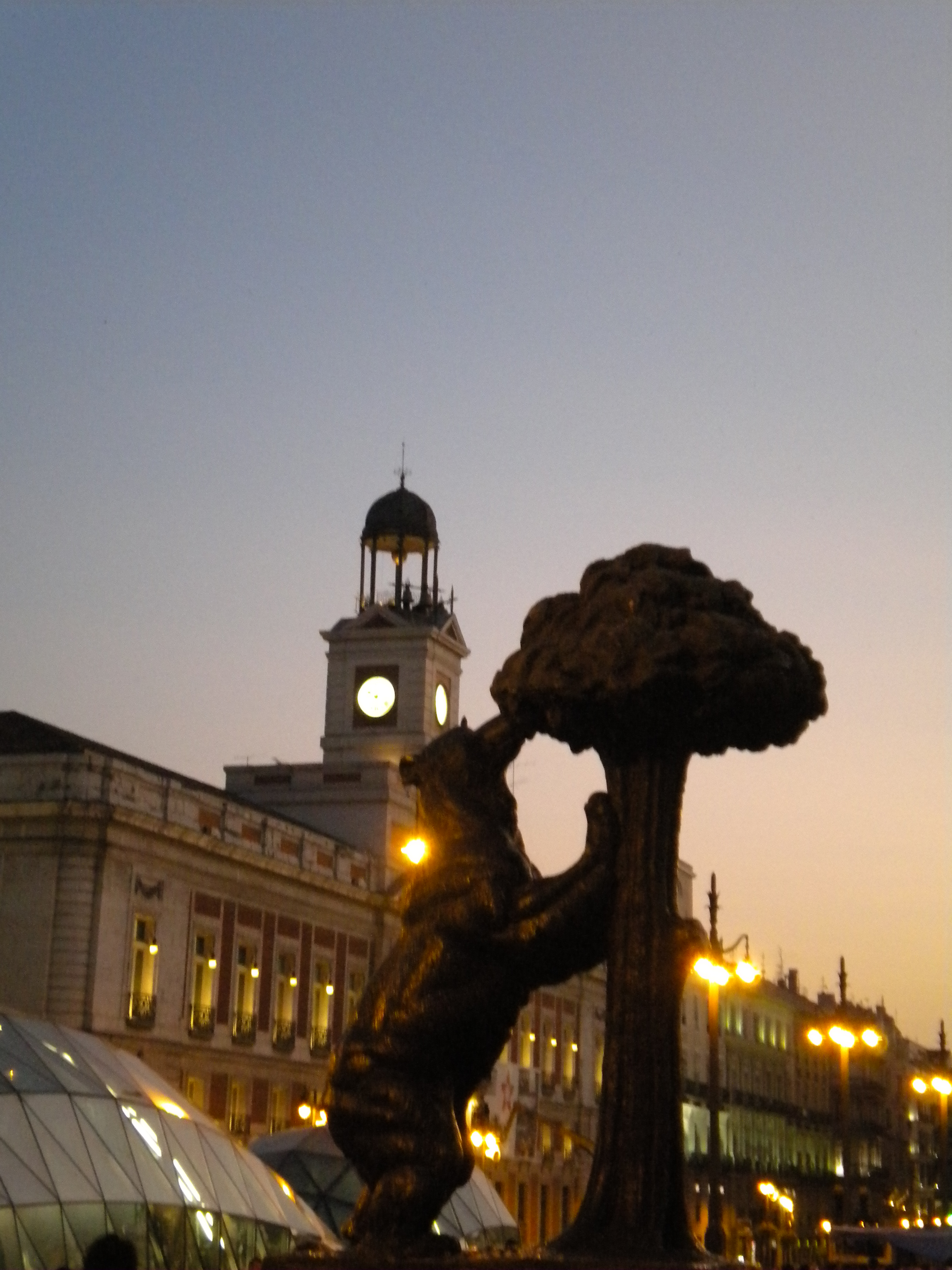
Puerta del Sol : statue de l'ours et l'arbousier par le sculpteur Antonio Navarro Santafe.

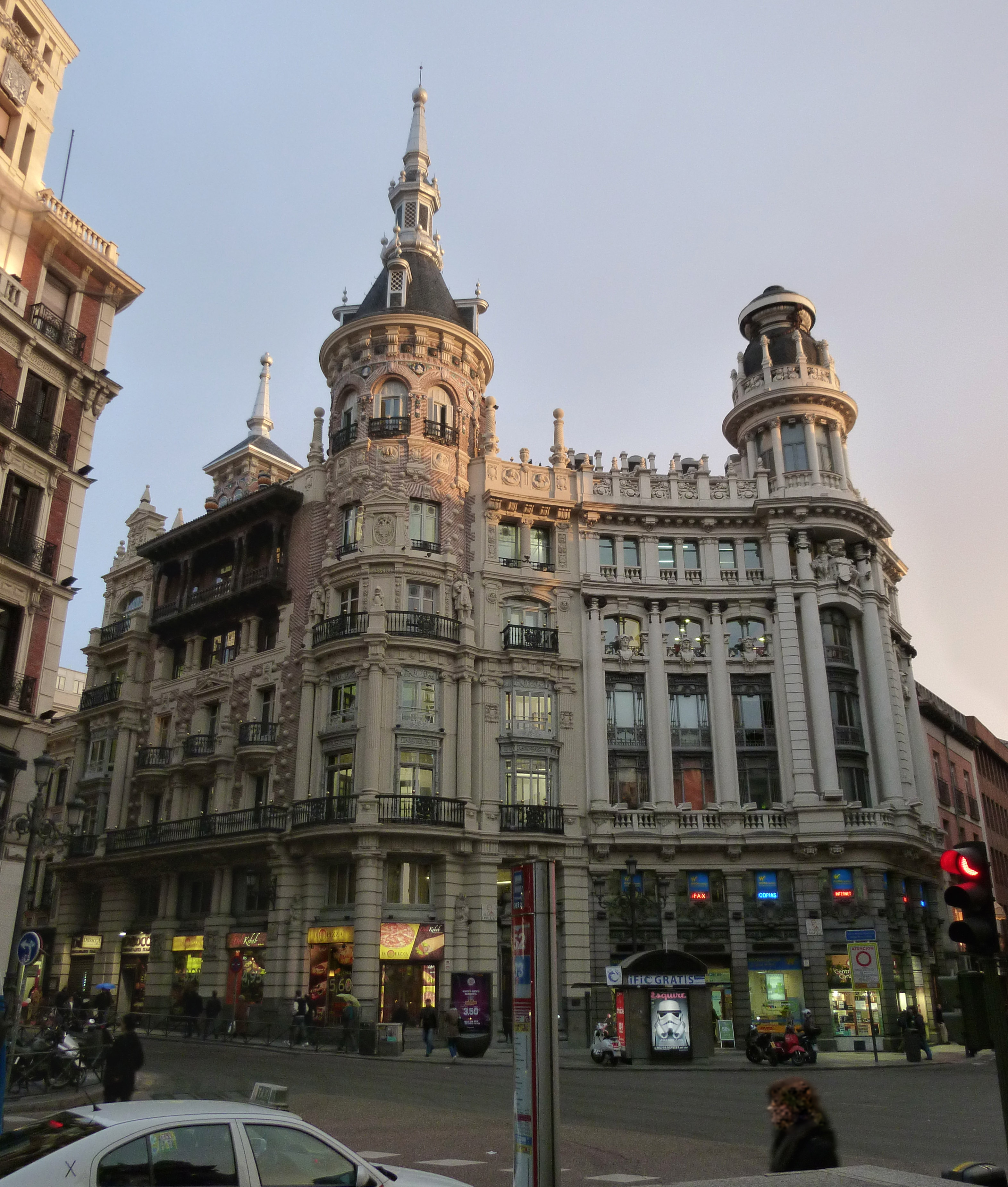
Plaza de Canalejas (Madrid).

- Plaza Canovas del Castillo, présidée en son centre par la Fontaine de Neptune
- Plaza de Colón
- Plaza de Chueca
- La Gran Vía, l'avenue principale du centre du Madrid
- Le Paseo de Recoletos
- La Plaza de Cibeles, présidée en son centre par la Fontaine de Cibeles
- La Plaza de España
- La Plaza Mayor
- La Puerta del Sol
- Les rues Preciados/Carmen et Serrano/Goya, hauts lieux du commerce de luxe avec de nombreuses enseignes de marque. Les grands magasins y ont aussi pignon sur rue, comme El Corte Inglés.

### Tours et gratte-ciel

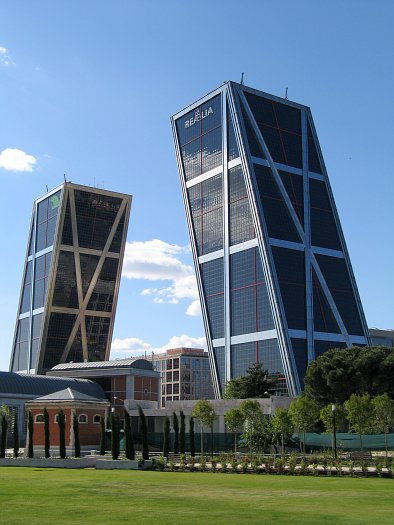
Les tours penchées de la Puerta de Europa.

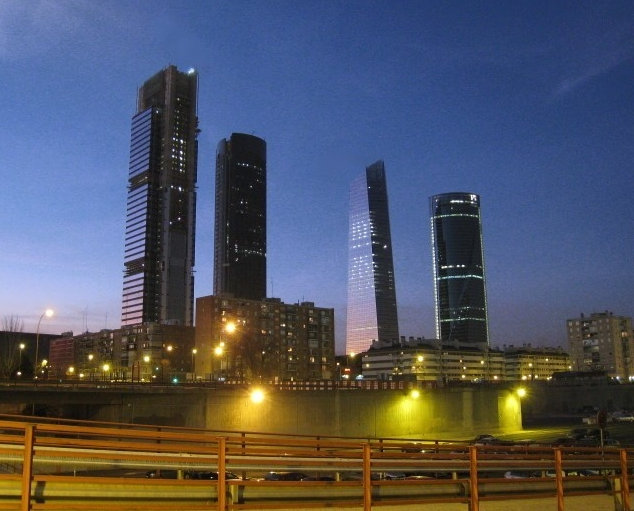
Cuatro Torres Business Area.

Bien que Madrid n'ait jamais été une ville qui se démarque par ses gratte-ciel, au cours du XXe siècle, en particulier avec la construction de la Gran Vía, les premières ont été construites. Ce n'est qu'en 1953 que le premier gratte-ciel de Madrid se lève, l'Edificio España, et en 1957, il surpasse la Torre de Madrid. Dans les années 1980, les gratte-ciel AZCA, tels que la tour Picasso et la tour de télécommunication de Torrespaña, ont été construits, bien que cela ne soit généralement pas considéré comme un gratte-ciel. Au XXIe siècle, la tour Titania (de 104 mètres de haut, érigée sur le site de la tour de Windsor détruite) a été construite à AZCA; et sur le Paseo de la Castellana, a été construit le parc d'activités Cuatro Torres Business Area, un complexe de quatre gratte-ciel de plus de 200 mètres de haut, le plus haut d'Espagne.

### Cimetières
- Cimetière Saint-Isidore
- Cimetière de Saint-Just
- Cimetière civil de Madrid
- Cimetière de La Almudena
- Cimetière de Mingorrubio
- Sacramental de San Lorenzo y San José

## Autour de Madrid
- L'Escurial
- Palais royal d'Aranjuez
- Palais royal de La Granja
- Sierra de Guadarrama
- Vieille ville d'Alcalá de Henares
- Valle de los Caídos

## Éducation
Plusieurs écoles et universités sont installées dans la communauté de Madrid.
- Lycée Isabel la Católica (près du Parc du Retiro)
- Université complutense de Madrid
- Université Carlos III de Madrid (campus à Leganés, Getafe et Colmenarejo)
- Université autonome de Madrid (campus à Cantoblanco).
- Université polytechnique de Madrid (campus à la Ciudad Universitaria de Madrid, à Montegancedo (Boadilla del Monte) et au sud, à Vallecas).
- Université Roi Juan Carlos (essentiellement à Móstoles, Alcorcón et Fuenlabrada, quelques facultés à Vicálvaro).
- Université d'Alcalá (essentiellement à Alcalá de Henares (Madrid)
- L'Université nationale d'enseignement à distance (UNED) a son siège à Madrid.
- Université Pontificia de Comillas (campus à Cantoblanco, à Alberto Aguilera et Calle Quintana)
- Université Alfonso X el Sabio
- Université CEU San Pablo
- Université Camilo José Cela
- Université Francisco de Vitoria
- Université européenne de Madrid (UEM)
- Instituto de Empresa (IE) - IE Business school

## Féminisme
- Le mouvement des Las Sinsombrero de Maruja Mallo;
- La Residencia de Señoritas de María de Maeztu;
- Le Cercle saphique de Madrid de Victorina Durán;
- L'Institut des femmes, dont la première présidente est Carlota Bustelo[26].

## Système de santé
Le système de santé publique de la région de Madrid est le moins bien financé d’Espagne, la santé étant une compétence du gouvernement régional. Du fait du manque de moyens et de personnels, les soignants font état d’une surcharge de travail ingérable tandis que les délais de prise en charge des patients s’allongent. Il faut, en 2022, entre deux et trois semaines pour obtenir un rendez-vous avec un médecin généraliste.
En novembre 2022 plusieurs centaines de milliers de personnes défilent pour dénoncer la mauvaise gestion de la présidente de région Isabel Díaz Ayuso et contre sa volonté de poursuivre la privatisation du secteur.

## Voies de communication et transports

### Périphérique intérieur M30

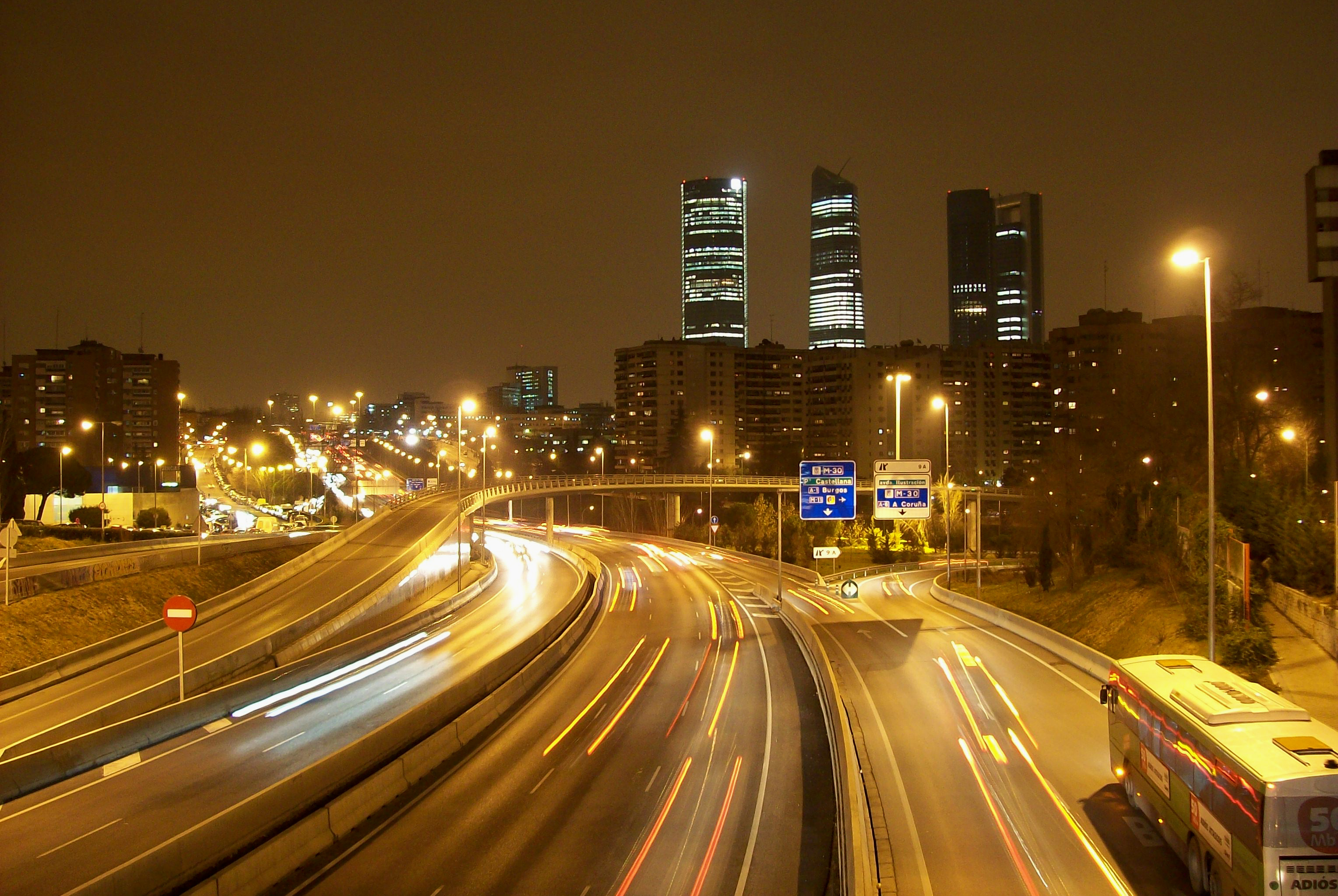
M-30 : Secteur Nord.

L'Autoroute espagnole M-30 aussi appelée Circunvalación de Madrid est une voie circulaire qui a les caractéristiques autoroutières, excepté au nord de la ville sur l'Avenida de la Ilustracion faisant le tour de la capitale espagnole. D'une longueur de 32,5 km environ, c'est l'autovia la plus chargée d'Espagne avec plus de 100 000 véhicules par jour qui y transitent et jusqu'à 300 000 véhicules sur certains secteurs à l'est de la ville.

### Transports urbains

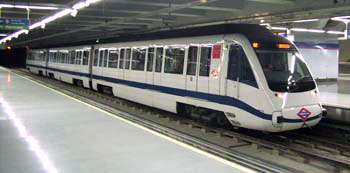
Un train typique Metro (type 8000).

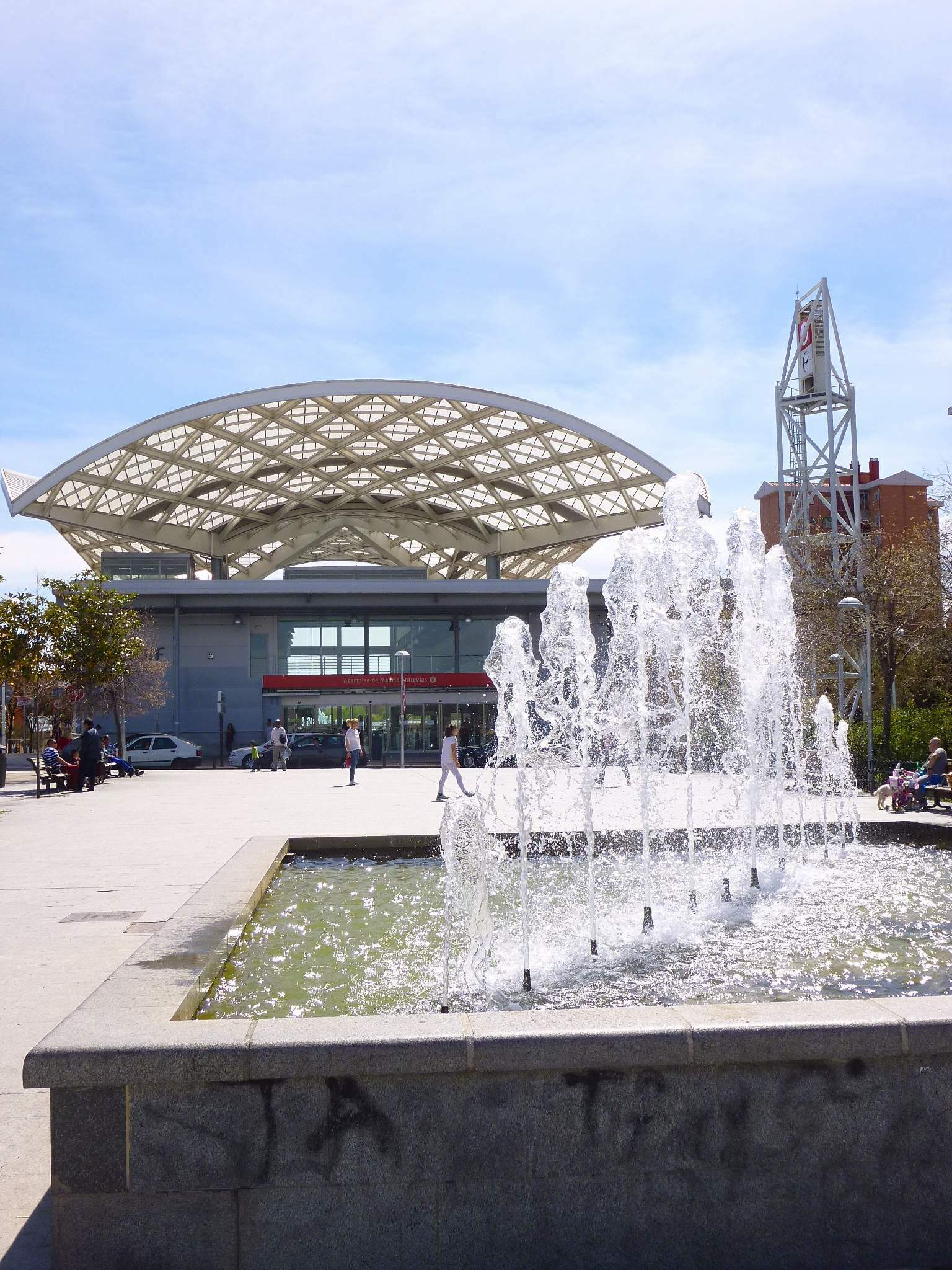
La station Asamblea de Madrid-Entrevías.

Le métro de Madrid offre un réseau dense qui le place en tête des systèmes de transports publics mondiaux. Il est ouvert de 6 h à 1 h 30. En parallèle, un réseau de tramway ainsi qu'un réseau de 215 lignes d'autobus irriguent la ville.
Enfin, on retrouve le Cercanías Madrid, qui relie le centre à la périphérie de la capitale espagnole. 
L'une des stations symboliques de l'aménagement urbain de la ville est celle d'Asamblea de Madrid-Entrevías, située à proximité de l'Assemblée de Madrid, qui dessert le quartier d'Entrevías, popularisé dans le monde entier grâce à la série télévisée Entrevías d'Aitor Gabilondo et de David Bermejo, avec l'acteur madrilène José Coronado.

### Restrictions d'accès pour les véhicules polluants
Le 23 novembre 2018, le conseil municipal vote le plan « Madrid central » qui vise à restreindre l'accès au centre-ville pour donner la priorité aux piétons et aux résidents, ainsi qu'aux transports publics et aux véhicules propres.
150 caméras contrôlent les immatriculations des véhicules entrant par les voies d'accès au cœur de la capitale sur 5,2 kilomètres carrés autour de la Puerta del Sol et la Plaza Mayor. Les voitures des habitants du quartier, les véhicules peu polluants (hybrides ou à énergie verte), les services d'urgence ou de livraison, ainsi que les transports publics, taxis et VTC, peuvent librement accéder à la zone. Les places de stationnement en surface sont réservées aux résidents. Les autres véhicules avec éco-vignettes (diesel postérieur à 2006 et essence postérieur à l'année 2000), sont autorisés à entrer, à condition de se diriger vers un parking. La vitesse est limitée à 30 kilomètres à l'heure dans les rues à deux voies.
Un an après son application, un rapport de la fédération Transport & Environment salue les résultats de ce plan et estime qu'il a permis de réduire de 32 % les émissions de dioxyde d'azote (NO2) entre juin 2018 et juin 2019. Il s'agit du meilleur taux d'amélioration de la qualité de l'air en Europe.

### Transports ferroviaires interurbains

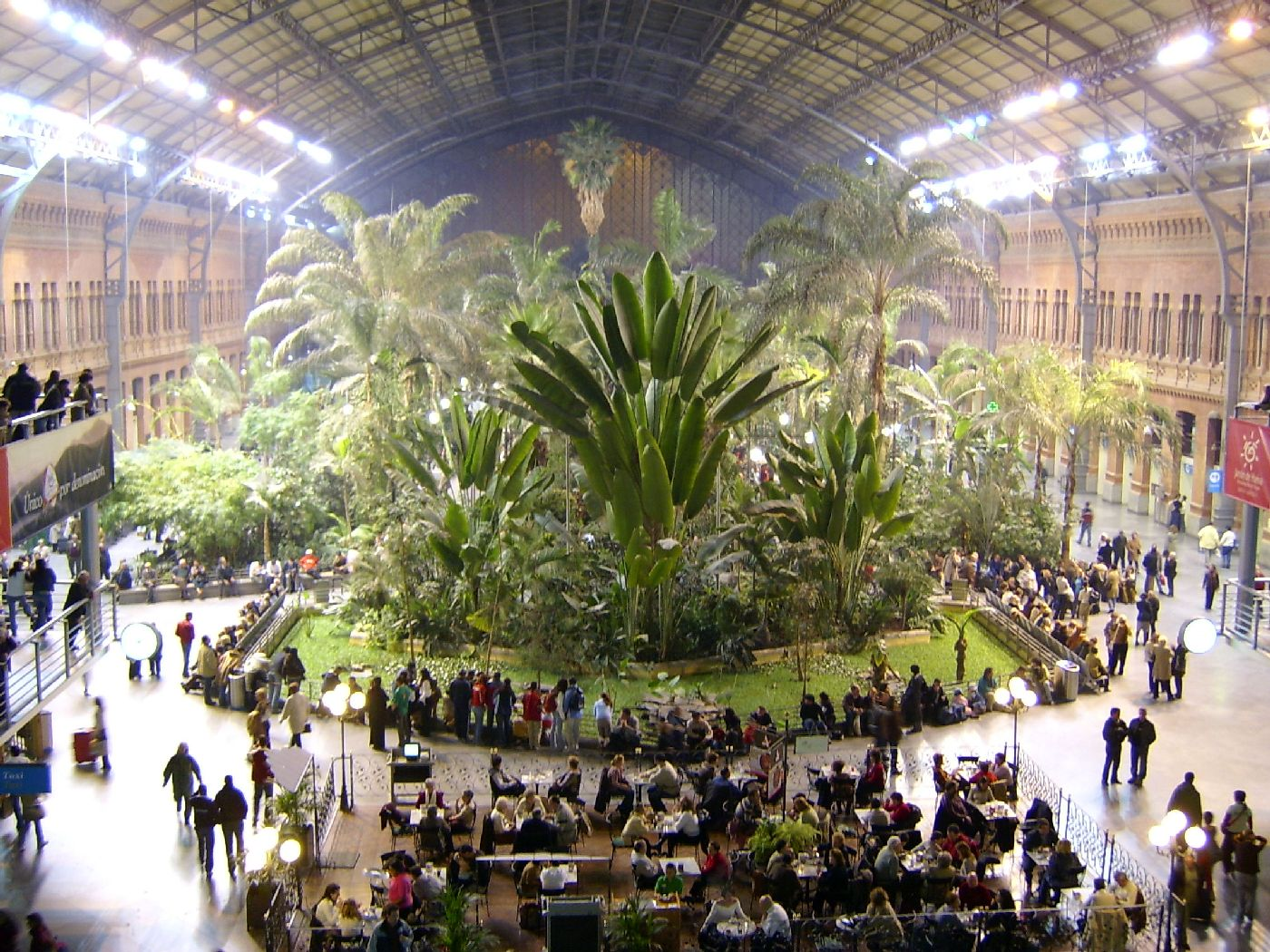
Gare d'Atocha.

La société nationale ferroviaire Renfe dessert toute la péninsule à partir de ses grandes gares ferroviaires :
- Atocha, au sud du centre-ville, accueille les trains en provenance du Portugal, du sud et l'ouest de l'Espagne, ainsi que les AVE à grande vitesse venant de Séville, Cordoue, Saragosse, Tolède et Barcelone ;
- Chamartin, au nord de la métropole, permet de rejoindre directement la France par le train hôtel Elipsos, anciennement Talgo, « Francisco de Goya ».

### Transports aériens
L'aéroport Adolfo Suárez Madrid-Barajas est situé à 13 km au nord-est de Madrid. Son trafic a été victime de la crise économique en 2008 qui a durement frappé l'Espagne, la fréquentation a chuté de près de 22% entre 2008 et 2013 passant de 50,8 millions à 39,7 millions de passagers. En 2019 l'aéroport a accueilli 61,7 millions de passagers soit une augmentation de 6,6 % par rapport a 2018.
L'aéroport est accessible grâce à la ligne 8 du métro de Madrid, le train reliant la gare de Madrid-Chamartín-Clara Campoamor au Terminal 4, en bus et en taxi

## Économie

### Économie de la Renaissance auXXesiècle

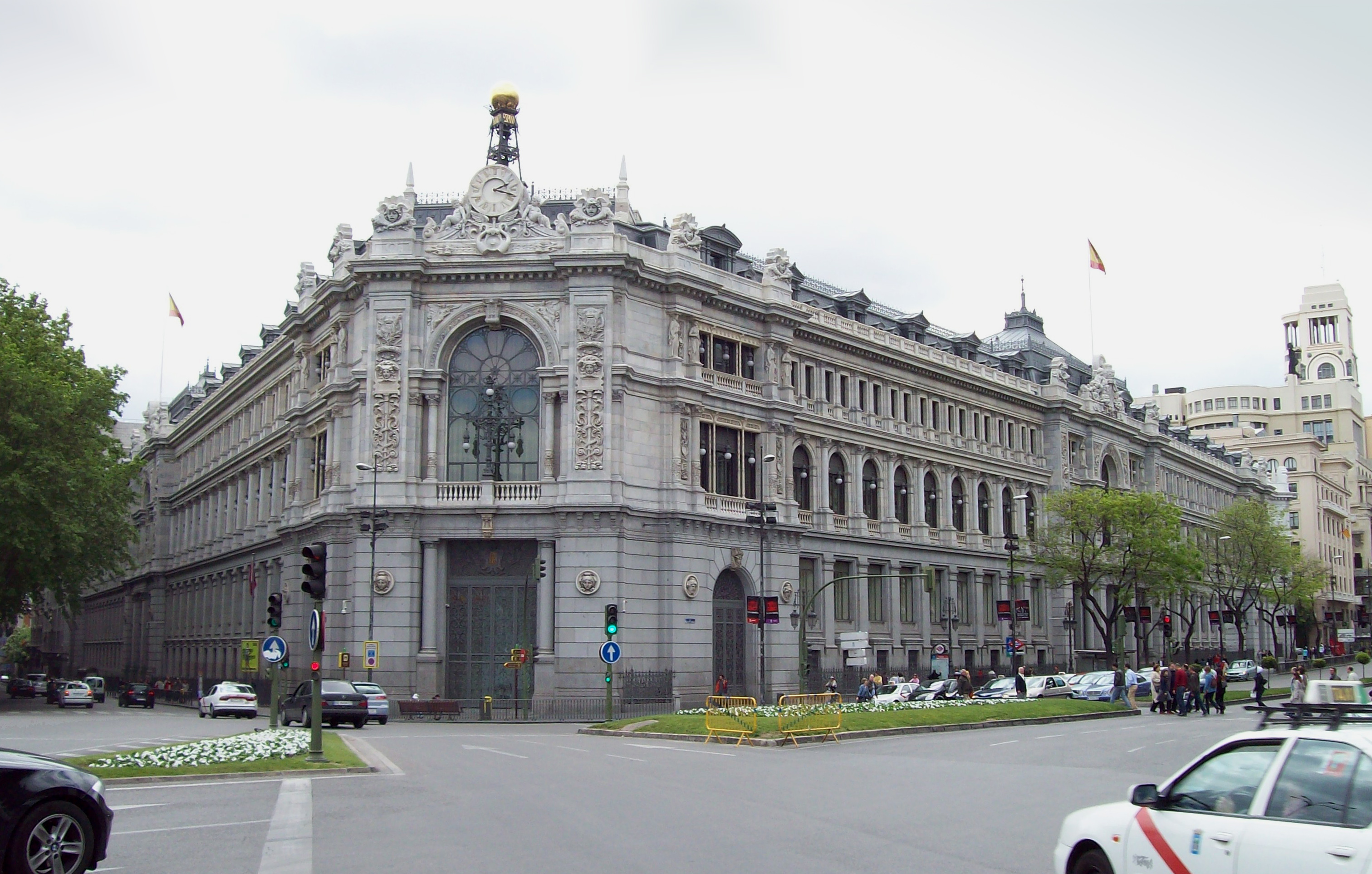
Banco de España.

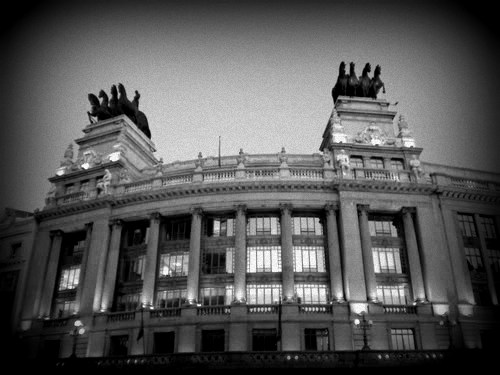
Bilbao édifice de la Banque.

À partir du règne de Philippe II la ville est devenue capitale. Pendant de nombreuses années, la ville resta une ville administrative, centralisant les activités de l'État.
L'industrialisation est arrivée de façon massive après la guerre civile. Elle a été concentrée dans les domaines de mécanique de précision, électronique, pharmaceutique...
Le centralisme étatique favorisa la croissance économique de la ville. De nombreuses entreprises y installèrent leur siège national pendant cette période.

### Économie de 1992 à 2009

#### Désindustrialisation urbaine
Récemment, le phénomène de désindustrialisation urbaine a laissé place à des activités tertiaires. Elles ne se limitent plus à l'administration d'État, mais sont surtout financières et liées aux communications (foires, conférences, trafic aéroportuaire).

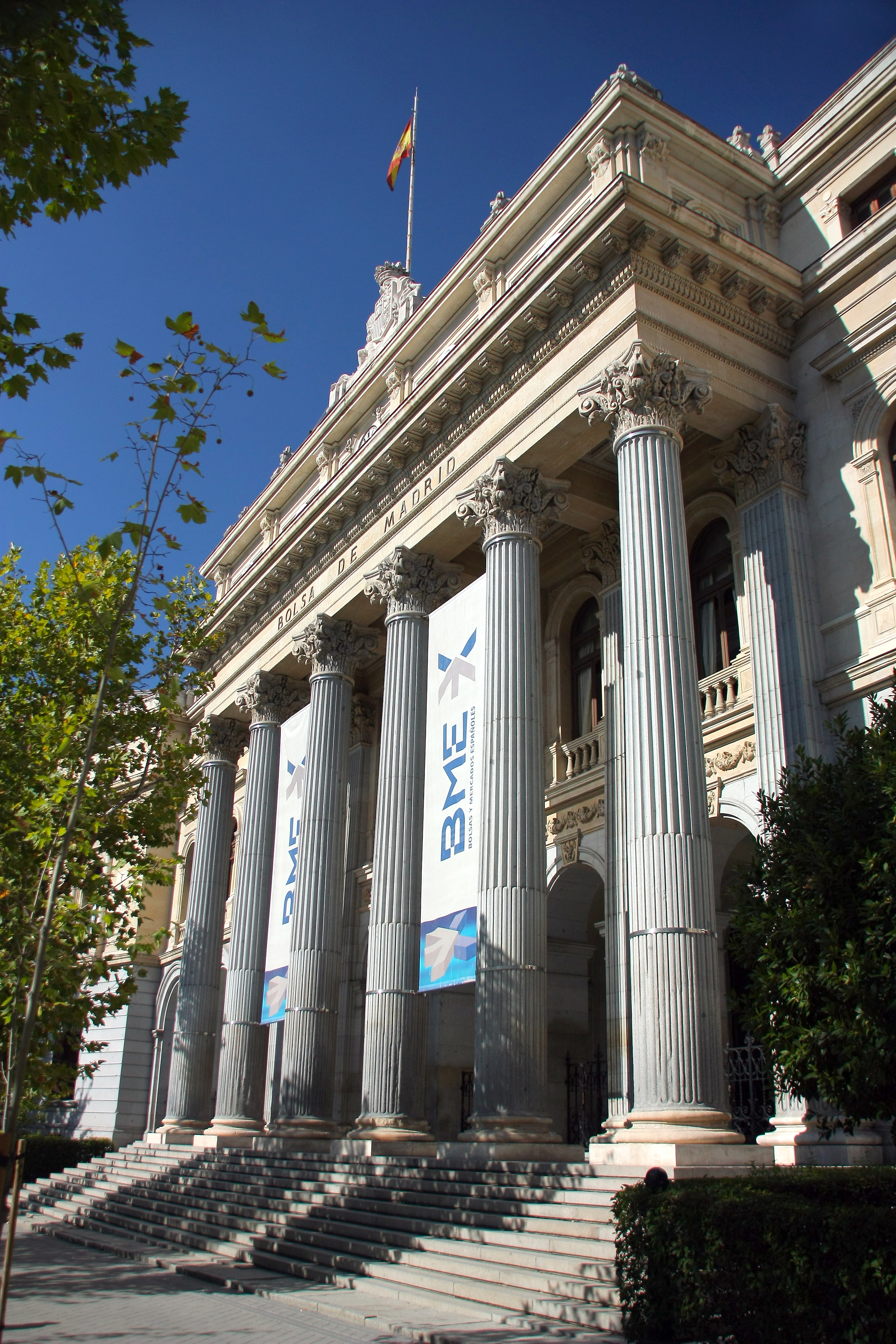
Bourse de Madrid.

Cette vaste tertiairisation a permis à Madrid d'accéder au rang de métropole financière européenne et de devenir la troisième ville d'Europe pour ce qui est du PIB[réf. nécessaire]. La ville s'est ainsi hissée au 6e rang des capitales les plus attractives de l'Union européenne, selon Cushman & Wakefield.
Le tourisme constitue aussi un pôle économique d'importance. La ville joue sur son image vivante, moderne et attrayante pour captiver un tourisme culturel et festif.
La ville de Madrid en 2003 avait un PIB de 79 785 000 000 €, représentant 10 % du revenu national. Les secteurs économiques de la ville, le plus important est le secteur tertiaire ou des services, qui représente désormais 85,09 % de l'économie de la ville. Ce secteur comprend les services financiers (31,91 % du total du PIB) et les entreprises (31,84 % du PIB total). Le reste du PIB est fourni par l'industrie (8,96 % du PIB total), le secteur de la construction (5,93 % du PIB total). L'agriculture a un caractère résiduel, de sorte qu'elle contribue seulement 0,03 % du total.

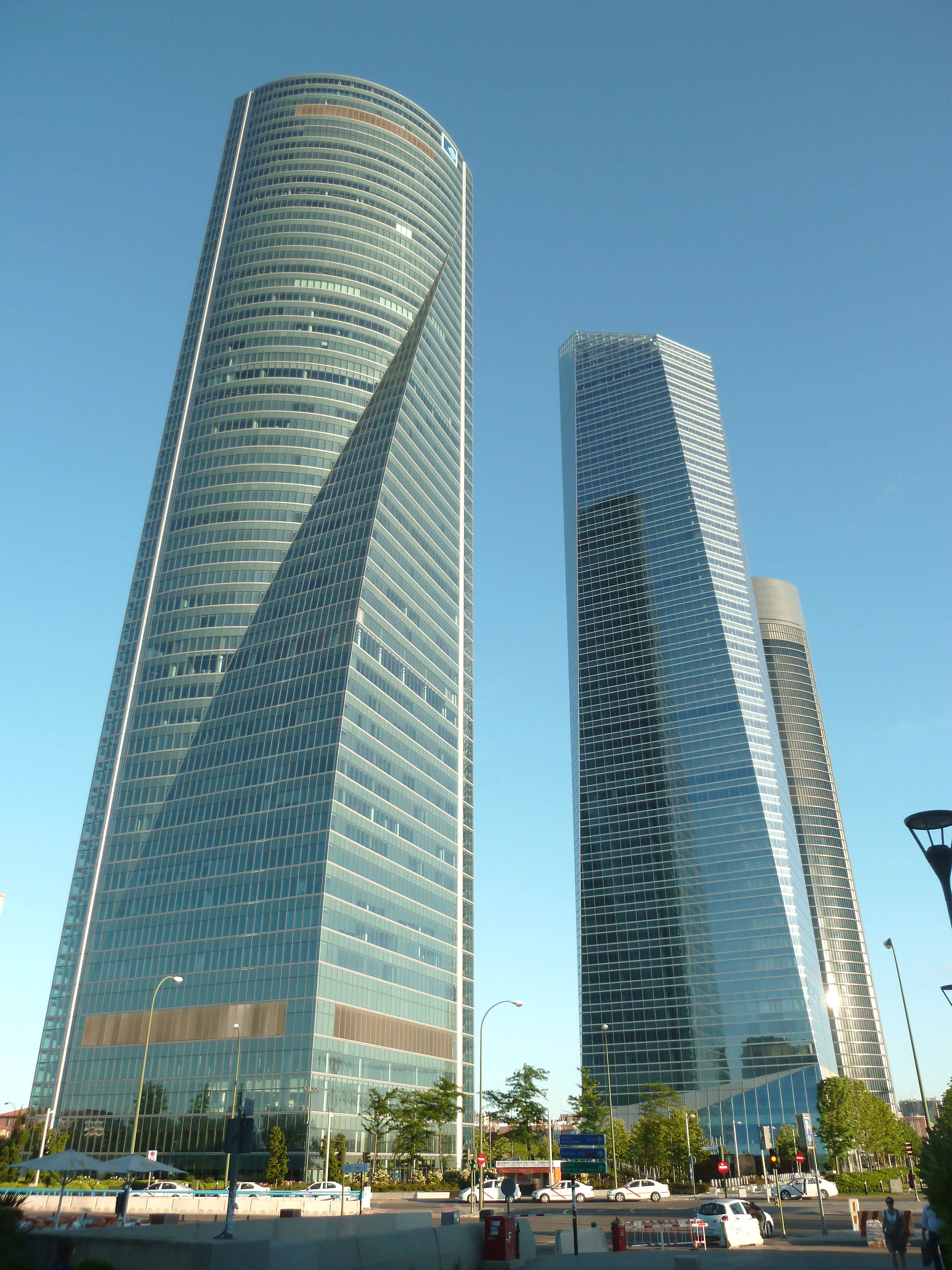
CTBA de Madrid.

#### Centres d'affaires
Madrid est le plus grand centre d'affaires en Espagne : en 2008, 72 % des 2 000 plus grandes entreprises en Espagne avaient leur siège à Madrid [83]. Et maintenant, 50,1 % des revenus des 5 000 plus grandes entreprises espagnoles sont générés par les sociétés dont le siège est à Madrid, ce qui représente 31,8 % d'entre eux [84].
Son économie est aussi tournée vers l'automobile avec le groupe français PSA, la construction navale (composants), l'agroalimentaire, l'industrie plastique, l'électronique, la télécommunication... Elle concentre 50 % des activités de haute technologie en Espagne (universités, centre de recherches, sièges d'entreprises...).

#### Tourisme durable
C'est une des villes les plus visitées en Europe, derrière Paris et Londres grâce aux nombreuses activités pour les touristes, récréatives et culturelles mais aux foires et expositions : Madrid est le principal organisateur de la foire en Europe, en termes de superficie louée par les exposants. L'IFEMA, qui organise des salons comme FITUR, Madrid Fusion, ARCO, SIMO TCI, le moteur et la Cibeles Madrid Fashion Week.
La ville fait partie des destinations sensibles à la thématique du tourisme durable, et figure au classement des 20 villes les plus vertes établié en 2021 par le site spécialisé European Best Destinations à la 15e place,.
Alors que l'Espagne en général ne compte plus les manifestations de tourismophobie, Madrid est concernée par la multiplication de pancartes hostiles aux vacanciers, qui ont « fleuri dans de nombreux quartiers touristiques espagnols », sur les Ramblas de Barcelone ou dans certaines rues touristiques des îles Baléares.
La très importante industrie touristique locale a estimé qu'il est « devenu plus que vital pour une destination aussi prisée que l’Espagne de réinventer son tourisme pour satisfaire aussi bien visiteurs que locaux ».

#### Construction
La construction est le secteur le plus dynamique de Madrid, estimé à 8,2 % en 2005. La tendance montre une augmentation de la construction non résidentielle, entraîné par le léger ralentissement de la croissance des prix immobiliers en 2005.
C'est le secteur des services qui mène l'activité économique de Madrid, avec 85 % du total, et occupe les deux tiers de la population active. Madrid accueille notamment les fonctions administratives traditionnelles (de l'administration publique centrale), et financières (Madrid est le foyer de nombreuses entreprises qui opèrent en Espagne et en héberge la moitié du capital financier national), qui ont rejoint celles liées aux transports. Les principaux centres d'emploi et de contribution au PIB de la ville de Madrid, sont du même aéroport et l'IFEMA, le parc des expositions de la ville, avec ses 4,7 millions de visiteurs annuels est la première exposition en Espagne et un des plus importants en Europe.

## Vie nocturne

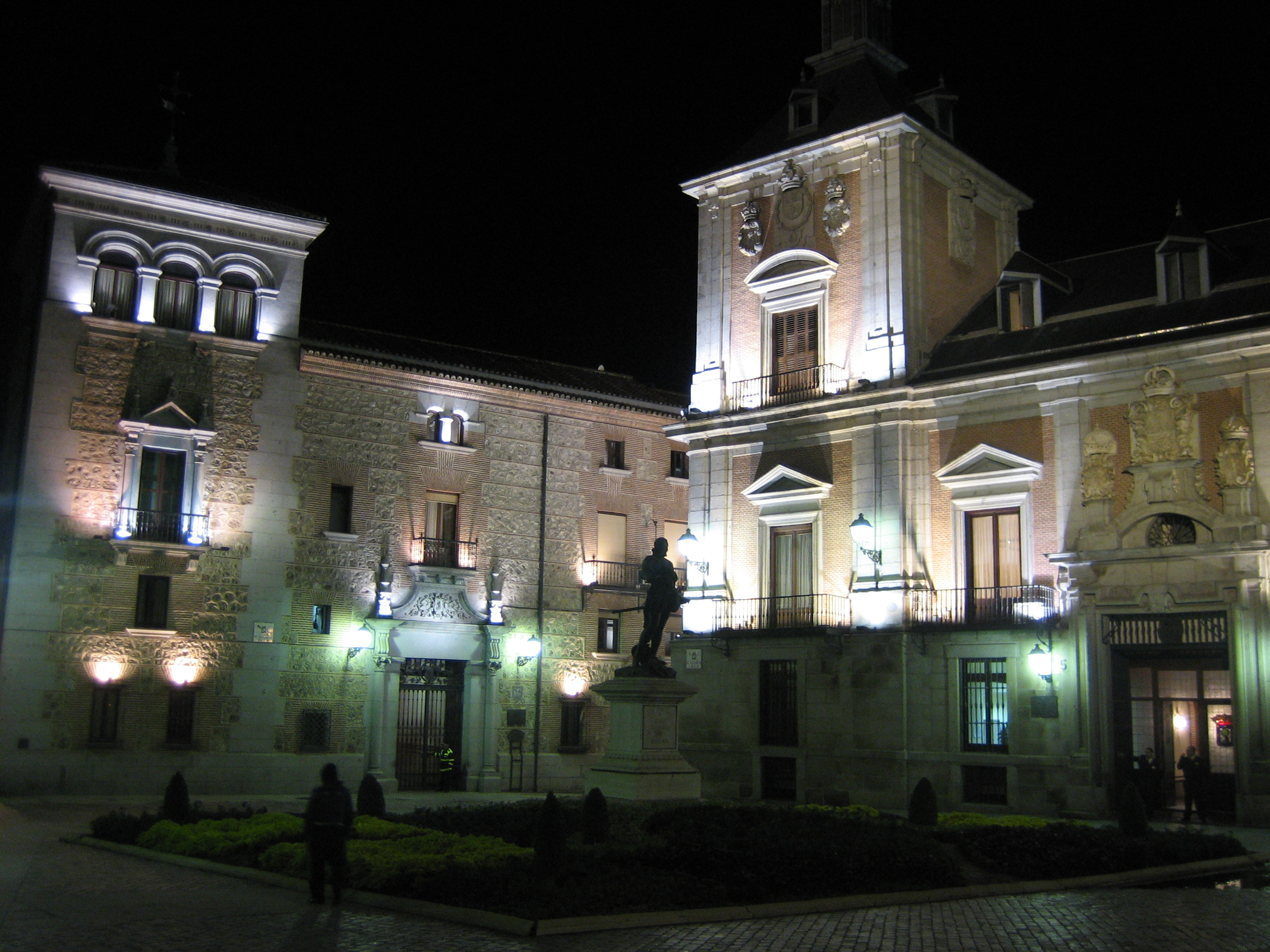
Calle Mayor

La movida, mouvement culturel créatif, est apparue à la suite de la mort de Franco et a contribué à affirmer le caractère festif de la ville. Le mouvement initial fut favorisé par Enrique Tierno Galván, alors maire de Madrid et figure emblématique de la transition démocratique. Depuis l'operación Luna cependant, initiative de la municipalité et du gouvernement de la communauté autonome madrilène, les bars doivent fermer à trois heures, et les botellones sont interdits depuis 2002 (même s'ils demeurent toujours), ce qui a définitivement mis fin à la movida madrilène[réf. souhaitée].
Les principaux quartiers de la vie nocturne madrilènes sont :
- Barrio de Huertas : plaza de Santa Ana, calle de la Cruz, calle del Principe ;
- Barrio La Latina: calle Cava Baja, calle de los Cuchilleros, plaza Mayor, plaza Tirso de Molina ;
- Barrio de Chueca (jeune) : plaza de Chueca ;
- Barrio de Malasaña (jeune) : plaza del Dos de Mayo ;
- Barrio de Lavapiés (populaire) : plaza de Lavapiés ;
- Barrio Argüelles/Moncloa/Bulevar (jeune) : calle Alberto Aguilera, calle de Sagasta, calle de Luchana ;
- Barrio Salamanca (chic) : calle Jorge Juan, paseo de Recoletos.

## Achats

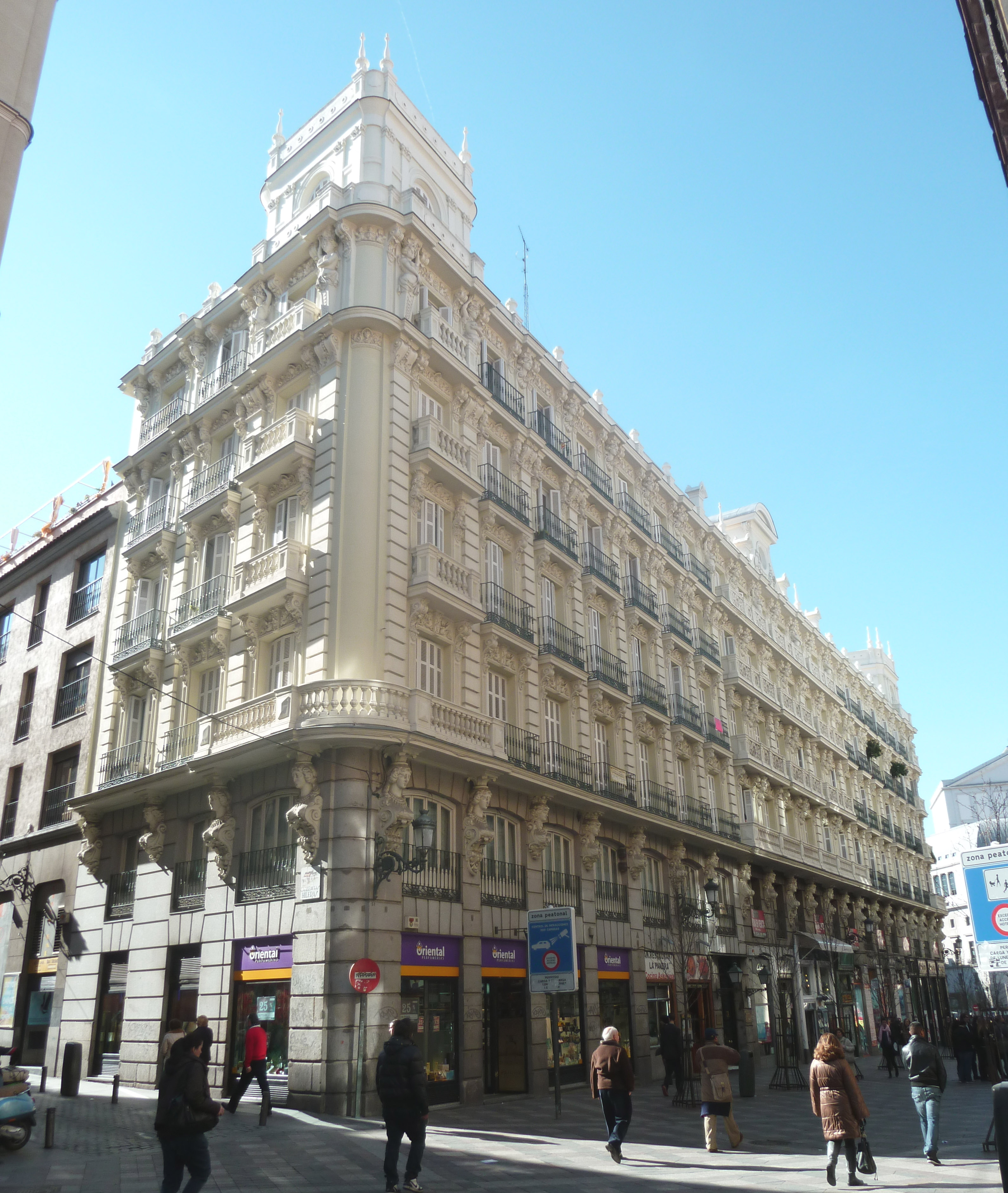
Hotel International sur la rue Arenal à Madrid.

Madrid possède un grand nombre de magasins de mode, que ce soit au centre-ville ou dans les nombreux centres commerciaux, comme Las Rozas village/Heron City Madrid. La chaîne de grands magasins espagnole, El Corte Inglés, est aussi présente partout à Madrid (Preciados, Princesa, Salamanca, Azca...)
Les principaux quartiers commerciaux sont :
- Sol/Preciados : calle Preciados, calle del Carmen, calle de la Montera, calle de las Carretas ;
- Gran Vía ;
- Chueca : calle de Fuencarral, calle de Hortaleza ;
- Salamanca (chic) : calle Serrano, calle Claudio Coello, calle de Goya ;
- Princesa : calle de la Princesa.

## Cuisine madrilène
La cuisine locale est riche en charcuteries et produits consistants et s'apparente à celle de toute la Castille. Elle comprend des plats célèbres :
- Cocido madrileño (pot-au-feu) ;
- Callos a la madrileña (tripes).

## Sports

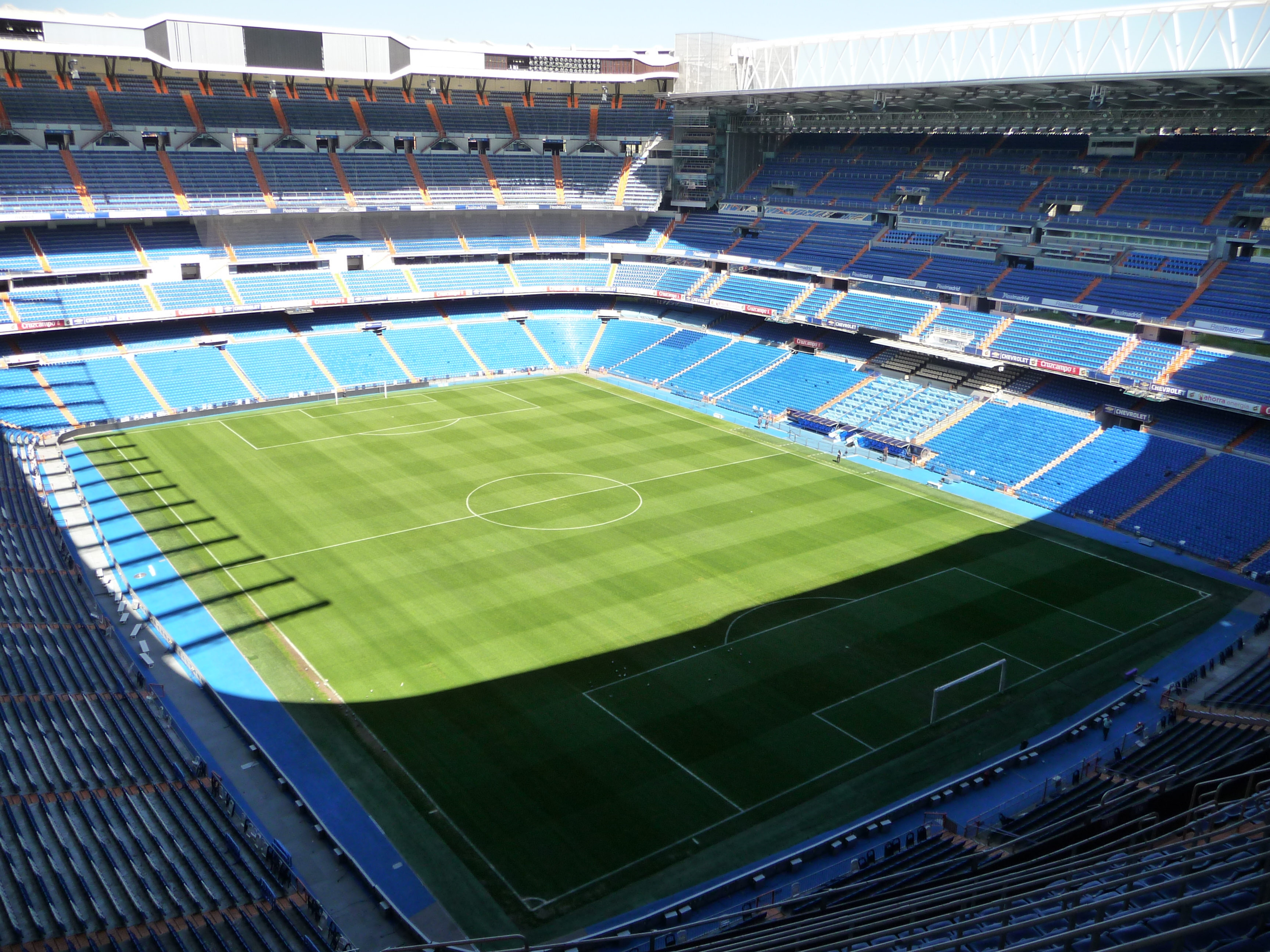
Le stade Santiago Bernabéu.

Le plus célèbre club sportif de la ville de Madrid est le Real Madrid, considéré comme l'un des plus grands clubs omnisports du monde du fait, notamment, que ses sections football et basket-ball sont toutes deux les plus titrées en Championnat d'Europe des clubs. La section football réside au stade Santiago Bernabéu. L'autre célèbre club de football de la ville est l'Atletico de Madrid, résidant depuis septembre 2017 au Stade Metropolitano, d'une capacité de 68 000 personnes.
Madrid fut candidate à l'organisation des Jeux olympiques de la XXXe olympiade de l'ère moderne en 2012. Le maire José María Álvarez del Manzano fut à l'origine de cette initiative. Alberto Ruiz-Gallardón, son successeur l'a poursuivie, mais les Jeux de la XXXe olympiade de l'ère moderne ont été célébrés à Londres. La ville olympique a été choisie et annoncée lors de la 117e session du Comité international olympique (CIO), le 6 juillet 2005 à Singapour, Madrid avait été éliminé au troisième tour.
Madrid a été candidate aux Jeux olympiques d'été de 2016 qui ont finalement eu lieu à Rio de Janeiro, au Brésil.
Madrid se représente pour organiser les Jeux olympiques d'été de 2020, mais échoue une nouvelle fois, devancée par Istanbul et Tokyo, désignée ville organisatrice. Madrid a été désignée « Capitale Européenne du Sport » pour l'année 2001. Tous les ans, au mois de mai, la capitale espagnole accueille le tournoi de tennis des Masters de Madrid.
En 2014, Madrid devient la première ville en Europe à avoir deux clubs en finale de la ligue des champions de football. Cette finale oppose le 24 mai à Lisbonne les clubs de Atlético de Madrid au Real Madrid. En 2016, les deux clubs s'opposaient à nouveau à Milan pour la finale de la Ligue des champions.

## Culture et patrimoine

### Monuments

#### Période musulmane
Vers le IXe siècle, les seigneurs musulmans de Madrid édifient une muraille défensive dont il subsiste quelques tronçons comme dans le parc Mohammed Ier. Ils font aussi creuser des canaux d'irrigation et de transport des eaux (qanats).

#### Période chrétienne médiévale
Entre 1083 et 1085, la ville passe sous contrôle chrétien et voit apparaître ses premières églises. Bon nombre d'entre elles sont par la suite détruites ou reconstruites dans un style différent, à l'image des églises Saint-André et Saint-Nicolas-de-Bari. Au XVe siècle, la tour et la maison des Luján sont édifiées sur l'actuelle place de la Bourgade (plaza de la Villa).

### Héraldique et bannière
Les armoiries de la ville, qui remontent au XIIe siècle, montrent un ours brun avec un arbousier, une des légendes voulant que le nom originel de la cité soit Ursaria (le « pays des ours » en latin du fait de leur présence en nombre alors dans les forêts avoisinantes). Les sept étoiles présentes autour sur la partie bleue, qui représente le ciel symbolisent la Grande Ourse. Enfin, la couronne, dernier élément qui a été ajouté au blason en 1544, est le symbole de la monarchie.
Le drapeau de Madrid présente un fond cramoisi orné en son centre des armoiries de la ville.

## Relations internationales

### Jumelages
Liste des accords (acuerdos) de jumelage :
- Abou Dabi (Émirats arabes unis) (2007)[37] ;
- Bordeaux (France) (1984)[37],[38] ;
- Lisbonne (Portugal) (1979)[37] ;
- Malabo (Guinée équatoriale) (1982)[37] ;
- Manille (Philippines) (2005)[37] ;
- Miami (États-Unis) (2014)[37] ;
- New York (États-Unis) (1982)[37] ;
- Nouakchott (Mauritanie) (1986)[37] ;
- Panama (Panama) (1980)[37] ;
- Casablanca (Maroc) (2024)[réf. nécessaire].

Liste des minutes (actas) de jumelage :
- Rabat (Maroc) (1988)[37] ;
- Tripoli (Libye) (1988)[37].

### Union des Villes Capitales Ibéro-américaines
Madrid est membre de l'Union des Villes Capitales Ibéro-américaines qui a établi des relations fraternelles avec les villes suivantes par la publication d'une déclaration collective en octobre 1982 :
- Asuncion (Paraguay)
- Bogota (Colombie)
- Buenos Aires (Argentine)
- Caracas (Venezuela)
- Guatemala (Guatemala)
- La Havane (Cuba)
- La Paz (Bolivie)
- Lima (Pérou)
- Lisbonne (Portugal)
- Managua (Nicaragua)
- Mexico (Mexique)
- Montevideo (Uruguay)
- Panama (Panama)
- Quito (Équateur)
- Rio de Janeiro (Brésil)
- San José (Costa Rica)
- San Juan (Porto Rico)
- San Salvador (Salvador)
- Santiago (Chili)
- Saint-Domingue (République dominicaine)
- Tegucigalpa (Honduras)

### Autres partenariats
- Athènes (Grèce)[37]
- Pékin (Chine)[37]
- Belgrade (Serbie)[37]
- Berlin (Allemagne)[37],[40]
- Brasilia (Brésil)[37]
- Bruxelles (Belgique)[37]
- Budapest (Hongrie)[37]
- Cebu (Philippines)[37]
- Chongqing (Chine)[37]
- Davao (Philippines)[37]
- Guadalajara (Mexique)[37]
- Katmandou (Népal)[37]
- Lumbini (Népal)[37]
- Moscou (Russie)[37]
- Paris (France)[37]
- Prague (Tchéquie)[37]
- Rome (Italie)[37]
- Sofia (Bulgarie)[37]
- Sucre (Bolivie)[37]
- Varsovie (Pologne)[37]
- Zamboanga (Philippines)[37]

### Partenariats avec des organisations internationales
- C-40 Cities (C40)[37]
- Organisation internationale du travail (OIT)[37]
- Secrétariat général ibéro-américain (SEGIB)[37]
- Organisation des Nations unies pour l'éducation, la science et la culture (UNESCO)[37]
- Programme des Nations unies pour les établissements humains (ONU-Habitat)[37]

## Fêtes locales
- 2 mai, Fiestas del 2 de Mayo dans le quartier de Malasaña, en souvenir de l'affrontement tragique qui opposa la population aux troupes de Napoléon (1808) au cours de la guerre d'indépendance.
- 15 mai, Saint Isidore le Laboureur. Saint patron de Madrid.
- 12 juin, Saint Antoine de la Floride. Saint patron de Príncipe Pío.
- Juin, Fiestas de la calle del pez.
- Juin, Fiestas de Chueca. La Gay pride madrilène est une fête officielle de quartier.
- Autour du 7 aout : « Fiestas de Lavapiés » dans le quartier du même nom.
- Autour du 15 aout : « Fiestas de la Paloma » dans le quartier de la Latina.
- 9 novembre, fête de la Vierge de l'Almudena. Sainte patronne de Madrid.